# Primeira Guerra Mundial
A Primeira Guerra Mundial (também conhecida como Grande Guerra ou Guerra das Guerras, até o início da Segunda Guerra Mundial) foi um conflito bélico global centrado na Europa, que começou em 28 de julho de 1914 e durou até 11 de novembro de 1918. A guerra envolveu todas as grandes potências do mundo, que se organizaram em duas alianças opostas: os Aliados (com base na Tríplice Entente entre Reino Unido, França e Rússia) e os Impérios Centrais (Alemanha e Áustria-Hungria). Originalmente a Tríplice Aliança era formada pela Alemanha, Áustria-Hungria e a Itália; mas como a Áustria-Hungria tinha tomado a ofensiva, violando o acordo, a Itália não entrou na guerra pela Tríplice Aliança. Estas alianças reorganizaram-se (a Itália lutou pelos Aliados) e expandiram-se com mais nações que entraram na guerra. Em última análise, mais de setenta milhões de militares, incluindo sessenta milhões de europeus, foram mobilizados em uma das maiores guerras da história. Mais de nove milhões de combatentes foram mortos, em grande parte por causa de avanços tecnológicos que determinaram um crescimento enorme na letalidade de armas, mas sem melhorias correspondentes em proteção ou mobilidade. Foi o sexto conflito mais mortal na história da humanidade e que posteriormente abriu caminho para várias mudanças políticas, como revoluções em muitas das nações envolvidas.
Entre as causas da guerra incluem-se as políticas imperialistas estrangeiras das grandes potências da Europa, como o Império Alemão, o Império Austro-Húngaro, o Império Otomano, o Império Russo, o Império Britânico, a Terceira República Francesa e a Itália. Em 28 de junho de 1914, o assassinato do arquiduque Francisco Fernando da Áustria, o herdeiro do trono da Áustria-Hungria, pelo nacionalista iugoslavo Gavrilo Princip, em Sarajevo, na Bósnia, foi o gatilho imediato da guerra, o que resultou em um ultimato da Áustria-Hungria contra o Reino da Sérvia. Diversas alianças formadas ao longo das décadas anteriores foram invocadas, com o que, dentro de algumas semanas, as grandes potências estavam em guerra; através de suas colônias, o conflito logo se espalhou ao redor do planeta.
Em 28 de julho, o conflito iniciou-se com a invasão austro-húngara da Sérvia, seguida pela invasão alemã da Bélgica, Luxemburgo e França, e um ataque russo contra a Alemanha. Depois da marcha alemã até Paris ter levado a um impasse, a Frente Ocidental se transformou em uma batalha de atrito estático com uma linha de trincheiras que pouco mudou até 1917. Na Frente Oriental, o exército russo lutou com sucesso contra as forças austro-húngaras, mas foi forçado a recuar da Prússia Oriental e da Polônia pelo exército alemão. Frentes de batalha adicionais abriram-se depois que o Império Otomano entrou na guerra em 1914, Itália e Bulgária em 1915 e a Romênia em 1916. Depois de uma ofensiva alemã em 1918 ao longo da Frente Ocidental, os Aliados forçaram o recuo dos exércitos alemães em uma série de ofensivas de sucesso e as forças dos Estados Unidos começaram a entrar nas trincheiras. A Alemanha, que teve o seu próprio problema com os revolucionários, neste ponto concordou com um cessar-fogo em 11 de novembro de 1918, episódio mais tarde conhecido como Dia do Armistício. A guerra terminou com a vitória dos Aliados.
Os eventos nos conflitos locais eram tão tumultuosos quanto nas grandes frentes de batalha, tentando os participantes mobilizar a sua mão de obra e recursos econômicos para lutar uma guerra total. Até o final da guerra, quatro grandes potências imperiais — os impérios Alemão, Russo, Austro-Húngaro e Otomano — deixaram de existir. Os Estados sucessores dos dois primeiros perderam uma grande quantidade de seu território, enquanto os dois últimos foram completamente desmontados. O mapa da Europa central foi redesenhado em vários novos países menores. A Liga das Nações, organização precursora das Nações Unidas, foi formada na esperança de evitar outro conflito dessa magnitude. Esses esforços falharam, exacerbando o nacionalismo em vários países, a depressão econômica, as repercussões da derrota da Alemanha e os problemas com o Tratado de Versalhes, que foram fatores que contribuíram para o início da Segunda Guerra Mundial.

## Nomes
O termo guerra mundial foi cunhado pela primeira vez em setembro de 1914 pelo biólogo e filósofo alemão Ernst Haeckel. Ele afirmou que "não há dúvida de que o curso e o caráter da temida 'Guerra Europeia' ... irá se tornar a Primeira Guerra Mundial no sentido completo da palavra", citando um relatório do serviço de notícias no The Indianapolis Star em 20 de setembro de 1914.
Antes da Segunda Guerra Mundial, os eventos de 1914–1918 eram geralmente conhecidos como a Grande Guerra ou simplesmente a Guerra Mundial. Em outubro de 1914, a revista canadense Maclean's escreveu: "Algumas guerras se autodenominam. Esta é a Grande Guerra". Os europeus contemporâneos também se referiram a ela como "a guerra para acabar com a guerra" ou "a guerra para acabar com todas as guerras", devido à percepção de sua escala e devastação sem precedentes. Depois que a Segunda Guerra Mundial começou em 1939, os termos se tornaram mais padronizados, com historiadores do Império Britânico, incluindo canadenses, se referindo a ela como "A Primeira Guerra Mundial" e os americanos "Primeira Guerra Mundial".

## Antecedentes

### Alianças políticas e militares

Sistema de alianças na Europa antes da guerra:
Tríplice Entente
Tríplice Aliança
Países neutros

Durante grande parte do século XIX, as principais potências europeias mantiveram um tênue equilíbrio de poder entre si, conhecido como Concerto da Europa. Depois de 1848, isso foi desafiado por uma variedade de fatores, incluindo a retirada da Grã-Bretanha para o chamado isolamento esplêndido, o declínio do Império Otomano e a ascensão da Prússia sob Otto von Bismarck. A Guerra Austro-Prussiana de 1866 estabeleceu a hegemonia prussiana na Alemanha, enquanto a vitória na Guerra Franco-Prussiana de 1870–1871 permitiu que Bismarck consolidasse os estados alemães em um Império Alemão sob a liderança prussiana. Vingar a derrota de 1871, ou revanchismo, e recuperar as províncias da Alsácia-Lorena tornaram-se os principais objetivos da política francesa pelos quarenta anos seguintes.

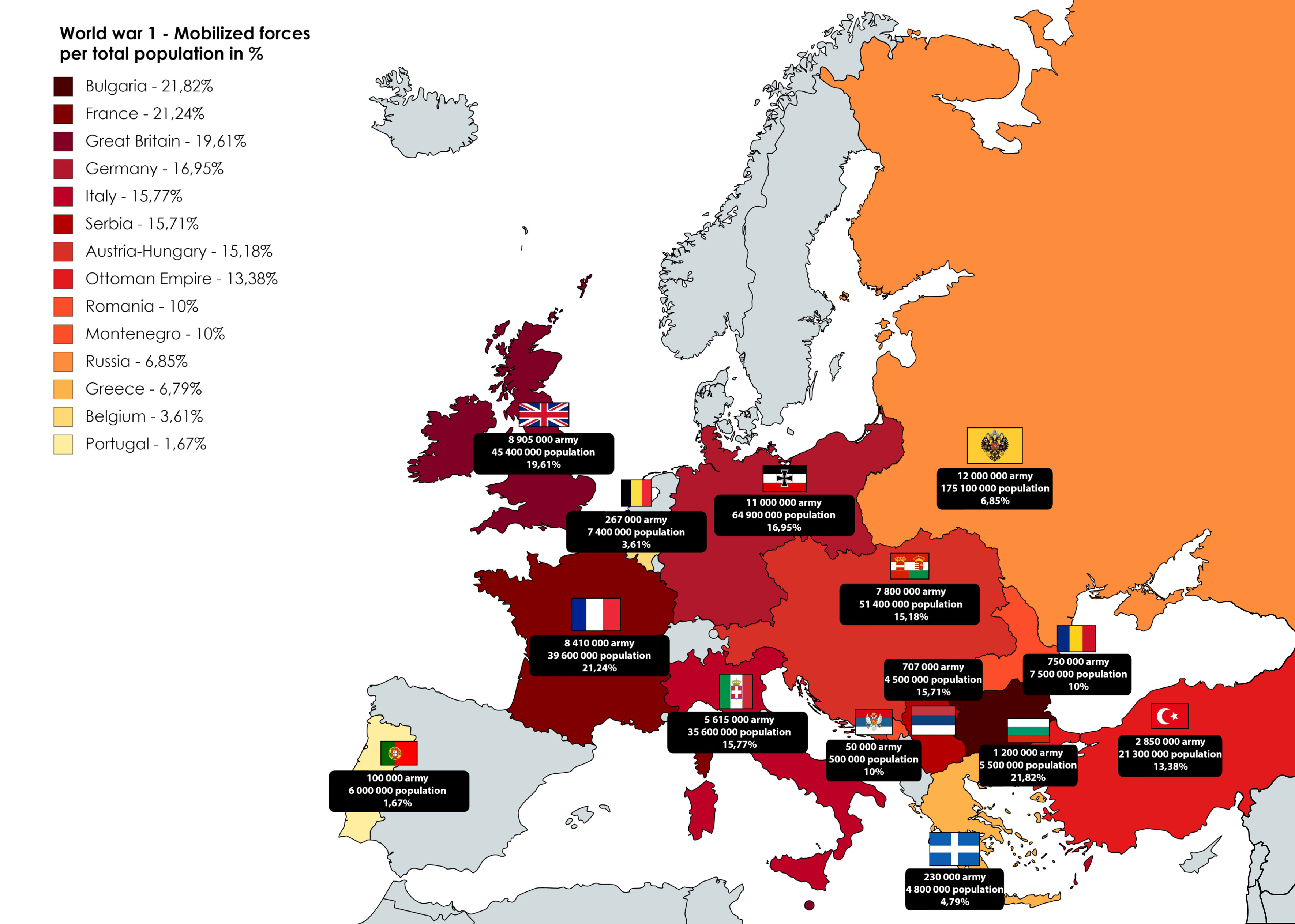
Total de forças mobilizadas por população total (em %)

A fim de isolar a França e evitar uma guerra em duas frentes, Bismarck negociou a Liga dos Três Imperadores (alemão: Dreikaiserbund) entre a Áustria-Hungria, a Rússia e a Alemanha. Após a vitória russa na Guerra Russo-Turca de 1877–1878, a Liga foi dissolvida devido a preocupações austríacas com a influência russa nos Bálcãs, uma área que consideravam de interesse estratégico vital. A Alemanha e a Áustria-Hungria formaram a Aliança Dual em 1879, que se tornou a Tríplice Aliança quando a Itália aderiu em 1882. Para Bismarck, o objetivo desses acordos era isolar a França, garantindo que os três impérios resolvessem quaisquer disputas entre si; quando este foi ameaçado em 1880 por tentativas britânicas e francesas de negociar diretamente com a Rússia, ele reformou a Liga em 1881, que foi renovada em 1883 e 1885. Após o acordo ter expirado em 1887, ele o substituiu pelo Tratado de Resseguro, um acordo secreto entre a Alemanha e a Rússia para permanecer neutro se qualquer um fosse atacado pela França ou pela Áustria-Hungria.
Bismarck via a paz com a Rússia como a base da política externa alemã, mas depois de se tornar o Imperador (Kaiser) em 1890, Guilherme II o forçou a se aposentar e foi persuadido a não renovar o Tratado de Resseguro por Leo von Caprivi, seu novo chanceler. Isso proporcionou à França uma oportunidade de neutralizar a Tríplice Aliança, assinando a Aliança Franco-Russa em 1894, seguida pela Entente Cordiale de 1904 com a Grã-Bretanha, e a Tríplice Entente foi concluída pela Convenção Anglo-Russa de 1907. Embora não fossem alianças formais, ao resolver disputas coloniais de longa data na África e na Ásia, a entrada britânica em qualquer conflito futuro envolvendo a França ou a Rússia tornou-se uma possibilidade. O apoio britânico e russo à França contra a Alemanha durante a crise de Agadir em 1911 reforçou seu relacionamento e aumentou o distanciamento anglo-alemão, aprofundando as divisões que eclodiriam em 1914.

### Corrida armamentista

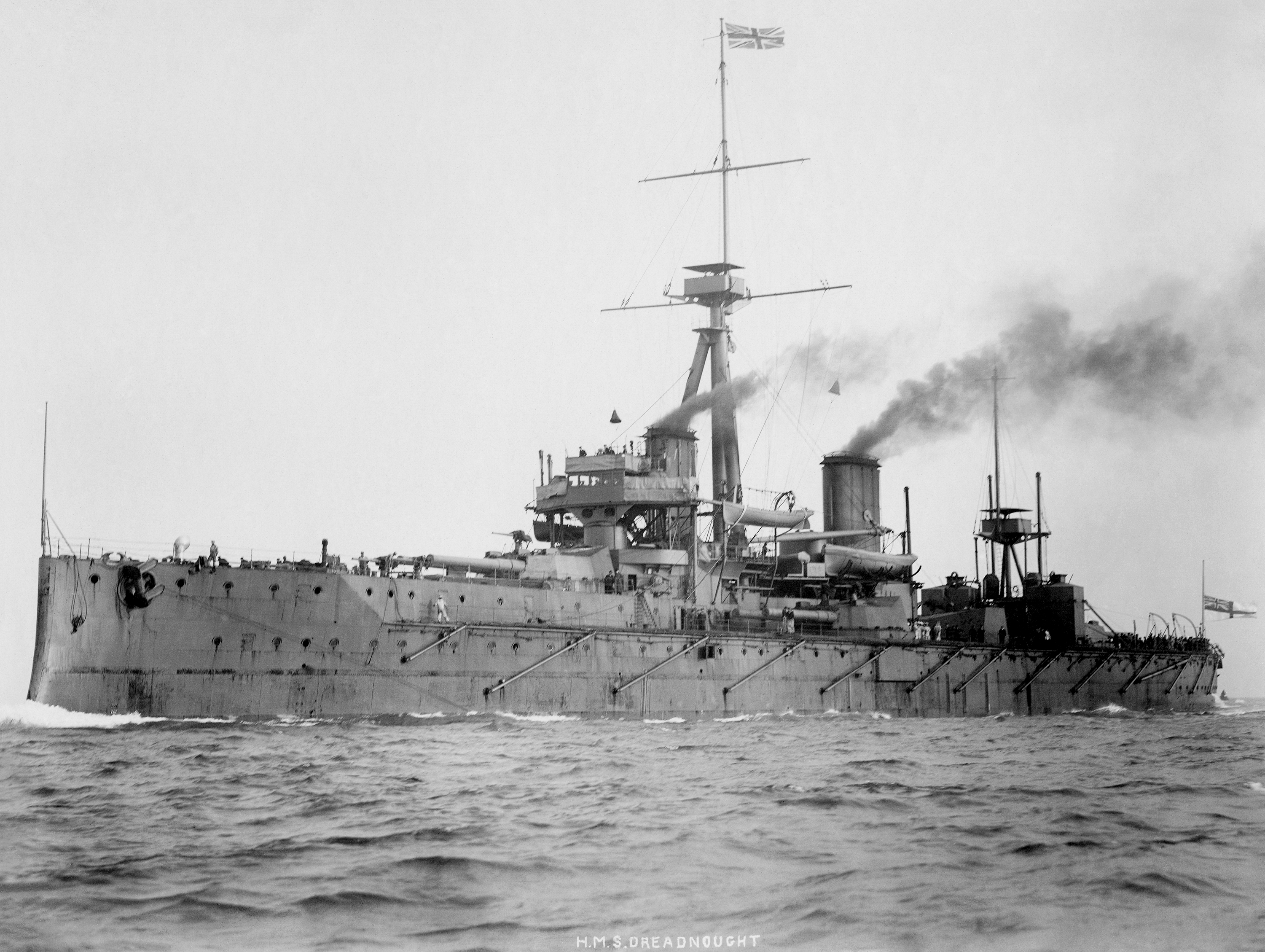
HMS Dreadnought. Uma corrida armamentista naval existia entre o Reino Unido e o Império Alemão

A criação de um Reich unificado, juntamente com o pagamento de indenizações impostas à França e a aquisição de importantes depósitos de carvão e ferro nas províncias anexas da Alsácia-Lorena, alimentaram um milagre econômico e um enorme aumento da força industrial alemã. Com o apoio de Guilherme II (Wilhelm II), depois de 1890 o Almirante Alfred von Tirpitz procurou explorar esse crescimento para criar uma Kaiserliche Marine, ou Marinha Imperial Alemã, capaz de competir com a Marinha Real Britânica pela supremacia naval mundial. Ele foi muito influenciado pelo estrategista naval americano Alfred Thayer Mahan, que argumentou que a posse de uma marinha de águas azuis era vital para a projeção de poder global; Tirpitz traduziu seus livros para o alemão, enquanto Wilhelm os tornou leitura obrigatória para seus conselheiros e militares superiores.

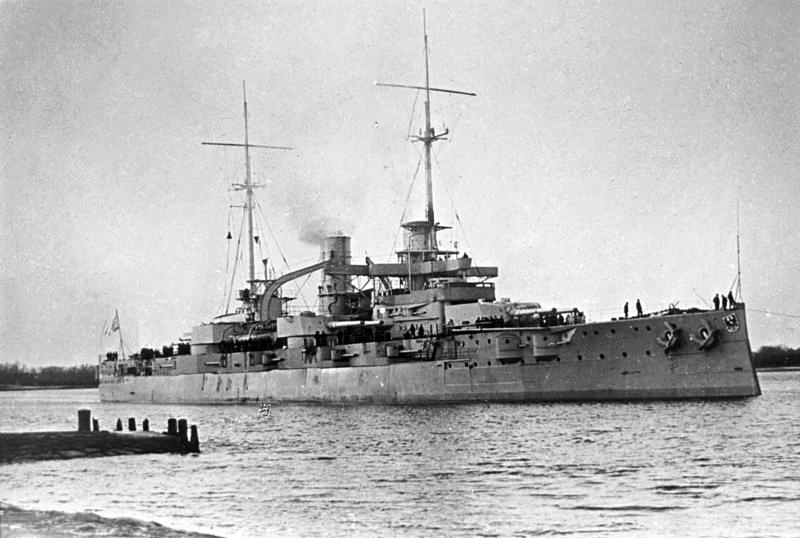
SMS Rheinland, um encouraçado da classe Nassau, a primeira resposta da Alemanha ao Dreadnought britânico

No entanto, também foi uma decisão emocional, impulsionada pela admiração simultânea de Wilhelm pela Marinha Real e seu desejo de superá-la. Bismarck enfatizou a necessidade de evitar antagonizar a Grã-Bretanha, uma política facilitada por sua oposição à aquisição de colônias, mas esse desafio não pode ser ignorado e resultou na corrida armamentista naval anglo-alemã. O lançamento do HMS Dreadnought em 1906 deu aos britânicos uma vantagem tecnológica sobre seu rival alemão que eles nunca perderam. Em última análise, a corrida desviou enormes recursos para a criação de uma marinha alemã grande o suficiente para antagonizar a Grã-Bretanha, mas não derrotá-la; em 1911, o chanceler Theobald von Bethmann-Hollweg reconheceu a derrota, levando à Rüstungswende ou "ponto de virada dos armamentos", quando ele mudou os gastos da marinha para o exército.
Isso foi motivado pela preocupação com a recuperação russa da derrota na Guerra Russo-Japonesa de 1905 e a revolução subsequente. As reformas econômicas apoiadas pelo financiamento francês levaram a uma significativa expansão pós-1908 de ferrovias e infraestrutura, particularmente em suas regiões fronteiriças ocidentais. A Alemanha e a Áustria-Hungria contavam com uma mobilização mais rápida para compensar sua inferioridade numérica em relação à Rússia, e foi a ameaça potencial representada pelo fechamento dessa lacuna que levou ao fim da corrida naval, e não a redução das tensões. Quando a Alemanha expandiu seu exército permanente para 170 000 homens em 1913, a França estendeu o serviço militar obrigatório de dois para três anos; medidas semelhantes foram tomadas pelas potências balcânicas e pela Itália, que levaram ao aumento das despesas dos otomanos e da Áustria-Hungria. Os números absolutos são difíceis de calcular devido às diferenças na categorização das despesas, uma vez que muitas vezes omitem projetos de infraestrutura civil com uso militar, como ferrovias. No entanto, de 1908 a 1913, os gastos com defesa das seis maiores potências europeias aumentaram mais de 50% em termos reais.

### Conflito nos Bálcãs

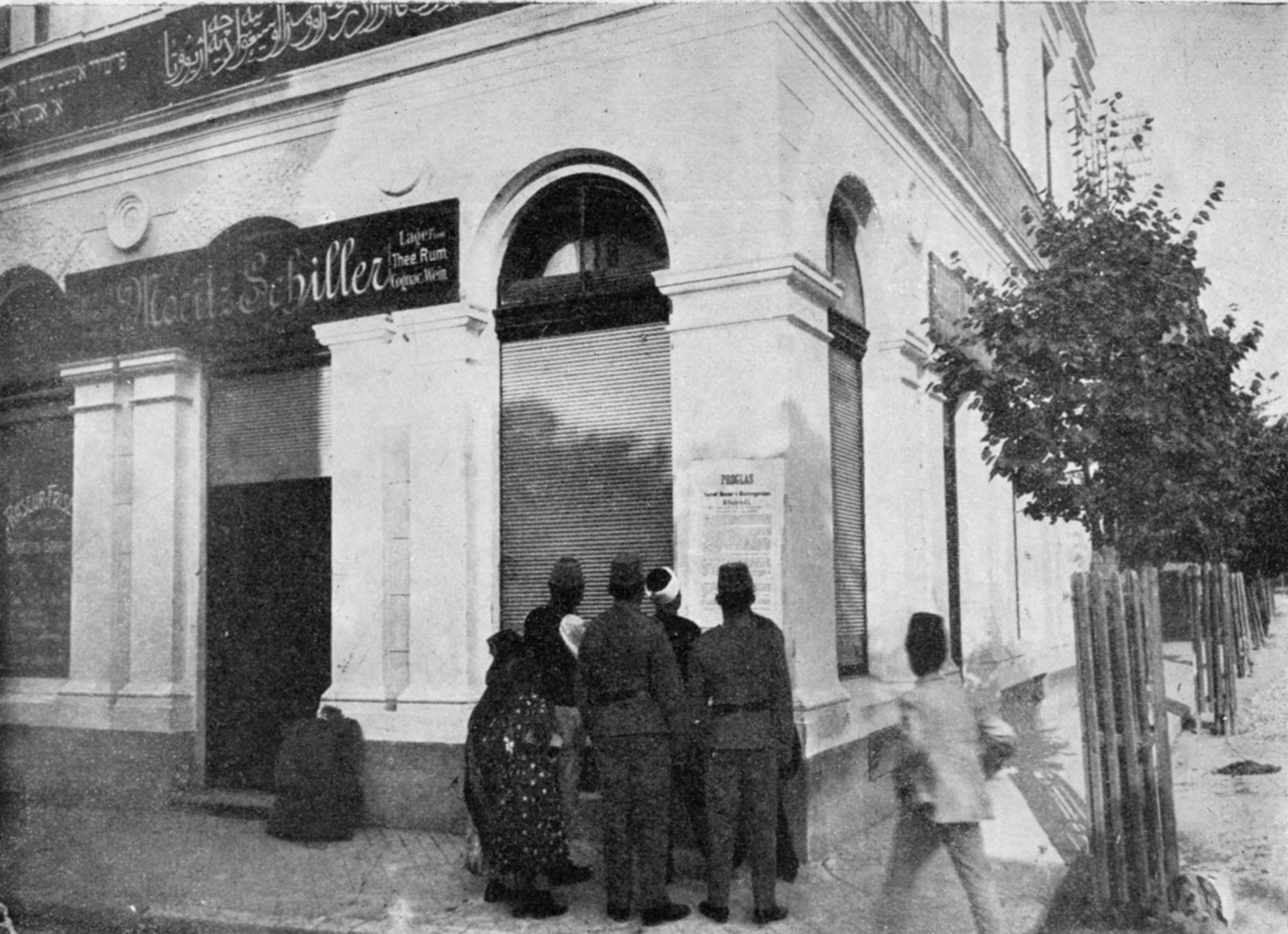
Cidadãos de Sarajevo leem um cartaz com a proclamação da anexação austríaca em 1908

Os anos anteriores a 1914 foram marcados por uma série de crises nos Bálcãs, à medida que outras potências buscavam se beneficiar do declínio otomano. Enquanto a Rússia pan-eslava e ortodoxa se considerava a protetora da Sérvia e de outros estados eslavos, a importância estratégica dos estreitos do Bósforo significava que eles preferiam que eles fossem controlados por um fraco governo otomano, em vez de um poder ambicioso como a Bulgária. Equilibrar esses objetivos concorrentes exigia simultaneamente apoiar seus clientes enquanto limitava seus ganhos territoriais, dividindo os formuladores de políticas russos e aumentando a instabilidade desta região.
Ao mesmo tempo, muitos estadistas austríacos consideravam os Bálcãs essenciais para a continuidade da existência de seu Império e a expansão sérvia como uma ameaça direta a ele. A crise bósnia de 1908–1909 começou quando a Áustria anexou o antigo território otomano da Bósnia e Herzegovina, que ocupava desde 1878. Cronometrada para coincidir com a Declaração de Independência da Bulgária do Império Otomano, esta ação unilateral foi denunciada por todas as grandes potências; incapazes de reverter isso, elas alteraram o Tratado de Berlim de 1878 e aceitaram a anexação austríaca. Alguns historiadores veem isso como uma escalada significativa, acabando com quaisquer chances de a Rússia e a Áustria cooperarem nos Bálcãs, enquanto prejudicavam as relações austríacas com a Sérvia e a Itália, que tinham suas próprias ambições expansionistas na área.
As tensões aumentaram ainda mais pela Guerra Ítalo-Turca de 1911 a 1912, que demonstrou a aparente incapacidade dos otomanos de manter seu império e levou à formação da Liga Balcânica. Uma aliança da Sérvia, Bulgária, Montenegro e Grécia, a Liga dominou a maior parte da Turquia europeia na Primeira Guerra Balcânica de 1912 a 1913. Apesar de seu declínio, as Grandes Potências assumiram que o exército otomano era poderoso o suficiente para derrotar a Liga e seu colapso as pegou de surpresa. A captura sérvia de portos no Adriático resultou na mobilização parcial austríaca em 21 de novembro de 1912, incluindo unidades ao longo da fronteira russa na Galícia. Quando o Conselho de Ministros do Império Russo se reuniu para considerar sua resposta no dia seguinte, eles decidiram não se mobilizar, temendo que a Alemanha fizesse o mesmo e iniciasse uma guerra europeia para a qual eles ainda não estavam preparados.
As Grandes Potências procuraram reafirmar o controle através do Tratado de Londres de 1913, que criou uma Albânia independente, enquanto ampliava os territórios da Bulgária, Sérvia, Montenegro e Grécia. No entanto, as disputas entre os vencedores desencadearam a Segunda Guerra Balcânica de 33 dias, quando a Bulgária atacou a Sérvia e a Grécia em 16 de junho de 1913; a Bulgária foi derrotada, perdendo a maior parte da Macedônia para a Sérvia e Grécia, e o sul de Dobruja para a Romênia. O resultado foi que mesmo os países que se beneficiaram das Guerras Balcânicas, como a Sérvia e a Grécia, sentiram-se enganados em seus "ganhos legítimos", enquanto para a Áustria isso demonstrou a aparente indiferença com que outras potências viam suas preocupações, incluindo a Alemanha. Esta mistura complexa de ressentimento, nacionalismo e insegurança ajuda a explicar por que os Balcãs pré-1914 ficaram conhecidos como o "barril de pólvora da Europa".

## Prelúdio

### Assassinato de Francisco Fernando

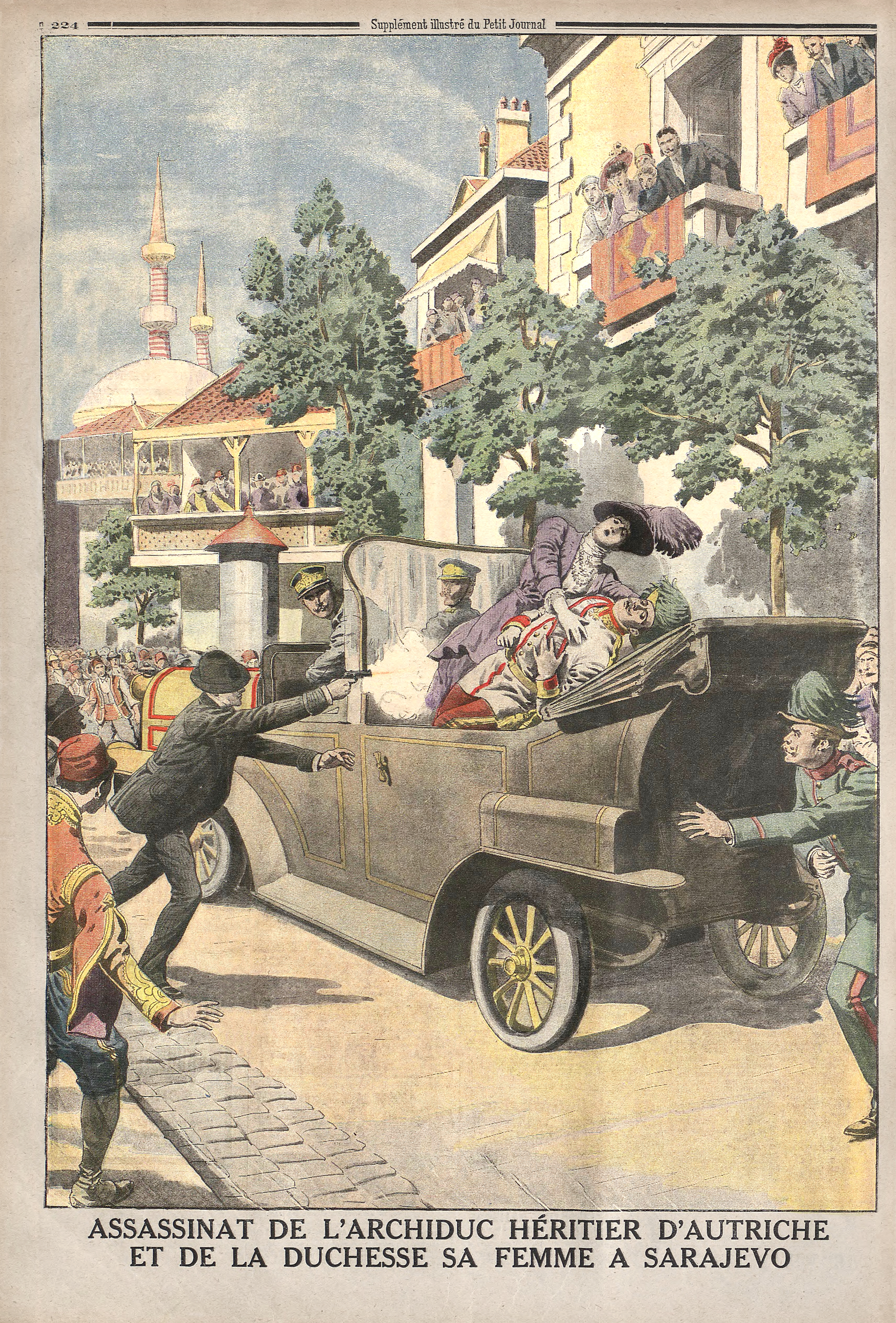
Representação do assassinato do arquiduque Francisco Fernando da Áustria-Hungria por Gavrilo Princip, um estudante sérvio da Bósnia

Em 28 de junho de 1914, o arquiduque austríaco Francisco Fernando visitou a capital da Bósnia, Sarajevo. Um grupo de seis assassinos (Cvjetko Popović, Gavrilo Princip, Muhamed Mehmedbašić, Nedeljko Čabrinović, Trifko Grabež e Vaso Čubrilović) do grupo iugoslavista Jovem Bósnia, fornecido pela Mão Negra da Sérvia, reuniu-se na rua onde passaria a caravana do arquiduque com a intenção de assassiná-lo. Čabrinović jogou uma granada no carro, mas errou. Alguns nas proximidades ficaram feridos pela explosão, mas o comboio de Fernando continuou. Os outros assassinos não conseguiram agir enquanto os carros passavam por eles. Cerca de uma hora depois, quando Fernando regressava da Câmara Municipal de Sarajevo em direção ao hospital para visitar os feridos na tentativa de assassinato, o comboio tomou um caminho errado em uma rua onde, por coincidência, Princip estava. Com uma pistola, Princip disparou e matou Fernando e sua esposa Sofia. A reação entre as pessoas na Áustria-Hungria foi branda, quase indiferente. Como o historiador Zbyněk Zeman escreveu mais tarde, "o evento quase não conseguiu fazer qualquer impressão. No domingo e na segunda-feira (28 e 29 de junho), as multidões em Viena ouviam música e bebiam vinho, como se nada tivesse acontecido". No entanto, o impacto político do assassinato do herdeiro do trono foi significativo, e foi descrito pelo historiador Cristopher Clark como um "efeito 11 de setembro, um evento terrorista com significado histórico, transformando a química da política em Viena."
As autoridades austro-húngaras encorajaram os sucessivos motins antissérvios em Sarajevo, nos quais bósnios e bosníacos mataram dois sérvios bósnios e danificaram vários edifícios pertencentes aos sérvios. As ações violentas contra pessoas de etnia sérvia também foram organizadas fora de Sarajevo, em outras cidades da Bósnia e Herzegovina, na Croácia e na Eslovênia controladas pela Áustria-Hungria. As autoridades austro-húngaras na Bósnia e Herzegovina prenderam e extraditaram cerca de 5 500 sérvios proeminentes, dos quais setecentos a 2 200 morreram na prisão. Mais 460 sérvios foram condenados à morte. Uma milícia especialista predominantemente bósnia conhecida como Schutzkorps foi estabelecida e levou a cabo a perseguição aos sérvios.

### Crise de julho

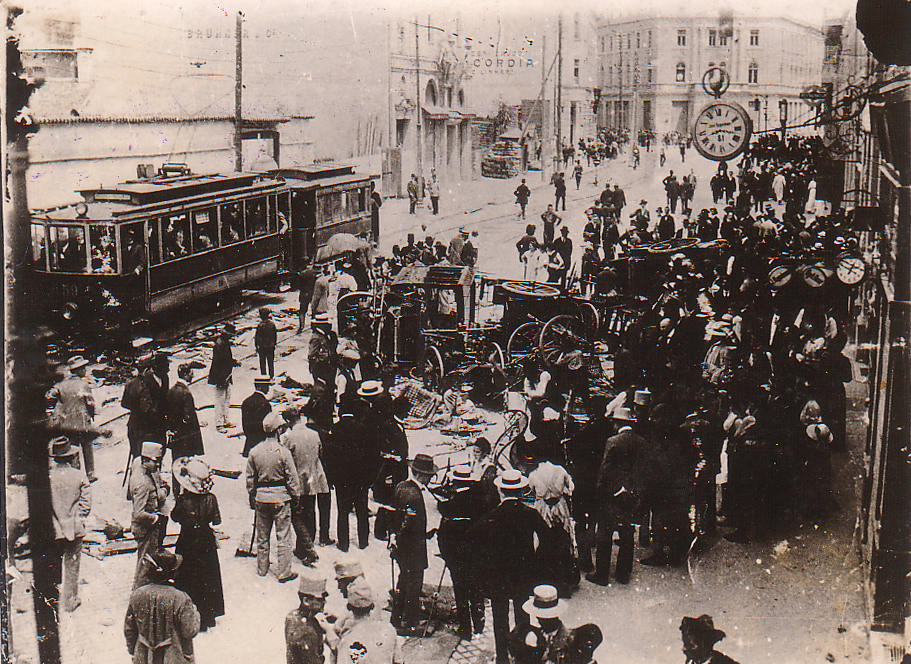
Multidão nas ruas após motins antissérvios em Sarajevo, em 29 de junho de 1914

O assassinato do arquiduque iniciou um mês de manobras diplomáticas entre Áustria-Hungria, Alemanha, Rússia, França e Reino Unido, no que ficou conhecido como a Crise de Julho. Querendo finalmente acabar com a interferência sérvia na Bósnia — a Mão Negra tinha fornecido bombas e pistolas, treinamento e ajuda a Princip e seu grupo para atravessar a fronteira, e os austríacos estavam corretos em acreditar que os oficiais e funcionários sérvios estavam envolvidos — a Áustria-Hungria entregou o Ultimato de Julho para a Sérvia, uma série de dez reivindicações, criadas intencionalmente para serem inaceitáveis, visando provocar uma guerra com a Sérvia. Quando a Sérvia concordou com apenas oito das dez reivindicações, a Áustria-Hungria declarou guerra ao país em 28 julho de 1914. Hew Strachan argumenta que "se uma resposta equivocada e precipitada da Sérvia teria feito alguma diferença para o comportamento da Áustria-Hungria é algo duvidoso. Francisco Fernando não era o tipo de personalidade que comandava a popularidade e sua morte não lançou o império em profundo luto".
O Império Russo, disposto a impedir que a Áustria-Hungria eliminasse a sua influência nos Balcãs e em apoio aos sérvios, seus protegidos de longa data, ordenou uma mobilização parcial um dia depois. O Império Alemão mobilizou-se em 30 de julho de 1914, pronto para aplicar o "Plano Schlieffen", que previa uma invasão rápida e massiva à França para eliminar o exército francês e, em seguida, virar a leste contra a Rússia. O gabinete francês resistiu à pressão militar para iniciar a mobilização imediata e ordenou que suas tropas recuassem dez quilômetros da fronteira, para evitar qualquer incidente. A França só se mobilizou na noite de 2 de agosto, quando a Alemanha invadiu a Bélgica e atacou tropas francesas. O Império Alemão declarou guerra à Rússia no mesmo dia. O Reino Unido declarou guerra à Alemanha em 4 de agosto de 1914, após uma "resposta insatisfatória" para o ultimato britânico de que a Bélgica deveria ser mantida neutra.

## Progresso da guerra

### Começo das hostilidades

#### Confusão entre as Potências Centrais
A estratégia das Potências Centrais sofreu uma falta de comunicação. O Império Alemão prometeu apoiar a invasão da Sérvia pela Áustria-Hungria, mas as interpretações do que isto significava diferiam. Planos de implantação previamente testados foram substituídos no início de 1914, mas eles nunca foram testados em exercícios. Os líderes austro-húngaros acreditavam que a Alemanha cobriria o seu flanco do norte contra a Rússia. A Alemanha, no entanto, imaginou que a Áustria-Hungria dirigia a maioria de suas tropas contra a Rússia, enquanto a Alemanha lidava com a França. Essa confusão forçou o Exército Austro-Húngaro a dividir suas forças entre as frentes russa e sérvia. Ainda por cima, o chanceler alemão da época, Bethmann, supostamente acabou por revelar os planos alemães de invadir a Bélgica para a Grã-Bretanha, ao pedir a neutralidade bretã em troca do respeito à independência da Bélgica, na época comandada pelo rei Alberto I.

#### Campanha sérvia

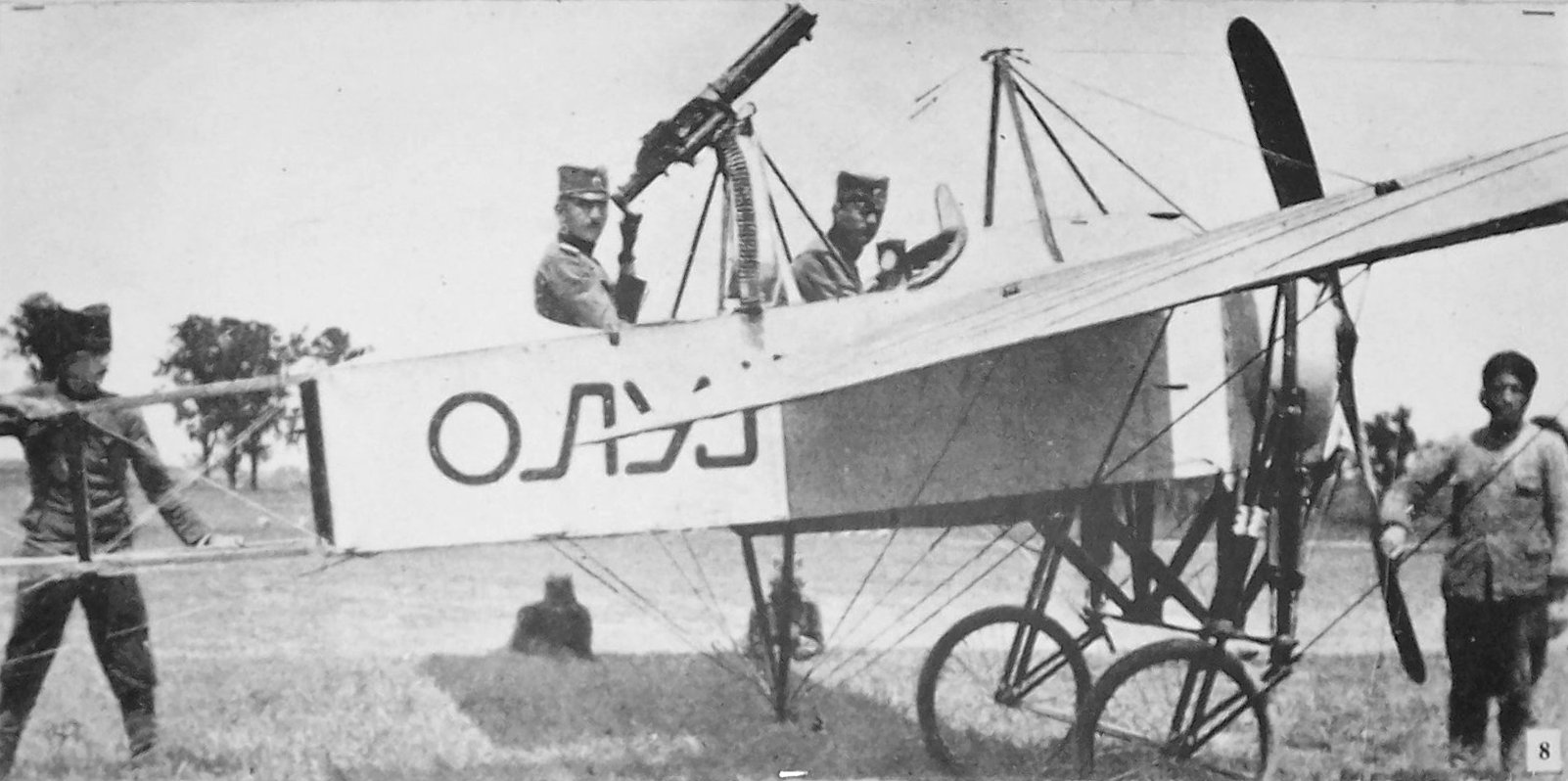
Blériot XI "Oluj" do exército sérvio, 1915

A Áustria-Hungria invadiu e lutou contra o exército sérvio na Batalha de Cer e na Batalha de Kolubara em 12 de agosto. Durante as duas semanas seguintes, os ataques austro-húngaros tiveram grandes perdas, que marcaram as primeiras vitórias aliadas da guerra e derrubaram as esperanças austro-húngaras de uma vitória rápida. Como resultado, a Áustria-Hungria teve que manter forças consideráveis na frente sérvia, enfraquecendo seus esforços contra a Rússia. A derrota sérvia da invasão austro-húngara de 1914 está entre as maiores vitórias do século XX.

#### Forças alemãs na Bélgica e na França

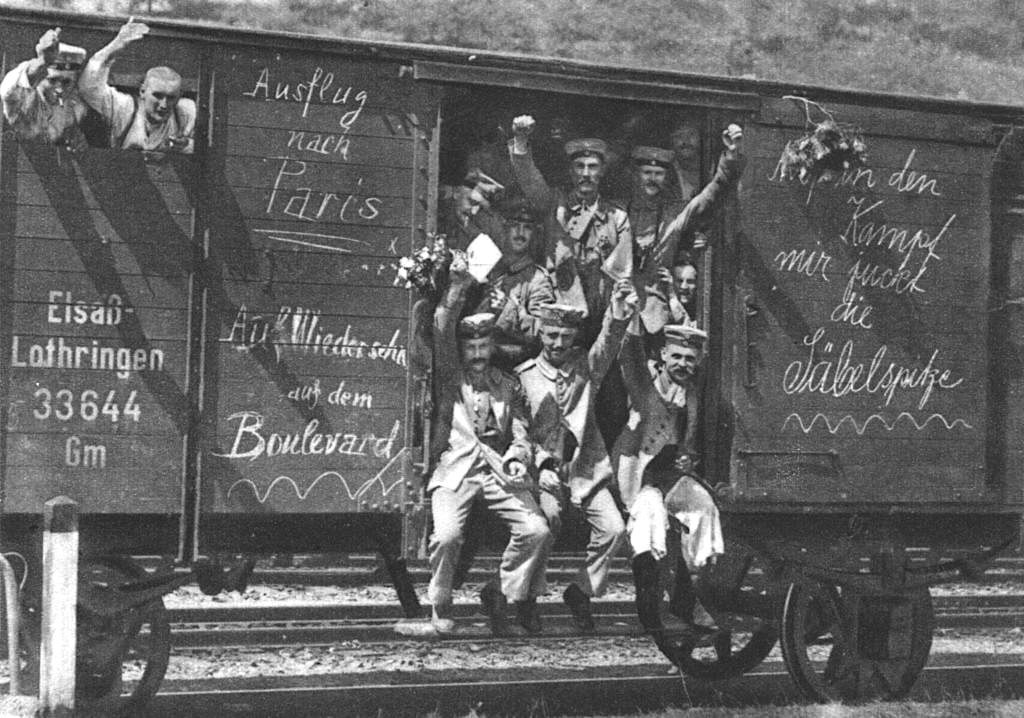
Soldados alemães em um vagão a caminho para a frente de batalha em 1914. No início da guerra, todos os lados esperavam que o conflito fosse curto

No início da Primeira Guerra Mundial, 80% do exército alemão foi implantado em sete exércitos de campo no oeste, de acordo com o plano Aufmarsch II West. No entanto, eles também foram designados para executar o plano Aufmarsch I West, também conhecido como o Plano Schlieffen. Isto fez com que os exércitos alemães marchassem através do norte da Bélgica e da França, na tentativa de cercar o exército francês e depois violar a "segunda área defensiva" das fortalezas de Verdun e Paris e o rio Marne.
O Aufmarsch I West era um dos quatro planos de implantação disponíveis para o Estado-Maior alemão em 1914. Cada plano favorecia certas operações, mas não especificava exatamente como estas operações deveriam ser realizadas, deixando aos comandantes a possibilidade de liderá-los por sua própria iniciativa e com uma supervisão mínima. O Aufmarsch I West, projetado para uma guerra de uma frente com a França, havia sido retirado logo que ficou claro que era irrelevante para as guerras que a Alemanha poderia esperar enfrentar; tanto a Rússia quanto o Reino Unido deveriam ajudar a França e não havia possibilidade de disponibilidade de tropas italianas ou austro-húngaras para as operações contra a França. No entanto, apesar da sua inadequação e da disponibilidade de opções mais sensatas e decisivas, manteve um certo fascínio devido à sua natureza ofensiva e ao pessimismo do pensamento anterior à guerra, que esperava que as operações ofensivas fossem de curta duração, com muitas baixas e sem fator decisivo. Consequentemente, a implantação do Aufmarsch II West foi alterada pela ofensiva de 1914, apesar de seus objetivos irrealistas e das forças insuficientes que a Alemanha tinha disponíveis para um sucesso concreto. Moltke tomou o Plano de Schlieffen e modificou a implantação de forças na Frente Ocidental, reduzindo a ala direita, que avançaria pela Bélgica, de 85% para 70%. No final, o Plano Schlieffen foi tão radicalmente modificado por Moltke, que poderia ser melhor chamado de "Plano Moltke".

Participantes da Primeira Guerra Mundial:
Tríplice Entente e os Aliados
Colônias, domínios ou territórios dos Aliados
Impérios Centrais (Tríplice Aliança)
Colônias ou territórios dos Impérios Centrais
Países neutros

O plano orientava que o flanco direito do avanço alemão contornasse os exércitos franceses concentrados na fronteira franco-alemã, derrotasse as forças francesas próximas de Luxemburgo e Bélgica e se movesse para o sul rumo a Paris. Inicialmente, os alemães tiveram sucesso, especialmente na Batalha das Fronteiras (14 a 24 de agosto). Até o dia 12 de setembro, os franceses, com a ajuda da Força Expedicionária Britânica (BEF), pararam o avanço alemão a leste de Paris na Primeira Batalha do Marne (5–12 de setembro) e empurraram as forças alemãs cerca de cinquenta quilômetros. A ofensiva francesa no sul da Alsácia, lançada em 20 de agosto com a Batalha de Mulhouse, teve sucesso limitado.
No leste, o Império Russo invadiu com dois exércitos. Em resposta, a Alemanha mudou rapidamente o papel de reserva do 8º Exército de Campo para usá-lo na invasão da França da Prússia Oriental por trilhos através do Império Alemão. Este exército, liderado pelo general Paul von Hindenburg, derrotou a Rússia em uma série de batalhas coletivamente conhecidas como a Primeira Batalha de Tannenberg (17 de agosto a 2 de setembro). Enquanto a invasão russa fracassou, causou o desvio das tropas alemãs para o leste, permitindo a vitória aliada na Primeira Batalha do Marne. Isso significava que a Alemanha não conseguiria alcançar seu objetivo de evitar uma longa guerra de duas frentes. No entanto, o exército alemão abriu caminho para uma boa posição defensiva na França e efetivamente reduziu à metade o abastecimento de carvão dos franceses. Também matou ou feriu permanentemente 230 mil soldados franceses e britânicos. Apesar disto, os problemas de comunicação e decisões de comando questionáveis custaram à Alemanha a chance de um resultado mais decisivo.

#### Ásia e Pacífico

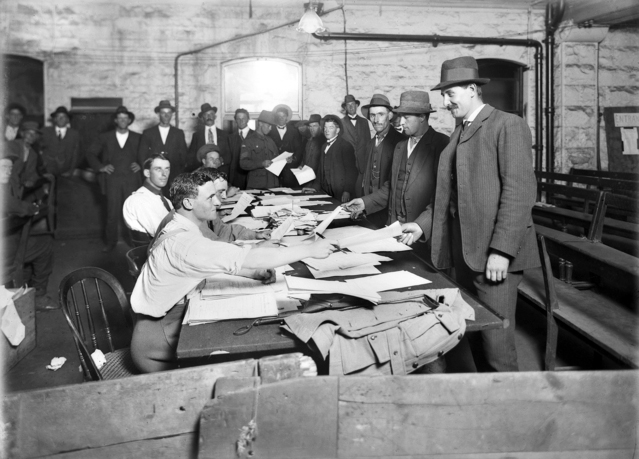
Recrutamento militar em Melbourne, Austrália, 1914

A Nova Zelândia ocupou a Samoa alemã (mais tarde Samoa Ocidental) em 30 de agosto de 1914. Em 11 de setembro, a Força Expedicionária Naval e Militar Australiana pousou na ilha de Neu Pommern (mais tarde Nova Bretanha), que fazia parte da Nova Guiné Alemã. Em 28 de outubro, o cruzador alemão SMS Emden afundou o cruzador russo Zhemchug na Batalha de Penang. O Japão apoderou-se das colônias micronésicas da Alemanha e, após o Cerco de Tsingtao, o porto de carvão alemão de Qingdao na península chinesa de Shandong. Quando Viena se recusou a retirar o cruzador austro-húngaro SMS Kaiserin Elisabeth de Tsingtao, o Japão declarou a guerra não só à Alemanha, mas também à Áustria-Hungria; o navio participou da defesa de Tsingtao, onde foi afundado em novembro de 1914. Dentro de alguns meses, as forças aliadas conquistaram todos os territórios alemães no Pacífico; apenas postos de comércio isolados e algumas resistências permaneceram na Nova Guiné.

#### Campanhas africanas

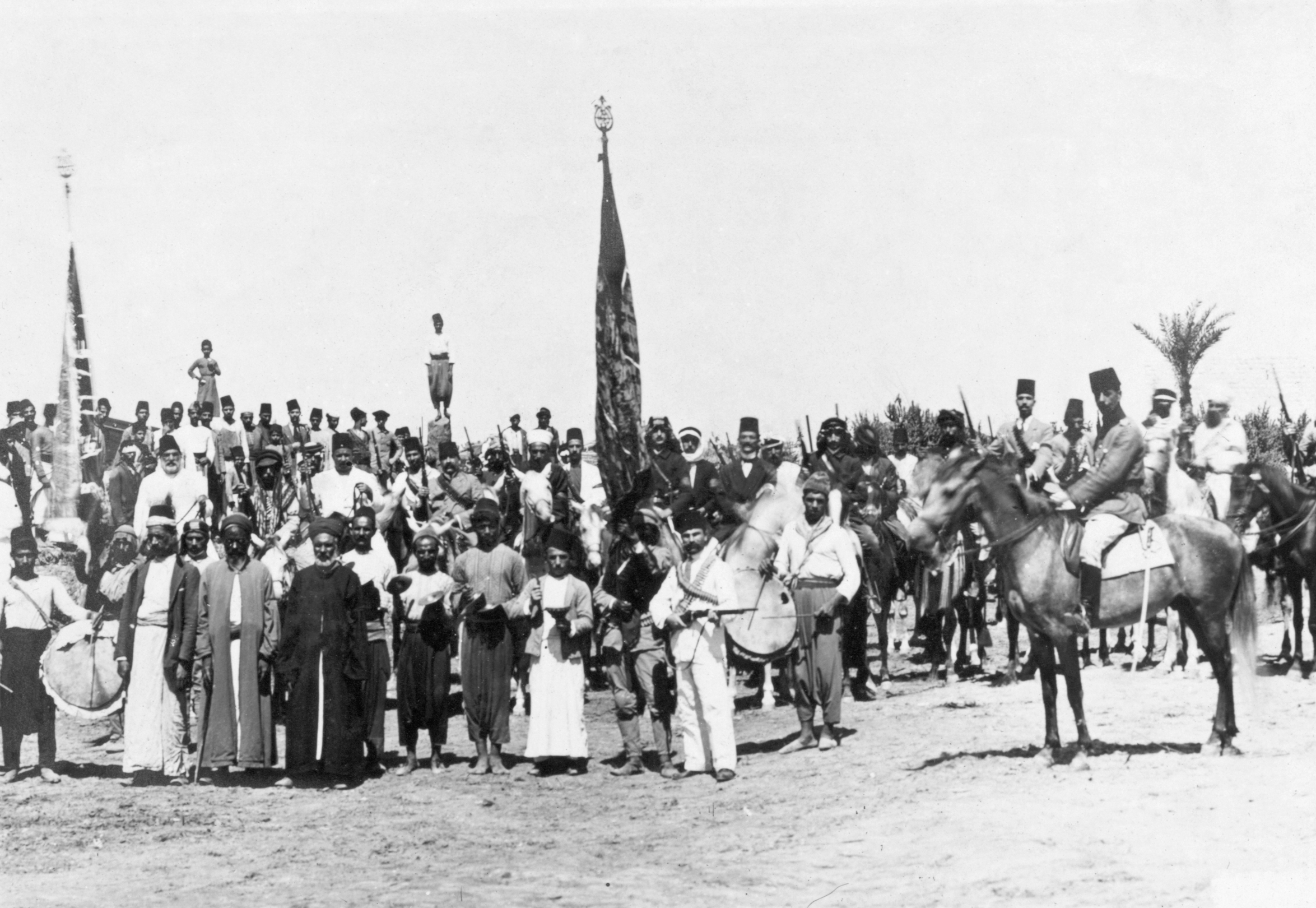
Recrutamento militar perto de Tiberias, Império Otomano, 1914

Alguns dos primeiros confrontos da guerra envolveram forças coloniais britânicas, francesas e alemãs na África. Nos dias 6 e 7 de agosto, as tropas francesas e britânicas invadiram o protetorado alemão de Togolândia e Kamerun. Em 10 de agosto, as forças alemãs no Sudoeste Africano atacaram a África do Sul; confrontos esporádicos e ferozes aconteceram durante o resto da guerra. As forças coloniais alemãs na África Oriental Alemã, lideradas pelo coronel Paul von Lettow-Vorbeck, lutaram contra uma campanha de guerrilha durante a Primeira Guerra Mundial e só se renderam duas semanas depois que o armistício entrou em vigor na Europa.

#### Apoio indiano para os Aliados
A Alemanha tentou usar o nacionalismo indiano e o pan-islamismo como vantagem. Ela tentou instigar revoltas na Índia britânica e enviou uma missão ao Afeganistão exortando-o a se juntar à guerra ao lado das Potências Centrais. No entanto, contrariamente aos temores britânicos de uma revolta na Índia, o início da guerra viu um surgimento sem precedentes de lealdade e boa vontade em relação à Grã-Bretanha. Os líderes políticos indianos do Partido do Congresso Nacional Indiano e outros grupos estavam ansiosos para apoiar o esforço de guerra britânico, uma vez que acreditavam que um forte apoio estimularia a causa da Liga de Autogoverno de Toda a Índia. O Exército indiano, em geral, superava em número o Exército britânico no início da guerra; cerca de 1,3 milhão de soldados e trabalhadores indianos serviram na Europa, África e Oriente Médio, enquanto o governo central e os Estados principescos enviaram grandes estoques de comida, dinheiro e munições. No total, 140 000 homens serviram na Frente Ocidental e quase 700 000 no Oriente Médio. As mortes de soldados indianos totalizaram 47 746, e 65 126 foram feridos durante a Primeira Guerra Mundial.

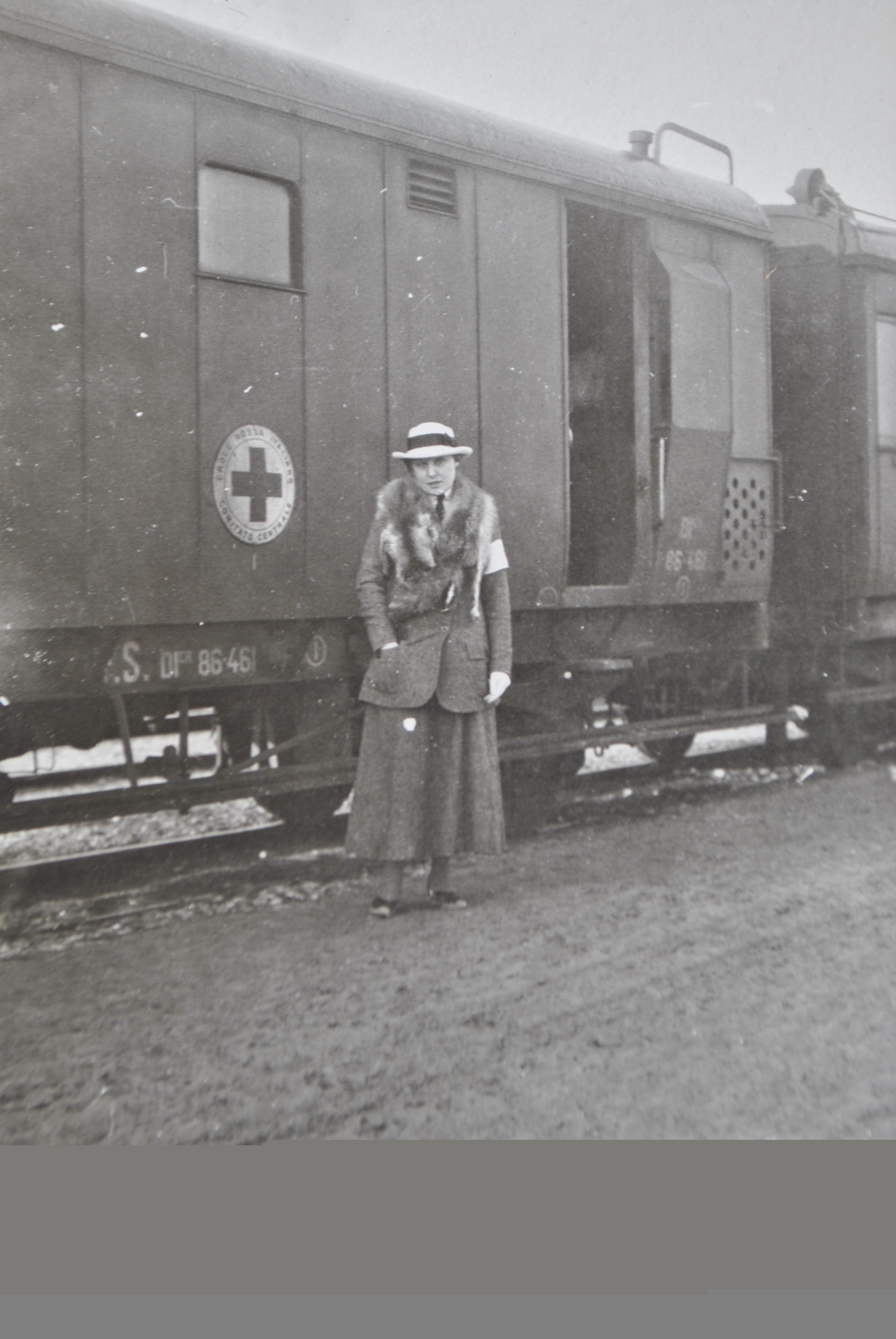
Mulher italiana durante a Primeira Guerra Mundial

### Frente Ocidental

#### Começo da guerra de trincheiras

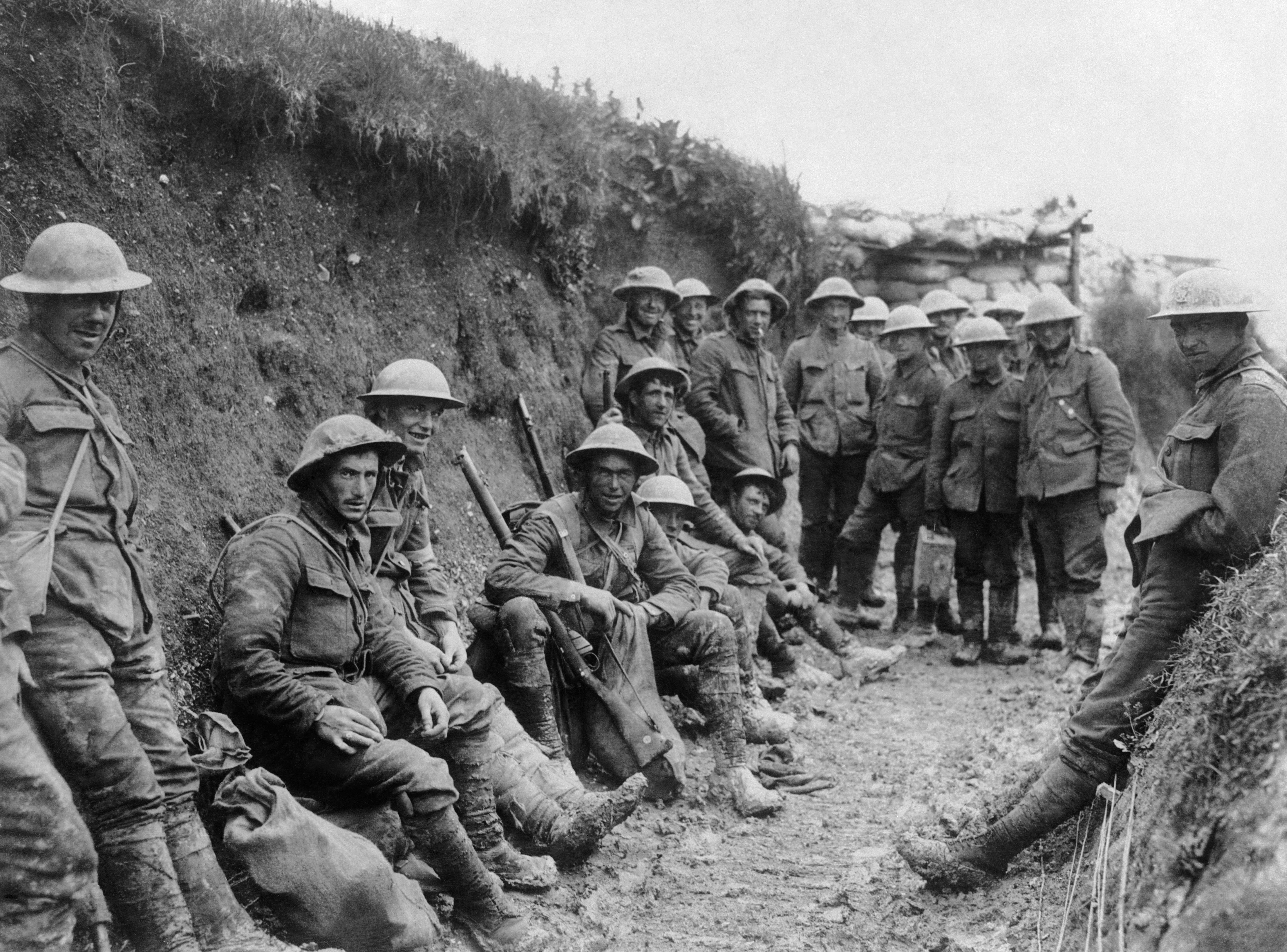
Royal Ulster Rifles em uma trincheira de comunicações, primeiro dia em Somme, 1916

As táticas militares desenvolvidas antes da Primeira Guerra Mundial não conseguiram acompanhar os avanços na tecnologia e se mostraram obsoletas. Esses avanços permitiram a criação de sistemas defensivos fortes, que táticas militares desatualizadas não podiam romper na maior parte da guerra. O arame farpado era um obstáculo significativo para os avanços de infantaria em massa, enquanto a artilharia, muito mais letal do que na década de 1870, juntamente com metralhadoras, tornava extremamente difícil o cruzamento de terreno aberto. Os comandantes de ambos os lados não conseguiram desenvolver táticas para violar posições entrincheiradas sem grandes baixas. Na época, no entanto, a tecnologia começou a produzir novas armas ofensivas, como a guerra química e o tanque.
Logo após a Primeira Batalha do Marne (5 a 12 de setembro de 1914), a Tríplice Entente e as forças alemãs tentaram repetidamente manobrar para o norte em um esforço para se libertar; esta série de manobras ficou conhecida como a "Corrida para o Mar". Quando esses esforços de libertação falharam, as forças opostas logo se encontraram diante de uma linha ininterrupta de posições entrincheiradas do Ducado da Lorena até a costa da Bélgica. O Reino Unido e a França procuraram levar a ofensiva, enquanto a Alemanha defendia os territórios ocupados. Consequentemente, as trincheiras alemãs foram muito mais bem construídas do que as de seus inimigos; as trincheiras anglo-francesas só pretendiam ser "temporárias" antes de suas forças romperem as defesas alemãs.
Ambos os lados tentaram quebrar o impasse usando avanços científicos e tecnológicos. Em 22 de abril de 1915, na Segunda Batalha de Ypres, os alemães (violando a Convenção da Haia) usaram gás de cloro pela primeira vez na Frente Ocidental. Vários tipos de gás logo se tornaram amplamente utilizados por ambos os lados e, embora nunca tenha provado ser uma arma decisiva e vencedora de batalhas, o gás venenoso tornou-se um dos mais temidos e mais lembrados horrores da guerra. Os tanques foram desenvolvidos pela Grã-Bretanha e pela França, e foram usados pela primeira vez em combate pelos britânicos durante a Batalha de Flers-Courcelette (parte da Batalha do Somme) em 15 de setembro de 1916, com um sucesso apenas parcial. No entanto, sua eficácia cresceria à medida que a guerra avançava; os aliados construíram tanques em grande número, enquanto os alemães empregavam apenas alguns dos seus próprios projetos, complementados por tanques aliados capturados.

#### Continuação da guerra de trincheiras

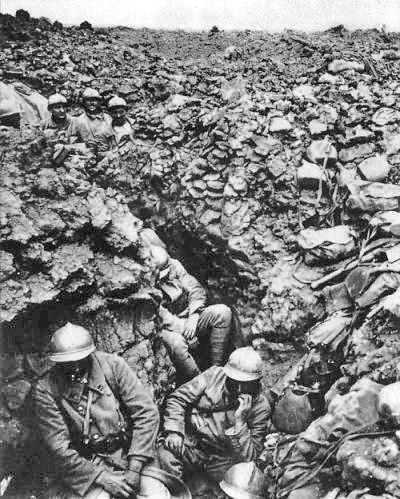
87.° regimento francês perto de Verdun, 1916

Nenhum dos lados provou poder dar um golpe decisivo nos dois anos seguintes. Ao longo de 1915–17, o Império Britânico e a França sofreram mais baixas do que a Alemanha, por causa das posições estratégicas e táticas escolhidas pelos lados. Estrategicamente, enquanto os alemães montaram apenas uma grande ofensiva, os Aliados fizeram várias tentativas para romper as linhas alemãs. Em fevereiro de 1916, os alemães atacaram as posições defensivas francesas na região de Verdun, na que ficou conhecida como Batalha de Verdun. Durando até dezembro de 1916, a batalha viu ganhos alemães iniciais, antes que os contra-ataques franceses voltassem para próximo ao ponto de partida. As baixas foram maiores para os franceses, mas os alemães também tiveram muitas, com cerca de 700 000 a 975 000 vítimas sofridas entre os dois combatentes. Verdun tornou-se um símbolo da determinação e do autossacrifício dos franceses.
A Batalha do Somme foi uma ofensiva anglo-francesa de julho a novembro de 1916. A abertura desta ofensiva (1 de julho de 1916) fez o exército britânico passar pelo dia mais sangrento de sua história, com 57 470 vítimas, incluindo 19 240 mortos, apenas no primeiro dia. Toda a ofensiva da Somme custou ao exército britânico cerca de 420 mil vítimas. O francês sofreu outras duzentas mil vítimas estimadas e os alemães estimam quinhentas mil.

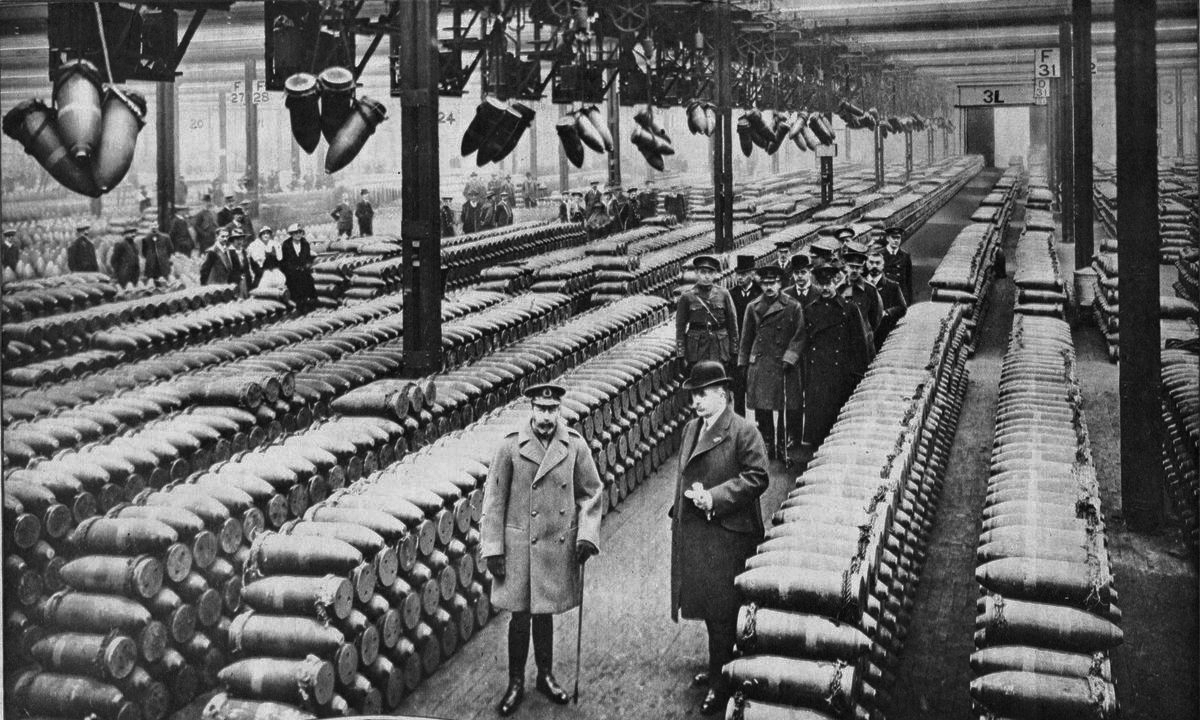
O rei Jorge V (frente, à esquerda) e um grupo de oficiais inspecionam uma fábrica de munições britânicas em 1917

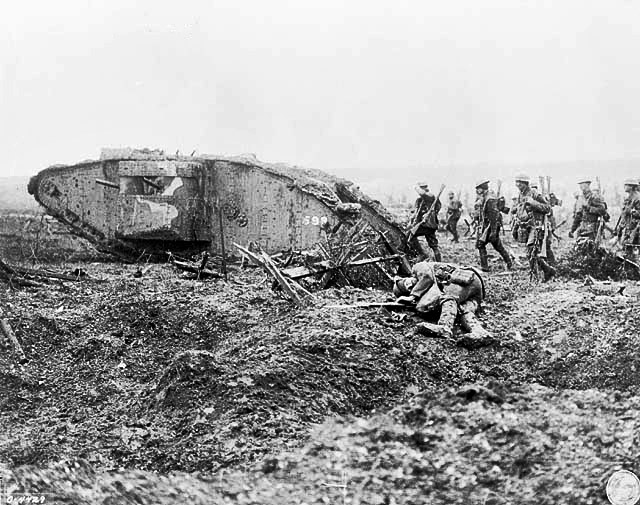
Tropas canadenses que avançam com um tanque britânico Mark II na Batalha de Vimy Ridge, 1917

A ação prolongada em Verdun ao longo de 1916, combinada com o derramamento de sangue em Somme, levou o exausto exército francês à beira do colapso. As inúmeras tentativas de ataque frontal tiveram um preço elevado tanto para os britânicos quanto para os franceses e levaram aos generalizados motins do exército francês, após o fracasso da onerosa Ofensiva Nivelle, de abril a maio de 1917. A Batalha de Arras teve alcance mais limitado e foi mais bem-sucedida, embora, em última instância, de pouco valor estratégico. Uma parte menor da ofensiva de Arras, a captura de Vimy pelo Corpo Canadense, tornou-se altamente significativa para aquele país: a ideia de que a identidade nacional do Canadá nasceu na batalha é uma opinião amplamente usada em histórias militares e gerais do Canadá.
A última ofensiva em grande escala desse período foi um ataque britânico (com apoio francês) em Passchendaele (julho-novembro de 1917). Essa ofensiva abriu-se com grande promessa para os Aliados. As vítimas, embora contestadas, foram aproximadamente iguais, em cerca de 200 000-400 000 por lado. Estes anos de guerra de trincheiras no Ocidente não viram grandes trocas de território e, como resultado, muitas vezes são classificados como estáticos e imutáveis. No entanto, ao longo deste período, táticas britânicas, francesas e alemãs evoluíram constantemente para enfrentar os novos desafios do campo de batalha.

### Guerra naval
No início da guerra, o Império Alemão tinha cruzadores espalhados por todo o globo, alguns dos quais posteriormente foram usados para atacar o transporte marítimo aliado. A Marinha Real Britânica caçou-os sistematicamente, embora fosse incapaz de proteger o transporte aéreo aliado. Por exemplo, o cruzador leve alemão SMS Emden, parte do esquadrão da Ásia Oriental, estacionado em Qingdao, apreendeu ou destruiu quinze navios mercantes, além de afundar um cruzador russo e um contratorpedeiro francês. No entanto, a maioria da esquadra alemã da Ásia Oriental — composto pelos cruzadores blindados SMS Scharnhorst e SMS Gneisenau, os cruzadores rápidos SMS Nürnberg e SMS Leipzig e dois navios de transporte — não tinha ordens para atacar embarcações e estava a caminho da Alemanha quando encontrou navios de guerra britânicos. A flotilha alemã e o SMS Dresden afundaram dois cruzadores blindados na Batalha de Coronel, mas foram praticamente destruídos na Batalha das Malvinas em dezembro de 1914, sendo que apenas o Dresden e alguns auxiliares escaparam, mas depois da Batalha de Más a Tierra, estes também foram destruídos.

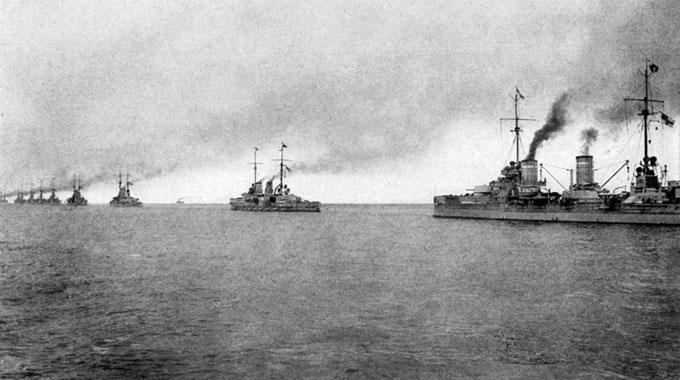
Couraçados da Frota de Alto-Mar, 1917

Logo após o início das hostilidades, o Reino Unido começou um bloqueio naval contra a Alemanha. A estratégia se mostrou efetiva, cortando o suprimento vital militar e civil, embora este bloqueio tenha violado o direito internacional aceito, codificado por vários acordos internacionais dos últimos dois séculos. A Grã-Bretanha minou águas internacionais para impedir que qualquer navio entrasse em partes inteiras do oceano, o que causou perigo até mesmo para navios neutros. Uma vez que houve uma resposta limitada a essa tática dos britânicos, a Alemanha esperava uma resposta semelhante à sua guerra submarina sem restrições.
A Batalha da Jutlândia tornou-se a maior batalha naval da guerra. Foi o único choque em grande escala de navios de batalha durante a guerra e um dos maiores da história. A Frota de Alto-Mar da Marinha Imperial Alemã, comandada pelo vice-almirante Reinhard Scheer, lutou contra a Grande Frota da Marinha Real, liderada pelo Almirante Sir John Jellicoe. O ataque foi impedido, já que os alemães eram superados pela frota britânica, mas conseguiram escapar e infligiram mais danos à frota britânica do que receberam. Estrategicamente, no entanto, os britânicos afirmaram seu controle sobre o mar e a maior parte da frota de superfície alemã permaneceu confinada ao porto durante o período da guerra.

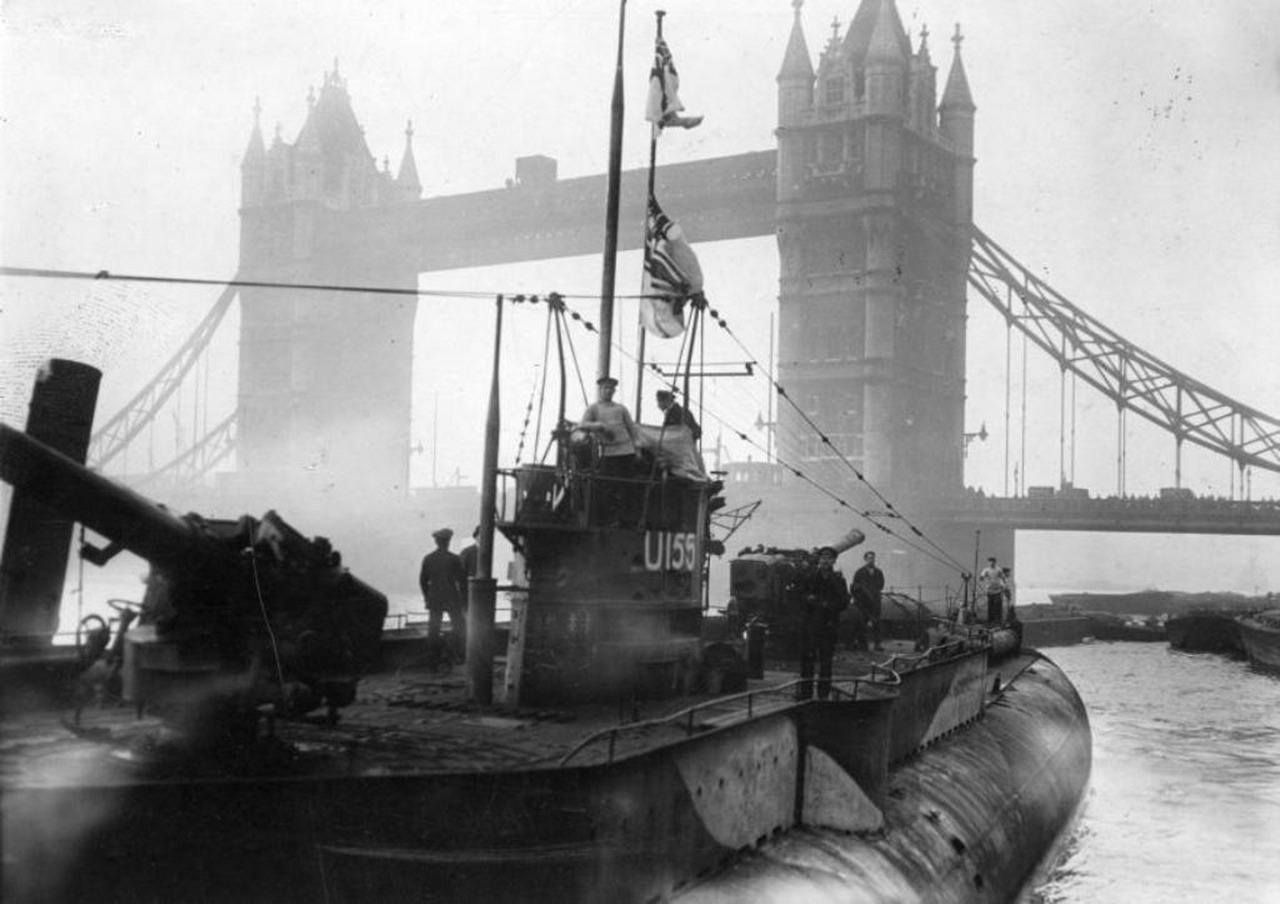
SM U-155 exibido próximo da Tower Bridge, em Londres, após o Armistício de 1918

Submarinos U-boots alemães tentaram cortar as linhas de abastecimento entre a América do Norte e o Reino Unido. A natureza da guerra submarina significava que os ataques muitas vezes eram sem aviso prévio, dando às tripulações dos navios mercantes pouca esperança de sobrevivência.  Os Estados Unidos lançaram um protesto e a Alemanha mudou suas regras de ataque. Após o naufrágio do navio de passageiros RMS Lusitania em 1915, a Alemanha prometeu não atacar navios de passageiros, enquanto a Grã-Bretanha armava seus navios mercantes, colocando-os além da proteção das "regras do cruzador", que exigiam aviso e movimento de tripulações para "um lugar seguro" (um padrão que os botes salva-vidas não tinham). Finalmente, no início de 1917, a Alemanha adotou uma política de guerra submarina irrestrita, percebendo que os estadunidenses acabariam por entrar na guerra. A Alemanha procurou estrangular as vias marítimas aliadas antes que os Estados Unidos pudessem transportar um grande exército, mas após os sucessos iniciais acabaram não conseguiram fazê-lo.
A ameaça dos U-boots alemães diminuiu em 1917, quando os navios mercantes começaram a viajar em comboios, escoltados por contratorpedeiros. Essa tática dificultou que U-boots encontrassem alvos, o que diminuiu significativamente as perdas; depois que o hidrofone e as cargas de profundidade foram introduzidas, os destróieres que acompanhavam poderiam atacar um submarino submerso com alguma esperança de sucesso. Os comboios diminuíram o fluxo de suprimentos, já que os navios tinham que esperar para que os comboios fossem montados. A solução para os atrasos foi um extenso programa de construção de novos cargueiros. As tropas eram muito rápidas para os submarinos e não viajaram pelo Atlântico Norte em comboios. Os U-boots haviam afundado mais de 5 000 navios aliados, a um custo de 199 submarinos. A Primeira Guerra Mundial também viu o primeiro uso de porta-aviões em combate, com o HMS Furious lançando aviões Sopwith Camels em uma invasão bem-sucedida contra os hangares de zepelins em Tondern em julho de 1918, além de dirigir a patrulha antissubmarina.

### Frentes meridionais

#### Guerra nos Balcãs

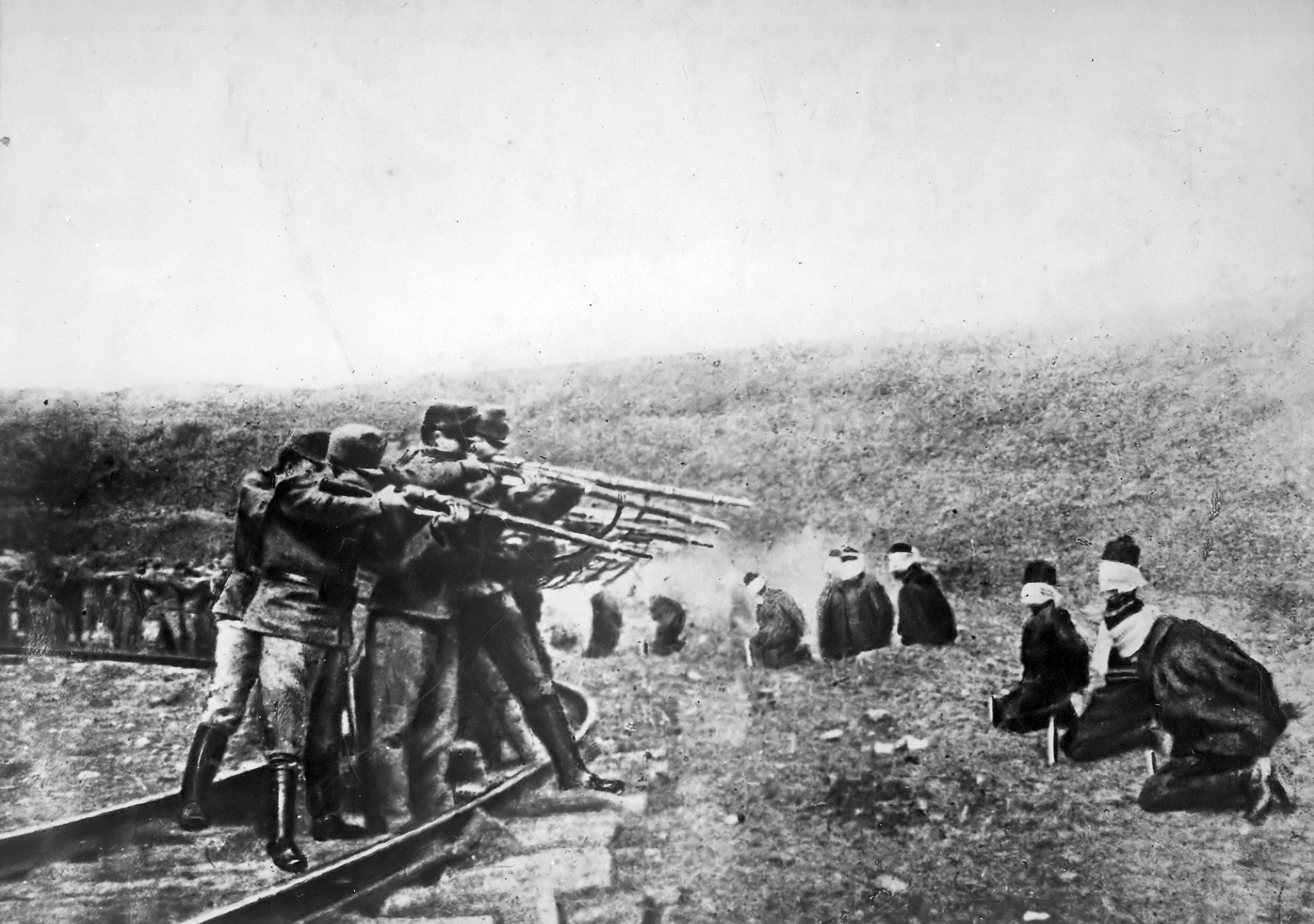
Tropas austro-húngaras executando sérvios capturados, 1917. A Sérvia perdeu cerca de 850 mil pessoas durante a guerra, um quarto de sua população anterior ao conflito

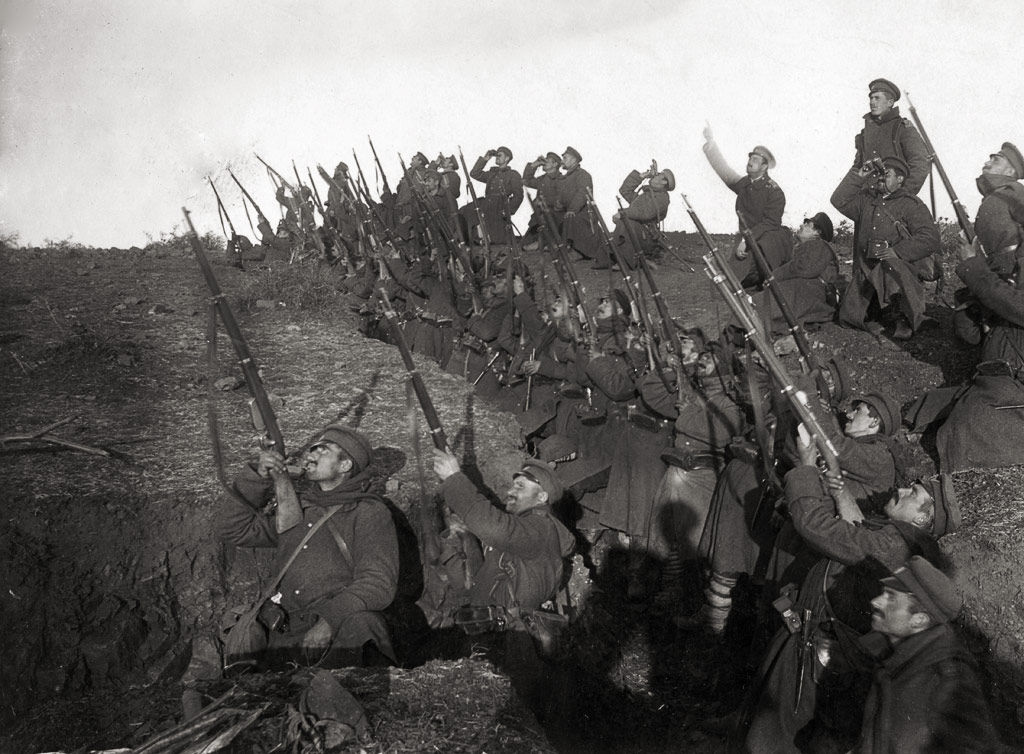
Soldados búlgaros em uma trincheira, preparando-se para disparar contra um avião

Ocupada com o Império Russo a leste, a Áustria-Hungria poderia dispor de apenas um terço do seu exército para atacar a Sérvia. Depois de sofrer grandes perdas, os austríacos ocuparam brevemente a capital sérvia, Belgrado. Um contra-ataque sérvio na Batalha de Kolubara conseguiu tirá-los do país até o final de 1914. Durante os primeiros dez meses de 1915, a Áustria-Hungria usou a maioria de suas reservas militares para lutar contra o Reino da Itália. Os diplomatas alemães e austro-húngaros, no entanto, marcaram um golpe ao persuadir a Bulgária a participar do ataque à Sérvia. As províncias austro-húngaras da Eslovênia, Croácia e Bósnia forneceram tropas para a Áustria-Hungria, na luta com a Sérvia, Rússia e Itália. Montenegro se aliou com a Sérvia.
A Bulgária declarou a guerra à Sérvia em 12 de outubro e se juntou ao ataque do exército austro-húngaro sob o exército de 250 mil soldados de August von Mackensen, que já estava em andamento. A Sérvia foi conquistada em pouco mais de um mês, já que as Potências Centrais, agora incluindo a Bulgária, enviaram um total de seiscentos mil soldados. O exército sérvio, lutando em duas frentes e enfrentando uma derrota certa, recuou para o norte da Albânia. Os sérvios sofreram derrota na Batalha do Kosovo. Montenegro cobriu a retirada sérvia em direção à costa do Adriático na Batalha de Mojkovac em 6–7 de janeiro de 1916, mas, finalmente, os austríacos também conquistaram Montenegro. Os soldados sérvios sobreviventes foram evacuados por navio para a Grécia. Após a conquista, a Sérvia foi dividida entre Áustria-Hungria e Bulgária.
No final de 1915, uma força franco-britânica desembarcou em Salônica, na Grécia, para oferecer assistência e pressionar seu governo a declarar a guerra contra as Potências Centrais. No entanto, o rei pró-alemão, Constantino I, demitiu o governo pró-aliado de Elefthérios Venizélos antes da chegada da força expedicionária dos Aliados. A fricção entre o Rei da Grécia e os Aliados continuou a se acumular com o Cisma Nacional, que efetivamente dividiu a Grécia entre as regiões ainda leais ao rei e o novo governo provisório de Venizélos em Salônica. Após intensas negociações e um confronto armado em Atenas entre forças aliadas e realistas (um incidente conhecido como Noemvriana), o rei da Grécia abdicou e seu segundo filho, Alexandre, tomou seu lugar; a Grécia então se juntou oficialmente à guerra ao lado dos Aliados. No início, a Frente da Macedônia era principalmente estática. As forças francesas e sérvias retomaram áreas limitadas da Macedônia, recuperando Bitola em 19 de novembro de 1916, após a custosa Ofensiva de Monastir, que trouxe a estabilização da frente de batalha.

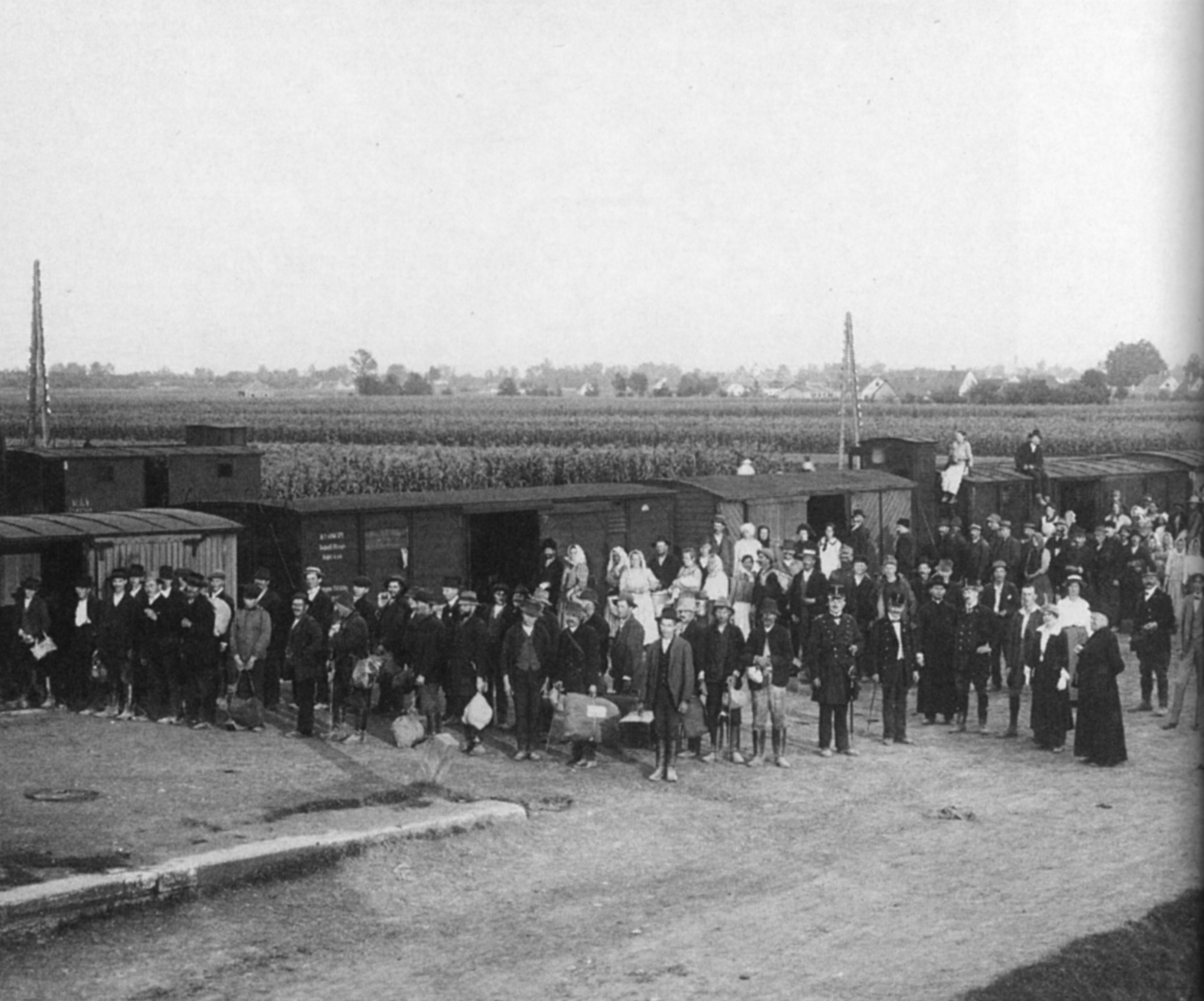
Transporte de refugiados da Sérvia em Leibnitz, Estíria, 1914

As tropas sérvias e francesas finalmente fizeram um avanço em setembro de 1918, depois que a maioria das tropas alemãs e austro-húngaras foram retiradas. Os búlgaros sofreram sua única derrota da guerra na Batalha de Dobro Pole. A Bulgária capitulou duas semanas depois, em 29 de setembro de 1918. O Alto Comando Alemão respondeu enviando tropas para manter a linha, mas estas forças eram muito fracas para restabelecer uma frente.
O desaparecimento da Frente da Macedônia significava que a estrada para Budapeste e Viena estava agora aberta para as forças aliadas. Paul von Hindenburg e Erich Ludendorff concluíram que o equilíbrio estratégico e operacional agora havia mudado decididamente contra as Potências Centrais e, um dia após o colapso búlgaro, insistiram por um acordo de paz imediato.

#### Império Otomano

Tropas australianas perto de uma trincheira turca durante a Campanha de Galípoli

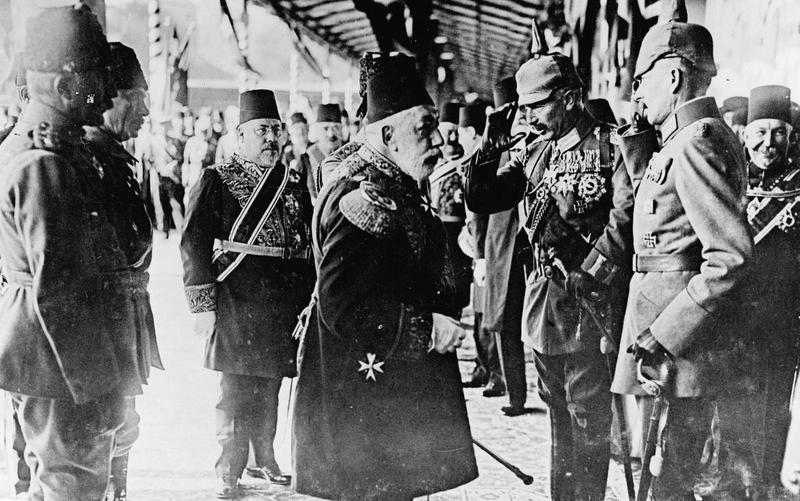
Maomé V Raxade cumprimenta Guilherme II em sua chegada a Constantinopla

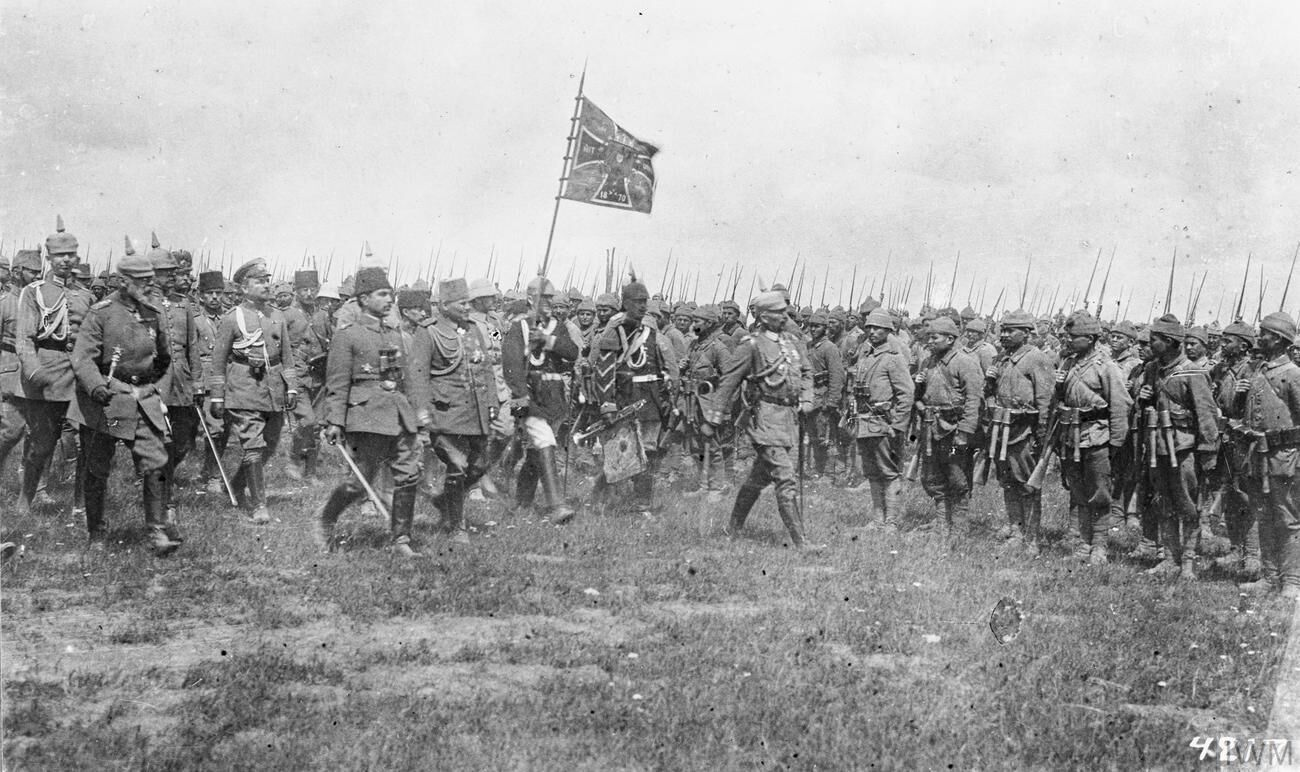
Kaiser Guilherme II inspecionando as tropas turcas do 15.º Corpo na Galícia Oriental, na Polônia. O príncipe Leopoldo da Baviera, o comandante supremo do exército alemão na frente oriental, é o segundo à esquerda

Os otomanos ameaçaram os territórios da Rússia no Cáucaso e as comunicações da Grã-Bretanha com a Índia através do Canal de Suez. À medida que o conflito progrediu, o Império Otomano aproveitou a preocupação das potências europeias com a guerra e conduziu uma limpeza étnica em grande escala das populações nativas de armênios, gregos e assírios, episódios conhecidos como genocídio armênio, genocídio grego e genocídio assírio.
Os britânicos e franceses abriram frentes ultramarinas com as campanhas de Galípoli (1915) e da Mesopotâmia (1914). Em Galípoli, o Império Otomano repeliu com sucesso o corpo de exército britânico, francês e das Forças Armadas da Austrália e Nova Zelândia (ANZACs). Na Mesopotâmia, em contraste, após a derrota dos defensores britânicos no Cerco de Kut pelos otomanos (1915–16), as forças do Império Britânico se reorganizaram e capturaram Bagdá em março de 1917. Os britânicos foram auxiliados na Mesopotâmia por tribos árabes e assírias locais, enquanto os otomanos empregavam tribos locais curdas e turcomanas.
Mais além no oeste, o Canal de Suez foi defendido dos ataques otomanos em 1915 e 1916; em agosto, uma força alemã e otomana foi derrotada na Batalha de Romani pela Divisão Montada ANZAC e pela 52ª Divisão de Infantaria. Após esta vitória, uma Força Expedicionária Egípcia avançou através da Península do Sinai, empurrando as forças otomanas de volta à Batalha de Magdhaba em dezembro e a Batalha de Rafa na fronteira entre o Sinai egípcio e a Palestina otomana em janeiro de 1917.
Os exércitos russos geralmente tiveram sucesso no Cáucaso. Enver Paxá, comandante supremo das forças armadas otomanas, era ambicioso e sonhava em reconquistar a Ásia central e áreas que haviam perdido para a Rússia anteriormente. Ele era, no entanto, um comandante medíocre. Ele lançou uma ofensiva contra os russos no Cáucaso, em dezembro de 1914, com cem mil soldados, insistindo em um ataque frontal contra as posições russas montanhosas no inverno. Ele perdeu 86% de sua força na Batalha de Sarecamixe.
Em dezembro de 1914, o Império Otomano, com apoio alemão, invadiu a Pérsia (o Irã moderno) em um esforço para cortar o acesso britânico e russo aos reservatórios de petróleo em torno de Baku, perto do Mar Cáspio. A Pérsia, ostensivamente neutra, esteve por muito tempo sob as esferas da influência britânica e russa. Os otomanos e os alemães foram auxiliados pelas forças curdas e azeri, juntamente com um grande número de grandes tribos iranianas, como qashqais, tangistanis, luros e khamseh, enquanto os russos e os britânicos tinham o apoio das forças armênias e assírias. A Campanha Persa duraria até 1918 e acabaria em fracasso para os otomanos e seus aliados. No entanto, a retirada russa da guerra em 1917 levou as forças armênias e assírias, que até então tinham infligido uma série de derrotas sobre as forças dos otomanos e seus aliados, a serem impedidas de acessar as linhas de suprimento, superadas em número e isoladas, forçando-as a lutar e fugir para linhas britânicas no norte da Mesopotâmia.
O general Nikolai Yudenich, comandante russo de 1915 a 1916, expulsou os turcos da maior parte do sul do Cáucaso com uma série de vitórias. Em 1917, o grão-duque russo Nicolau Nikolaevich assumiu o comando da frente do Cáucaso. Nicolau planejou uma ferrovia da Geórgia Russa aos territórios conquistados, de modo que novos suprimentos pudessem ser trazidos para uma nova ofensiva em 1917. No entanto, em março de 1917 (fevereiro no calendário russo pré-revolucionário), o czar abdicou no decorrer da Revolução de Fevereiro e o Exército Russo do Cáucaso começou a desmoronar.

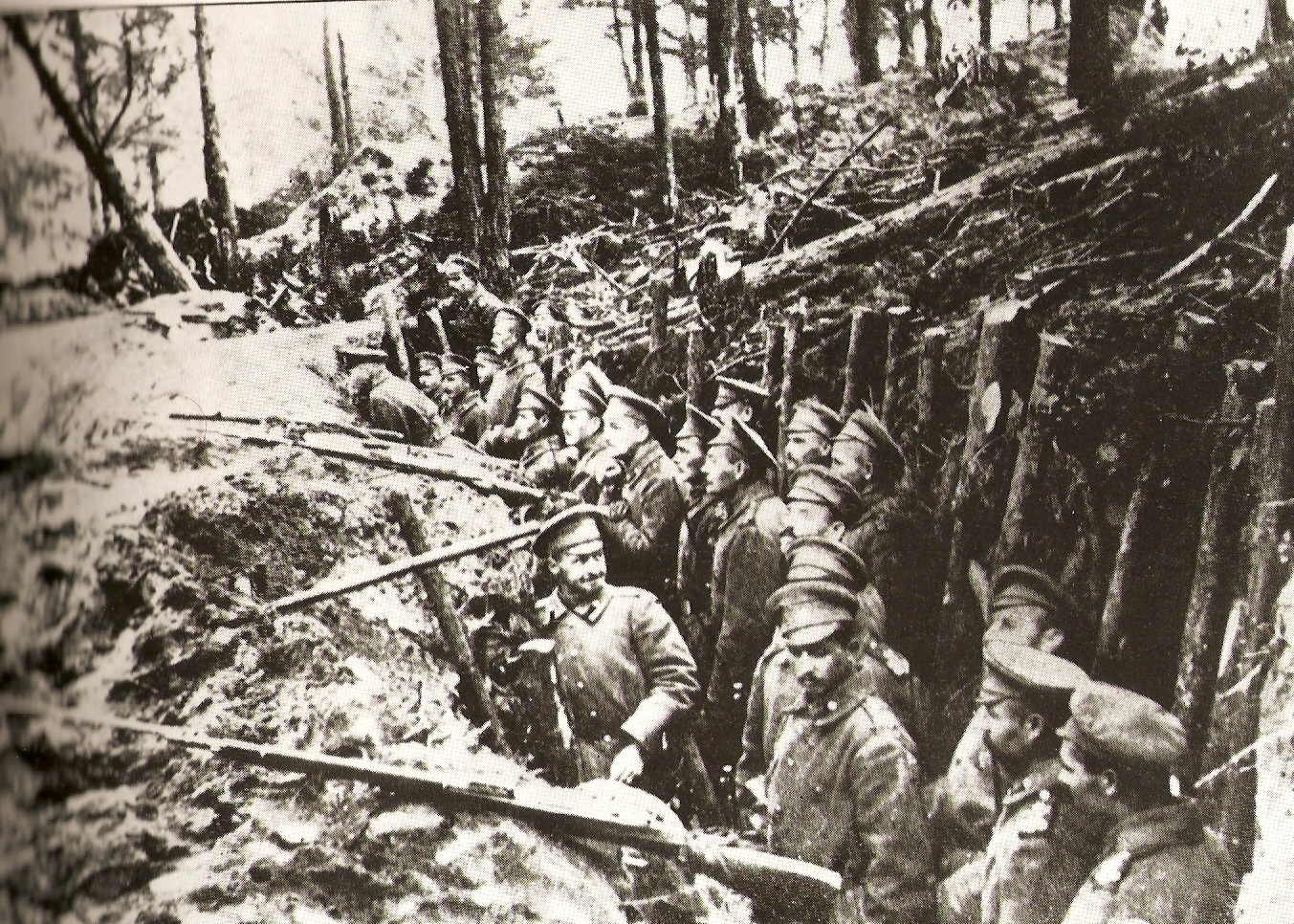
Trincheira na floresta russa na Batalha de Sarikamish, 1914–1915

A Revolta Árabe, instigada pelo escritório árabe do Ministério das Relações Exteriores do Reino Unido, começou em junho de 1916 com a Batalha de Meca, liderada por Huceine ibne Ali de Meca, e terminou com a rendição otomana de Damasco. Fakhri Paxá, o comandante otomano da Medina, resistiu por mais de dois anos e meio durante o Cerco de Medina antes de render-se.
A tribo senussi, ao longo da fronteira da Líbia italiana e do Egito britânico, incitada e armada pelos turcos, realizou uma guerra de guerrilha em pequena escala contra tropas aliadas. Os britânicos foram forçados a enviar doze mil soldados para se oporem a eles na Campanha Senussi. Sua rebelião foi finalmente esmagada em meados de 1916. O total de vítimas aliadas nas frentes otomanas totalizaram 650 mil homens. As perdas totais otomanas foram de 725 000 homens (325 000 mortos e 400 000 feridos).

#### Participação italiana

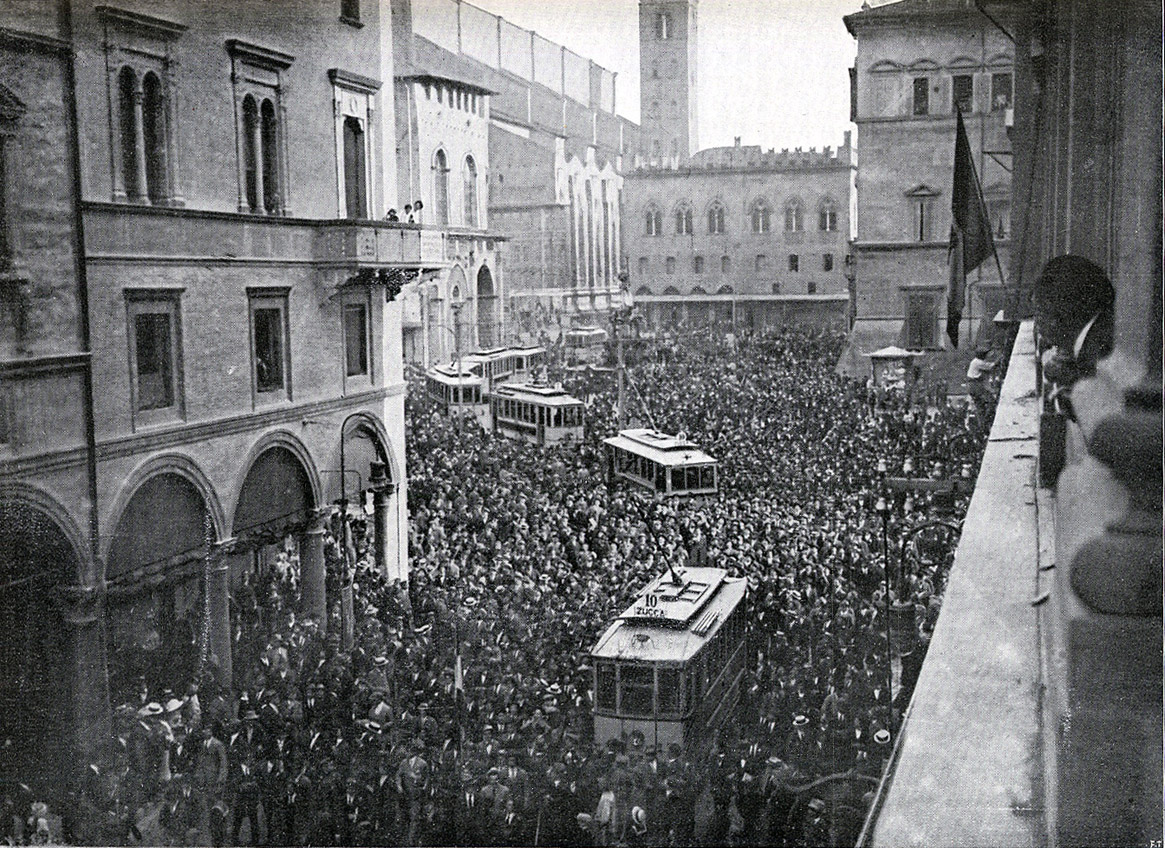
Uma manifestação pró-guerra em Bolonha, 1914

O Reino da Itália tinha sido aliado dos impérios Alemão e Austro-Húngaro desde 1882 como parte da Tríplice Aliança. No entanto, a nação tinha seus próprios projetos no território austríaco em Trento, no Litoral austríaco, Fiume (Rijeka) e na Dalmácia. Roma tinha um pacto secreto com a França desde 1902, anulando efetivamente a sua parte na Tríplice Aliança. No início das hostilidades, a Itália se recusou a comprometer tropas, argumentando que a Tríplice Aliança era defensiva e que a Áustria-Hungria era um agressor. O governo austro-húngaro iniciou negociações para garantir a neutralidade italiana, oferecendo a colônia francesa da Tunísia em troca. Os Aliados fizeram uma contraoferta em que a Itália receberia o Tirol do Sul, o Litoral austríaco e território austríaco na costa da Dalmácia após a derrota da Áustria-Hungria. Isso foi formalizado pelo Tratado de Londres. Encorajada ainda mais pela invasão aliada da Turquia em abril de 1915, a Itália ingressou na Tríplice Entente e declarou guerra à Áustria-Hungria em 23 de maio. Quinze meses depois, a Itália declarou guerra à Alemanha.

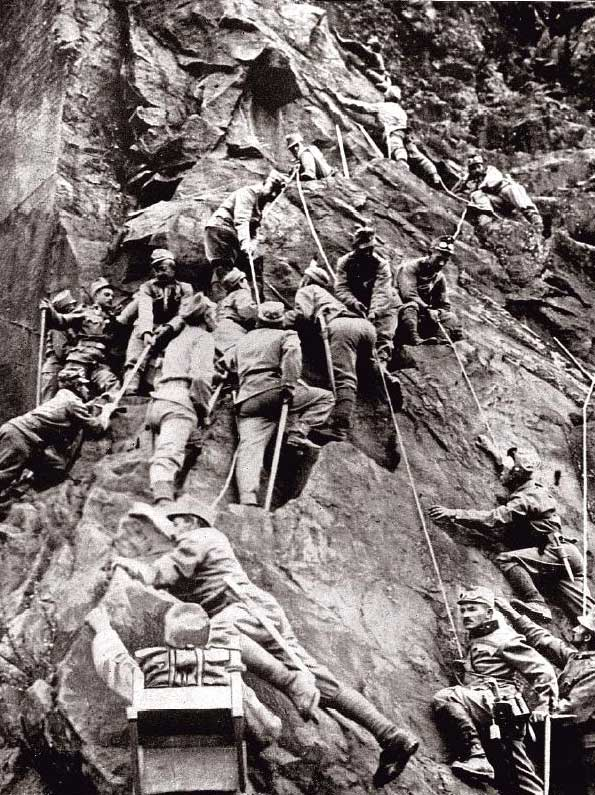
Tropas austro-húngaras no Tirol

Os italianos tinham superioridade numérica, mas essa vantagem foi perdida, não só por causa do difícil terreno em que ocorreu a luta, mas também pelas estratégias e táticas empregadas. O marechal de campo Luigi Cadorna, um firme defensor do ataque frontal, tinha o sonho de entrar no planalto esloveno, levando Ljubljana e ameaçando Viena. Na frente do Trentino, os austro-húngaros aproveitaram o terreno montanhoso, que favorecia o defensor. Depois de um recuo estratégico inicial, a frente permaneceu praticamente inalterada, enquanto os austríacos Kaiserschützen e Standschützen se envolveram em um áspero combate corpo a corpo com o Alpini italiano durante todo o verão. Os austro-húngaros contra-atacaram no Altopiano de Asiago, em direção a Verona e Pádua, na primavera de 1916 (Strafexpedition), mas fizeram poucos progressos.
Em 1915, os italianos, sob o comando de Cadorna, montaram onze ofensivas na frente de Isonzo ao longo do rio Isonzo (Soča), a nordeste de Trieste. Todas foram repelidas pelos austro-húngaros, que ocuparam o terreno mais alto. No verão de 1916, após a Batalha de Doberdò, os italianos capturaram a cidade de Gorizia. Após essa pequena vitória, a frente permaneceu estática por mais de um ano, apesar de várias ofensivas italianas, centradas no planalto de Banjšice e Karst, a leste de Gorizia.

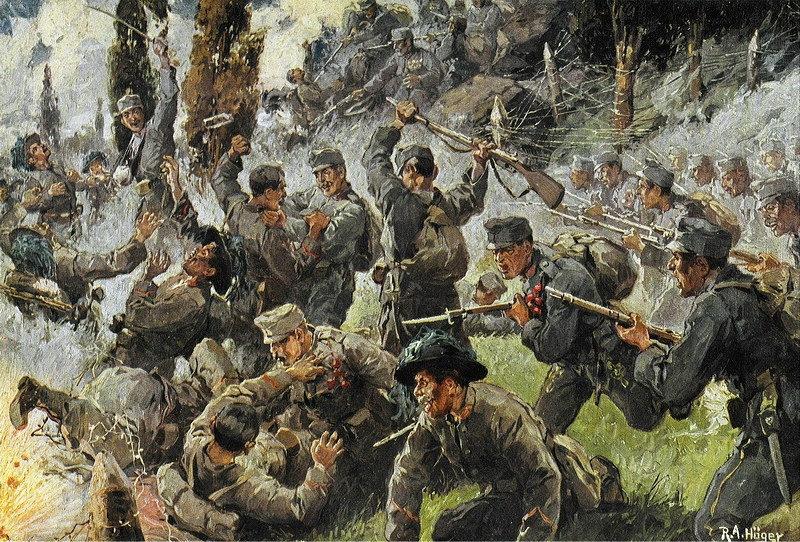
Representação da Batalha de Doberdò, travada em agosto de 1916 entre os exércitos italiano e austro-húngaro

As Potências Centrais lançaram uma ofensiva esmagadora em 26 de outubro de 1917, liderada pelos alemães. Eles alcançaram uma vitória na Batalha de Caporetto (Kobarid). O exército italiano foi redirecionado e recuou mais de 100 quilômetros para se reorganizar, estabilizando-se no rio Piave. Como o exército italiano tinha sofrido grandes perdas na Batalha de Caporetto, o governo italiano convocou os chamados "Meninos de 99" (Ragazzi del '99): isto é, todos os homens nascidos em 1899 ou antes, e assim tinham 18 anos ou mais. Em 1918, os austro-húngaros não conseguiram romper em uma série de batalhas no Piave e foram finalmente derrotados decisivamente na Batalha de Vittorio Veneto em outubro daquele ano. Em 1 de novembro, a Marinha italiana destruiu grande parte da frota austro-húngara estacionada em Pula, impedindo que fosse entregue ao novo Estado dos Eslovenos, Croatas e Sérvios. Em 3 de novembro, os italianos invadiram Trieste pelo mar. No mesmo dia, o Armistício de Villa Giusti foi assinado. Em meados de novembro de 1918, os militares italianos ocuparam todo o antigo Litoral austríaco e tomaram o controle da porção da Dalmácia garantida à Itália pelo Pacto de Londres. No final das hostilidades em novembro de 1918, o Almirante Enrico Millo se declarou o Governador da Dalmácia da Itália. A Áustria-Hungria se rendeu em 11 de novembro de 1918.

#### Participação romena

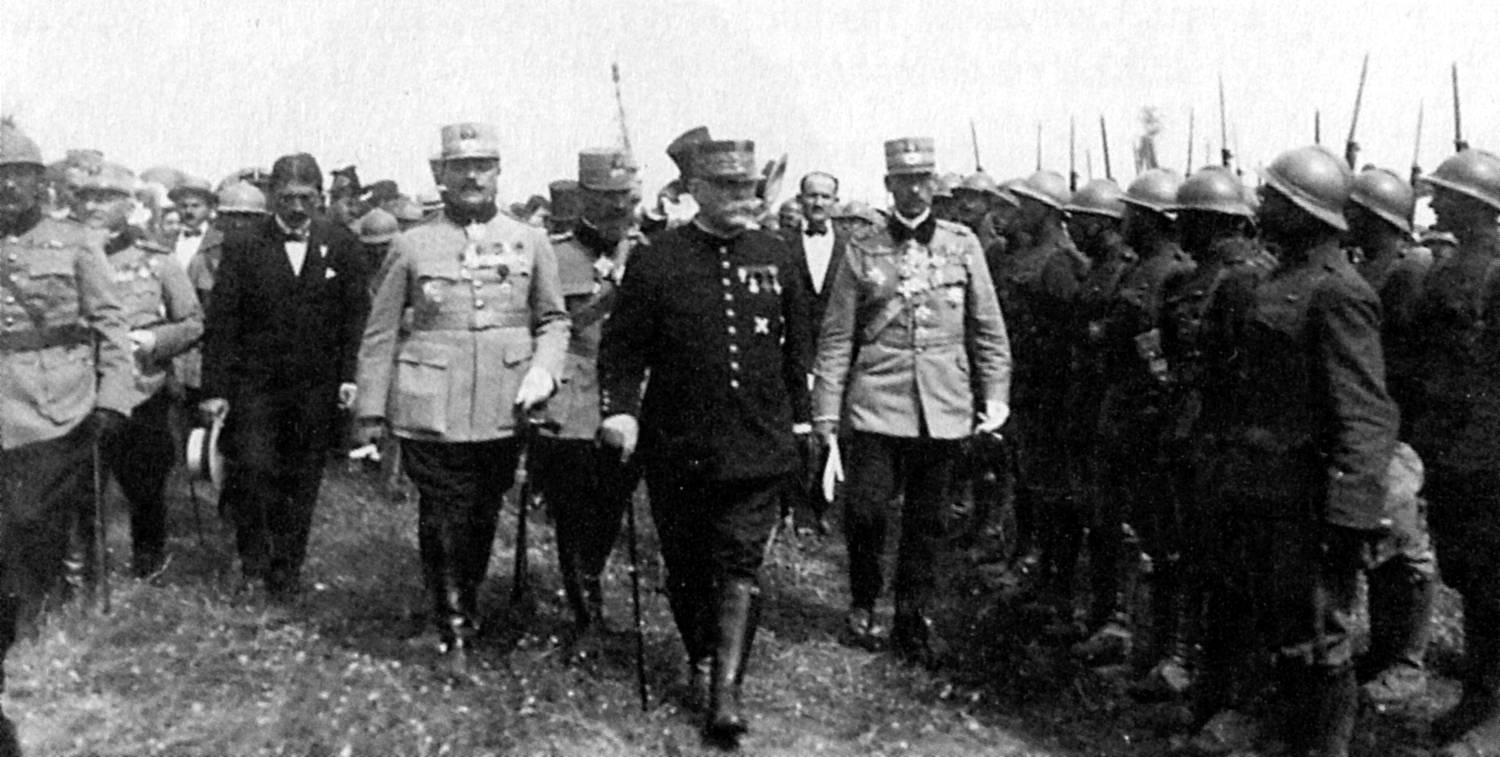
Marechal Joseph Joffre inspecionando as tropas romenas, 1916

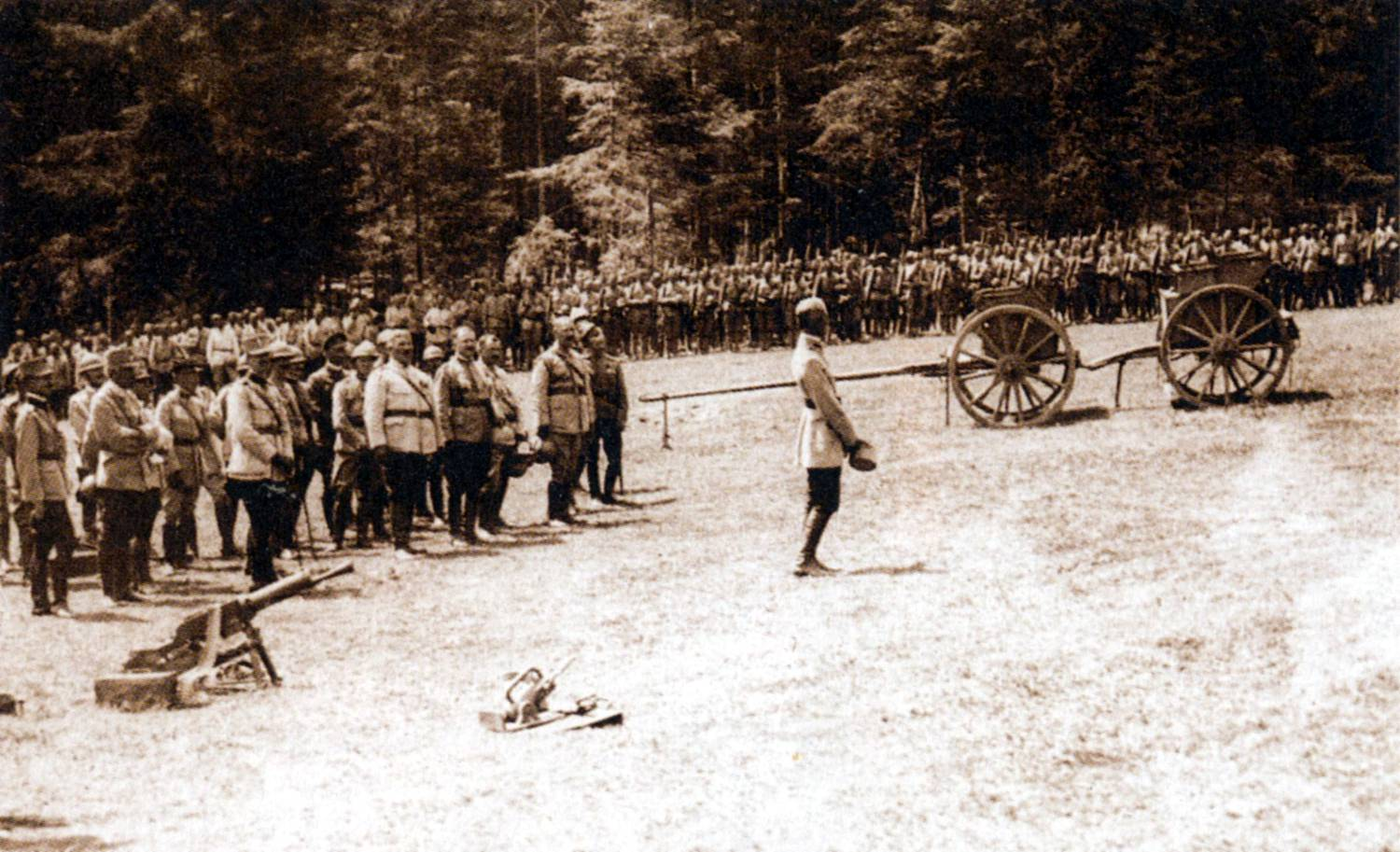
Tropas da Romênia durante a Batalha de Mărăşeşti, 1917

A Romênia tinha sido aliada das Potências Centrais desde 1882. Quando a guerra começou, no entanto, declarou sua neutralidade, argumentando que, como a Áustria-Hungria havia declarado guerra à Sérvia, a Romênia não tinha obrigação de se juntar à guerra. Quando as potências da Entente prometeram a Transilvânia e o Banato para a Romênia, grandes territórios do leste da Hungria, em troca de uma declaração de guerra da Romênia contra as Potências Centrais, o governo romeno renunciou à sua neutralidade. Em 27 de agosto de 1916, o exército romeno lançou um ataque contra a Áustria-Hungria, com apoio russo limitado. A ofensiva romena foi inicialmente bem-sucedida contra as tropas austro-húngaras na Transilvânia, mas um contra-ataque das forças das Potências Centrais a levou de volta. Como resultado da Batalha de Bucareste, as Potências Centrais ocuparam Bucareste em 6 de dezembro de 1916. Os combates na Moldávia continuaram em 1917, resultando em um impasse custoso para as Potências Centrais. A retirada russa da guerra no final de 1917, como resultado da Revolução de Outubro, significou que a Romênia foi obrigada a assinar um armistício com as Potências Centrais, o que aconteceu em 9 de dezembro de 1917.
Em janeiro de 1918, as forças romenas estabeleceram o controle sobre a Bessarábia quando o exército russo abandonou a província. Embora um tratado tenha sido assinado pelos governos romeno e russo-bolchevique após negociações de 5 a 9 de março de 1918 sobre a retirada das forças romenas da Bessarábia em dois meses, em 27 de março de 1918, a Romênia anexou a Bessarábia ao seu território, formalmente com base em uma resolução aprovada pela assembleia local desse território por sua unificação com a Romênia.
A Romênia fez um acordo de paz oficial com as Potências Centrais ao assinar o Tratado de Bucareste em 7 de maio de 1918. Sob esse tratado, a Romênia foi obrigada a acabar a guerra com as Potências Centrais e fazer pequenas concessões territoriais à Áustria-Hungria, cedendo o controle de algumas passagens nas montanhas dos Cárpatos e concedendo concessões de petróleo à Alemanha. Em troca, as Potências Centrais reconheceram a soberania da Romênia sobre a Bessarábia. O tratado foi repudiado em outubro de 1918 pelo governo de Alexandru Marghiloman e a Romênia reiniciou nominalmente a guerra em 10 de novembro de 1918. No dia seguinte, o Tratado de Bucareste foi anulado pelos termos do Armistício de Compiègne. As mortes romenas totais de 1914 a 1918, entre militares e civis, dentro das fronteiras contemporâneas, foram estimadas em 748 mil.

### Frente Oriental

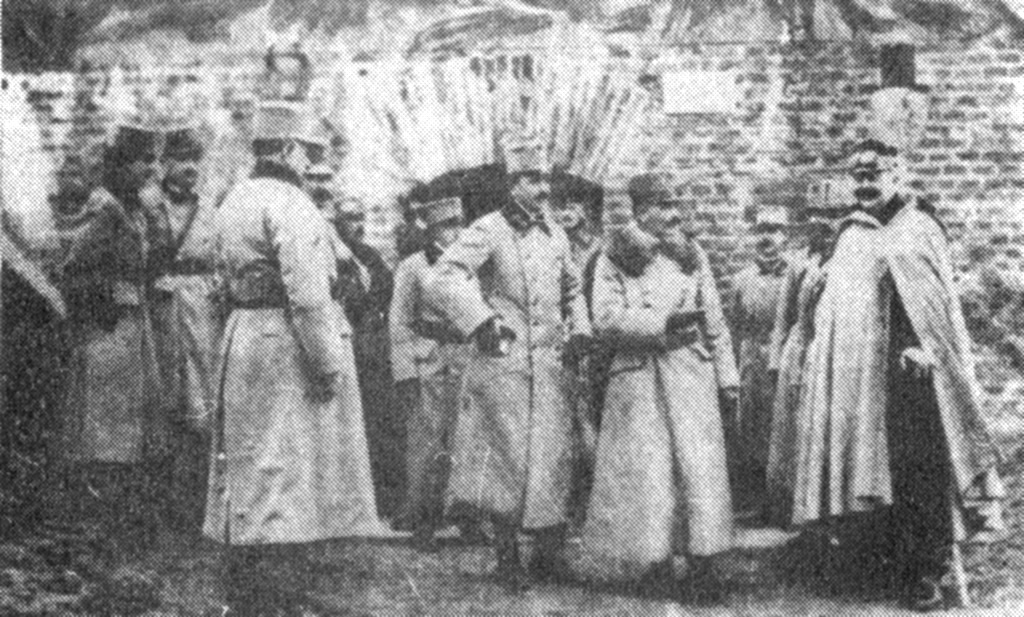
Herdeiro presuntivo Karl visitando a fortaleza de Przemyśl após o primeiro cerco. O Cerco de Przemyśl foi o mais longo cerco da guerra

#### Ações iniciais
Enquanto a Frente Ocidental alcançou um impasse, a guerra continuou no leste da Europa. Os planos iniciais russos exigiam invasões simultâneas da Galícia Austríaca e da Prússia Oriental. Embora o avanço inicial da Rússia na Galícia tenha sido amplamente bem-sucedido, ela foi levada de volta da Prússia Oriental por Hindenburg e Ludendorff na Batalha de Tannenberg e na Primeira Batalha dos Lagos Masurianos em agosto e setembro de 1914. A base industrial menos desenvolvida da Rússia e a ineficiente liderança militar foram fundamentais nos eventos que se desenrolaram. Na primavera de 1915, os russos recuaram para a Galícia e, em maio, as Potências Centrais alcançaram um avanço notável nas fronteiras do sul da Polônia. Em 5 de agosto, elas capturaram Varsóvia e forçaram os russos a se retirarem da Polônia.

#### Revolução Russa

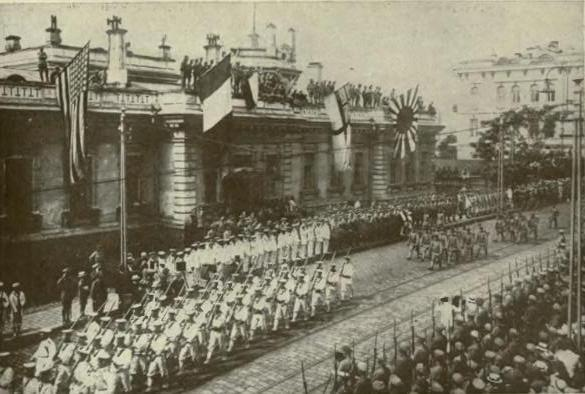
Tropas estadunidenses, britânicas e japonesas passam por Vladivostok em apoio ao Exército Branco

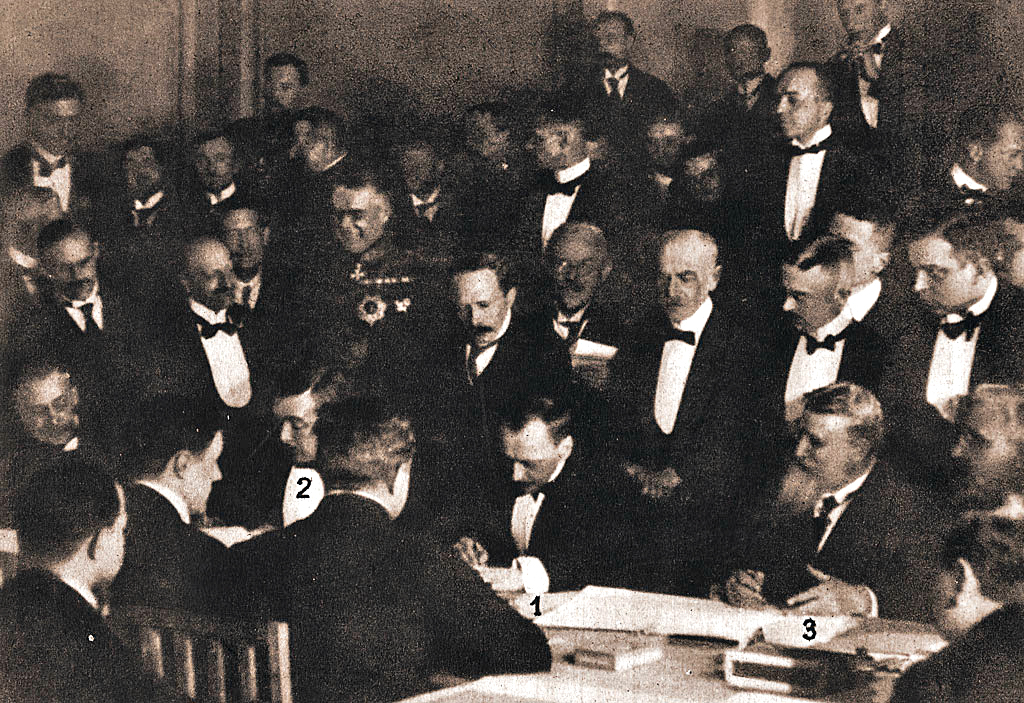
Tratado de Brest-Litovsk, 1918

Apesar do sucesso da Rússia com a Ofensiva Brusilov de junho de 1916 no leste da Galícia, a insatisfação com a condução da guerra pelo governo russo cresceu. O sucesso da ofensiva foi prejudicado pela relutância de outros generais em comprometer suas forças para apoiar a vitória. As forças aliadas e russas foram revividas apenas temporariamente pela entrada da Romênia na guerra em 27 de agosto. As forças alemãs vieram em auxílio de unidades austro-húngaras em disputa na Transilvânia, enquanto uma força alemã-búlgara atacava do sul e Bucareste era retomada pelas Forças Centrais em 6 de dezembro. Enquanto isso, a agitação crescia na Rússia com a permanência do czar na frente. O governo cada vez mais incompetente da Imperatriz Alexandra desencadeou protestos e resultou no assassinato de seu favorito, Rasputin, no final de 1916. Em março de 1917, manifestações em Petrogrado culminaram com a abdicação de czar Nicolau II e a nomeação de um fraco Governo Provisório, que compartilhou o poder com os socialistas do Soviete de Petrogrado. Este arranjo levou a confusão e caos à frente de batalha e na própria Rússia. O exército tornou-se cada vez mais ineficaz.
Após a abdicação do czar, Vladimir Lênin foi levado de trem da Suíça para a Rússia em 16 de abril de 1917. Ele foi financiado por Jacob Schiff. O descontentamento e as fraquezas do Governo Provisório levaram a um aumento da popularidade do Partido Bolchevique, liderado por Lênin, que exigia o fim imediato da guerra. A Revolução de Novembro foi seguida em dezembro por um armistício e negociações com a Alemanha. Inicialmente, os bolcheviques recusaram os termos alemães, mas quando as tropas alemãs começaram a marchar pela Ucrânia sem oposição (Operação Faustschlag), o novo governo russo aderiu ao Tratado de Brest-Litovsk em 3 de março de 1918. O tratado cedeu vastos territórios, incluindo a Finlândia, as províncias do Báltico, partes da Polônia e da Ucrânia para as Potências Centrais. Apesar deste enorme e aparente sucesso alemão, a mão de obra necessária para a ocupação alemã do antigo território russo pode ter contribuído para o fracasso da Ofensiva da Primavera e garantido relativamente pouca comida e outros suprimentos para o esforço de guerra das Potências Centrais.
Com a adoção do Tratado de Brest-Litovsk, a Entente já não existia. Os poderes aliados realizaram uma invasão em pequena escala da Rússia, em parte para impedir a Alemanha de explorar os recursos russos e, em menor grau, para apoiar os "brancos" (em oposição aos "vermelhos") na Guerra Civil Russa. As tropas aliadas chegaram em Arkhangelsk e em Vladivostok como parte da intervenção na Campanha do Norte da Rússia.

#### Legião checoslovaca

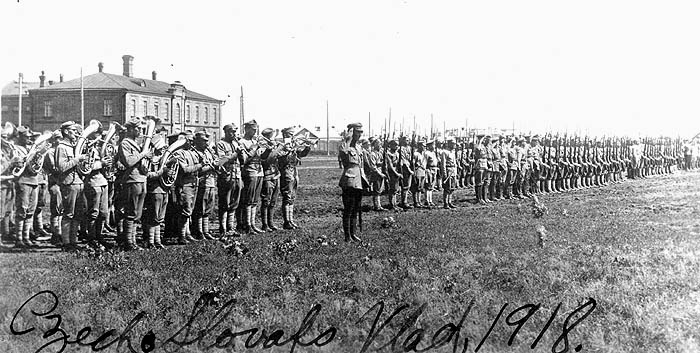
Legião checoslovaca, Vladivostok, 1918

A Legião Checoslovaca lutou junto com a Entente; seu objetivo era ganhar apoio para a independência da Tchecoslováquia. A Legião na Rússia foi criada em setembro de 1914, em dezembro de 1917 na França (incluindo voluntários da América) e em abril de 1918 na Itália. As tropas da Legião da Checoslováquia derrotaram o Exército Austro-Húngaro na vila ucraniana de Zborov em julho de 1917. Após esse sucesso, o número de legionários checoslovacos aumentou, assim como o poder militar checoslovaco. Na Batalha de Bakhmach, a Legião derrotou os alemães e forçou-os a fazer uma trégua.
Na Rússia, eles estavam fortemente envolvidos na Guerra Civil Russa, em parceria com os brancos contra os bolcheviques, às vezes controlando a maioria da Ferrovia Transiberiana e conquistando todas as principais cidades da Sibéria. A presença da Legião Checoslovaca perto de Ecaterimburgo parece ter sido uma das motivações para a execução do czar e de sua família pelos bolcheviques em julho de 1918. Os legionários chegaram menos de uma semana depois e capturaram a cidade. Como os portos europeus da Rússia não estavam seguros, o corpo foi evacuado por um longo desvio através do porto de Vladivostok. O último transporte foi o navio estadunidense Heffron em setembro de 1920.

### Forças de paz das potências centrais

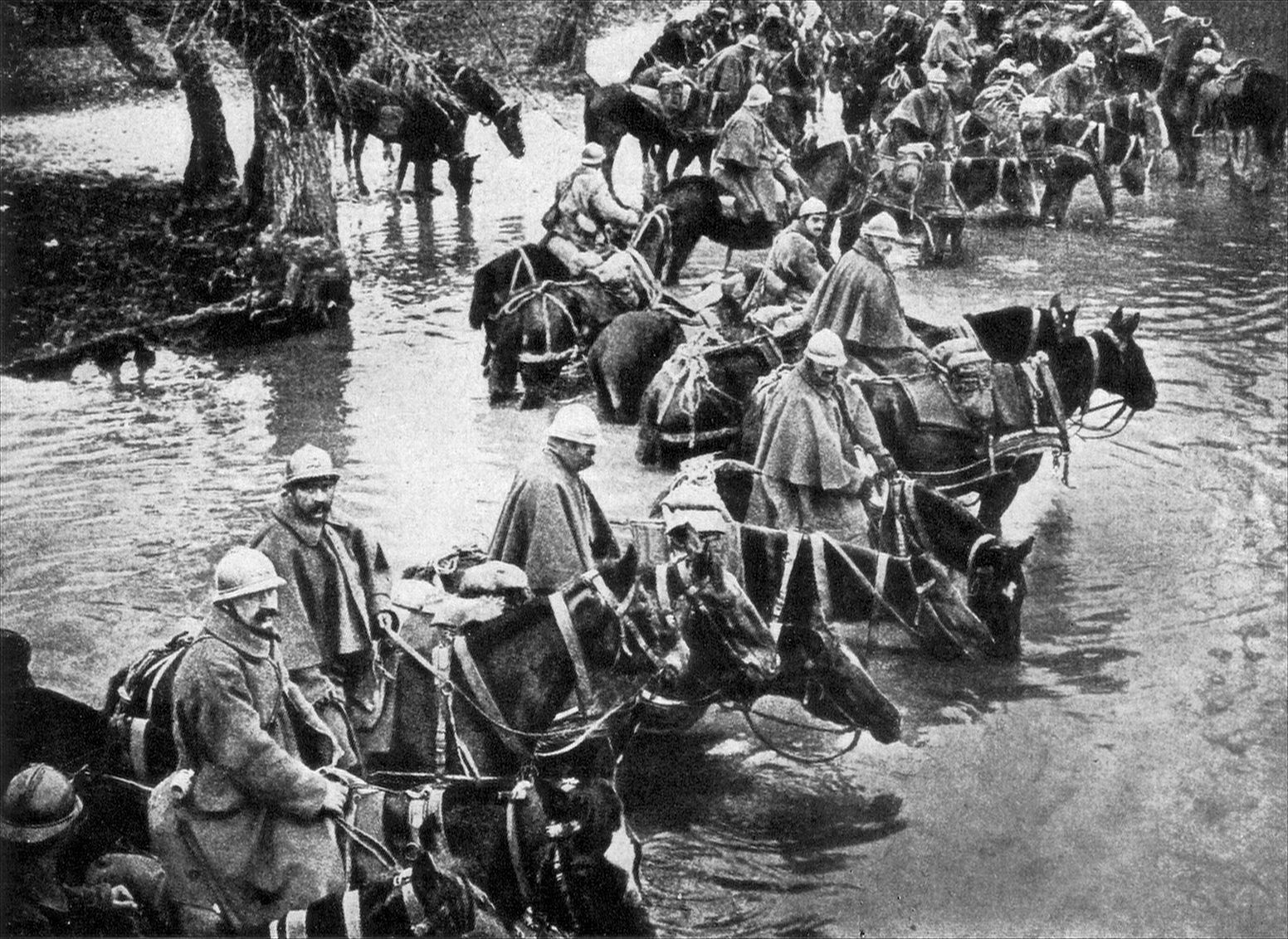
Não passarão!, uma frase tipicamente associada à defesa de Verdun

Em dezembro de 1916, depois de dez meses brutais da Batalha de Verdun e uma ofensiva bem-sucedida contra a Romênia, os alemães tentaram negociar uma paz com os Aliados. Logo depois, o então presidente dos Estados Unidos, Woodrow Wilson, tentou intervir como um pacificador, pedindo que ambos os lados declarassem suas demandas. O Gabinete de Guerra de Lloyd George considerou a oferta alemã como um estratagema para criar divisões entre os Aliados. Após a indignação inicial e muita deliberação, eles tomaram a nota de Wilson como um esforço separado, sinalizando que os Estados Unidos estavam prestes a entrar na guerra contra a Alemanha após os "ultrajes submarinos".
Enquanto os Aliados debatiam uma resposta à oferta de Wilson, os alemães optaram por rejeitar isto em favor de "uma troca direta de pontos de vista". Ao saber sobre a resposta alemã, os governos aliados ficaram livres para fazer suas respectivas demandas como resposta em 14 de janeiro. Requereram restauração de danos, evacuação de territórios ocupados, reparações para a França, Rússia e Romênia, e reconhecimento do princípio das nacionalidades. Isso incluía a libertação de italianos, eslavos, romenos, checoslovacos e a criação de uma "Polônia livre e unida". Sobre a questão da segurança, os Aliados procuraram obter garantias que impedissem ou limitassem futuras guerras, com sanções, como condição para qualquer acordo de paz.

### 1917–1918

#### Desenvolvimentos em 1917

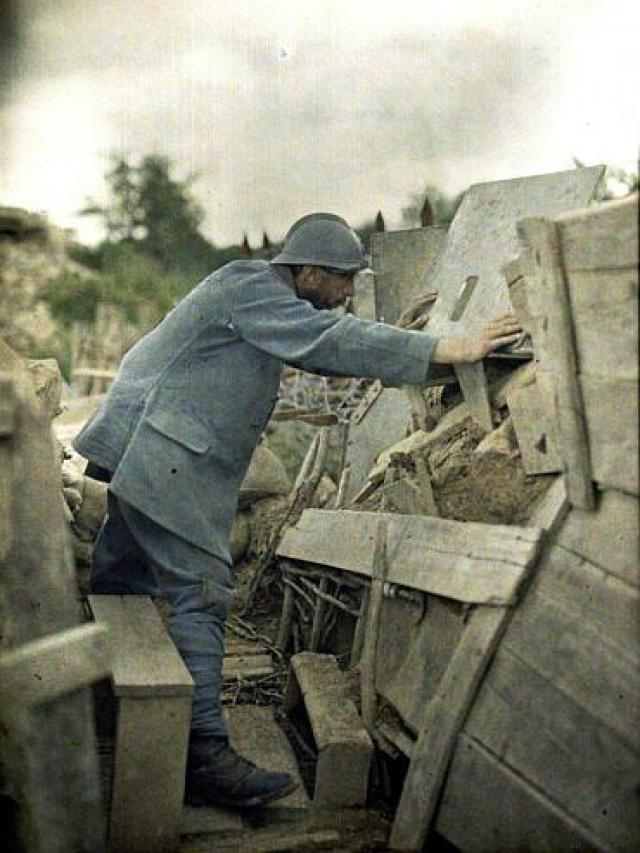
Soldado do exército francês em seu posto de observação em Haut-Rhin, França, 1917

Os acontecimentos de 1917 mostraram-se decisivos para acabar com a guerra, embora os seus efeitos não fossem plenamente sentidos até 1918. O bloqueio naval britânico começou a ter um sério impacto na Alemanha. Em resposta, em fevereiro de 1917, o Estado-Maior Alemão convenceu o chanceler Theobald von Bethmann-Hollweg a declarar a guerra submarina irrestrita, com o objetivo de fazer a Grã-Bretanha sair da guerra. Os planejadores alemães estimaram que a guerra submarina sem restrições custaria à Grã-Bretanha uma perda mensal de transporte de 600 mil toneladas.
O Estado-Maior Geral reconheceu que a política quase certamente levaria os Estados Unidos a entrar no conflito, mas calculou que as perdas de frete britânicas seriam tão altas que seriam forçadas a negociar a paz após cinco a seis meses, antes que a intervenção estadunidense pudesse causar um impacto. Na realidade, a tonelagem subiu acima de 500 000 toneladas por mês de fevereiro a julho. Atingiu 860 mil toneladas em abril. Após julho, o sistema de escolta recém-reintroduzido tornou-se efetivo na redução da ameaça dos submarinos. O Reino Unido estava a salvo da fome, enquanto a produção industrial alemã caiu e os Estados Unidos se juntaram à guerra muito antes do que a Alemanha havia antecipado.
Em 3 de maio de 1917, durante a Ofensiva Nivelle, na Divisão Colonial Francesa, veteranos da Batalha de Verdun recusaram ordens, chegaram bêbados e sem armas. Seus oficiais não possuíam meios para punir uma divisão inteira e medidas severas não foram imediatamente implementadas. Os motins do exército francês acabaram por se espalhar para mais 54 divisões francesas e causaram a deserção de vinte mil homens. No entanto, os apelos ao patriotismo e ao dever, bem como as prisões e julgamentos em massa, encorajaram os soldados a voltarem a defender suas trincheiras, embora os soldados franceses se recusassem a participar de mais ações ofensivas.

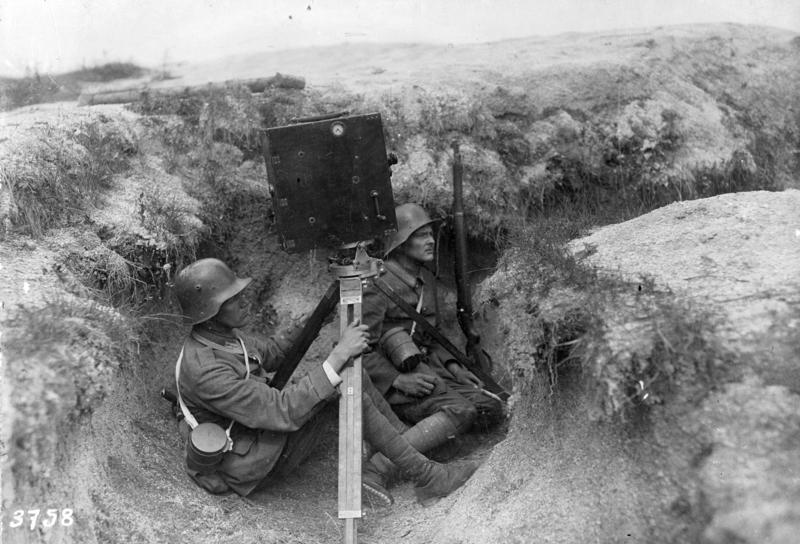
Soldados alemães gravam a batalha

A vitória das Potências Centrais na Batalha de Caporetto levou os Aliados a convocar a Conferência de Rapallo na qual formaram o Conselho da Suprema Guerra para coordenar o planejamento. Anteriormente, os exércitos britânico e francês haviam operado sob comandos separados. Em dezembro, as Potências Centrais assinaram um armistício com a Rússia, liberando assim um grande número de tropas alemãs para uso no oeste. Com reforços alemães e novas tropas estadunidenses entrando, o resultado foi decidido na Frente Ocidental. As Potências Centrais sabiam que não podiam vencer uma guerra prolongada, mas esperavam muito sucesso com base em uma ofensiva rápida final. Além disso, ambos os lados ficaram cada vez mais temerosos de agitação social e revolução na Europa. Assim, ambos procuraram urgentemente uma vitória decisiva.
Em 1917, o imperador Carlos I da Áustria tentou secretamente negociações de paz separadas com Clemenceau, através do irmão de sua esposa, Sixto de Bourbon-Parma, que atuou como intermediário, sem o conhecimento da Alemanha. A Itália se opôs às propostas. Quando as negociações falharam, sua tentativa foi revelada à Alemanha, resultando em uma catástrofe diplomática.

#### Conflito do Império Otomano, 1917–1918

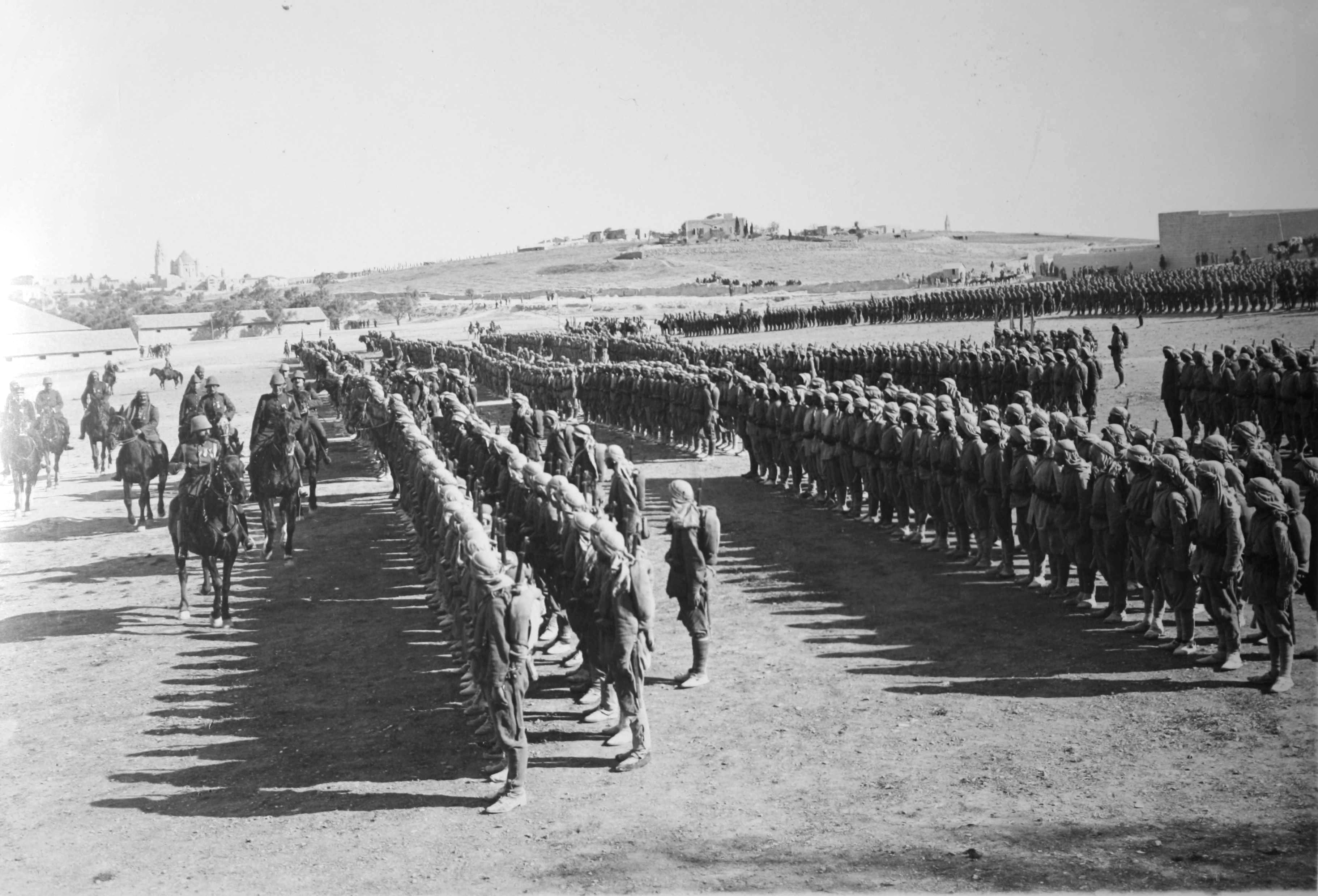
Tropas otomanas durante a Campanha da Mesopotâmia

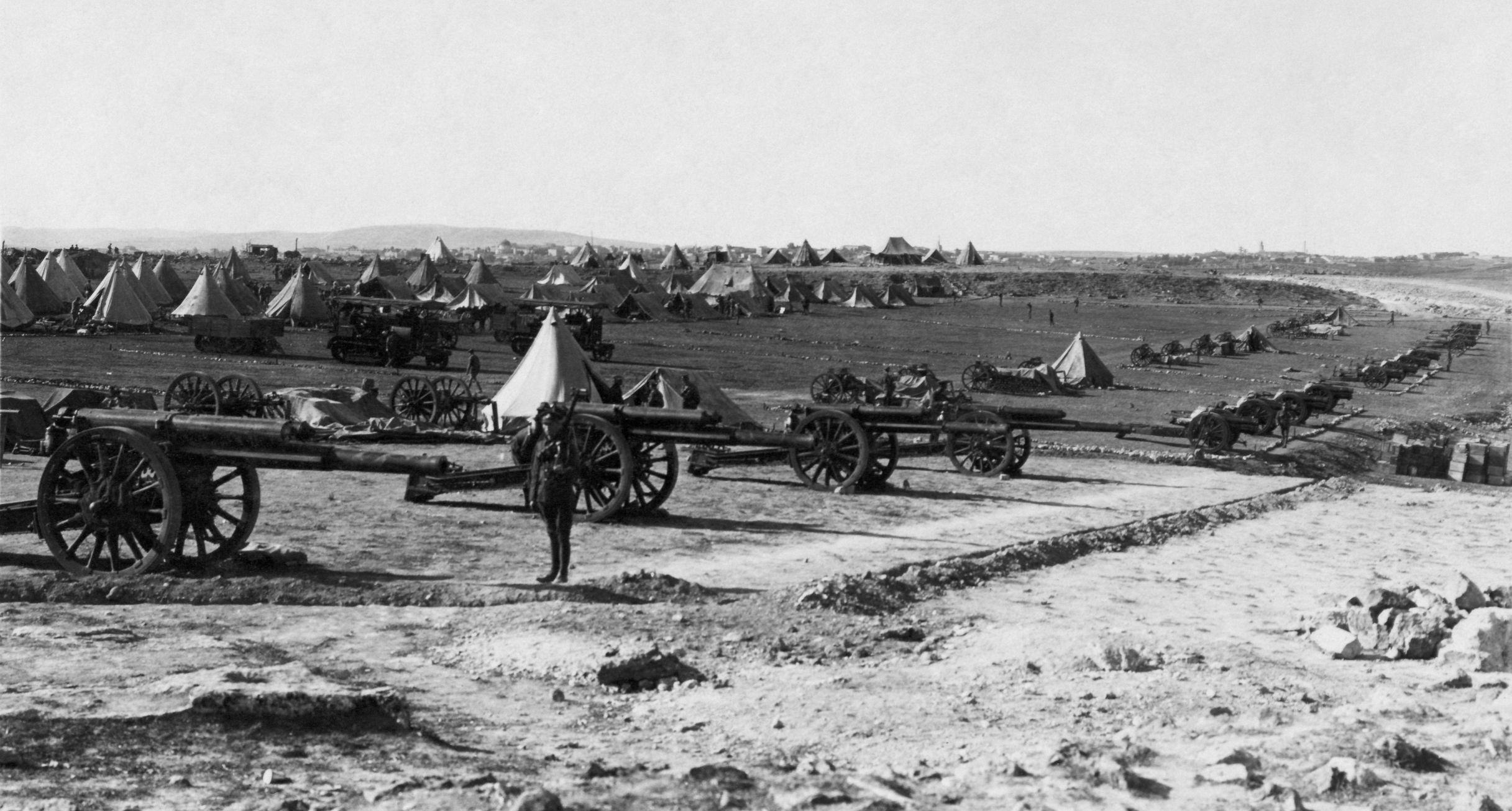
Bateria de artilharia britânica no Monte Scopus durante a Batalha de Jerusalém, 1917

Em março e abril de 1917, na Primeira e Segunda Batalha de Gaza, as forças alemãs e otomanas impediram o avanço da Força Expedicionária Egípcia, que começou em agosto de 1916 na Batalha de Romani. No final de outubro, a Campanha do Sinai e Palestina foi retomada, quando o XX Corpo, o XXI Corpo e o Corpo montado no deserto do general Edmund Allenby ganharam a Batalha de Beersheba. Dois exércitos otomanos foram derrotados algumas semanas depois na Batalha de Mughar Ridge e, no início de dezembro, Jerusalém foi capturada após uma outra derrota otomana na Batalha de Jerusalém em 1917. Neste período, Friedrich Kreß von Kressenstein foi dispensado de seus deveres como o comandante do Oitavo Exército, substituído por Djevad Pacha, e alguns meses depois, o comandante do exército otomano na Palestina, Erich von Falkenhayn, foi substituído por Otto Liman von Sanders.
No início de 1918, a linha de frente foi estendida e o Vale do Jordão foi ocupado, seguindo o primeiro e o segundo ataque transjordano pelas forças do Império Britânico em março e abril de 1918. Em março, a maior parte da infantaria britânica da Força Expedicionária Egípcia e da cavalaria Yeomanry foram enviadas para a Frente Ocidental como consequência da Ofensiva da Primavera. Elas foram substituídas por unidades do exército indiano. Durante vários meses de reorganização e treinamento do verão, vários ataques foram realizados em seções da linha de frente otomana. Estes empurraram a linha de frente para o norte para posições mais vantajosas para a Entente em preparação para um ataque e para acalmar a recém-chegada infantaria do exército indiano. A força integrada estava pronta para operações em larga escala até meados de setembro. A Força Expedicionária Egípcia reorganizada, com uma divisão montada adicional, quebrou as forças otomanas na Batalha de Megido em setembro de 1918. Em dois dias, a infantaria britânica e indiana, apoiada por uma barragem arrepiante, quebrou a linha de frente otomana e capturou a sede da Oitavo Exército (Império Otomano) em Tulcarém, as linhas de trincheiras contínuas nas batalhas de Tabsor, Arara e a sede do Sétimo Exército (Império Otomano) em Nablus. O Corpo Montado do Deserto atravessou a quebra na linha de frente criada pela infantaria e, durante as operações quase contínuas do Australian Light Horse, a cavalaria britânica do Yeomanry, lanceiros indianos e a infantaria montada da Nova Zelândia no Vale de Jezreel, eles capturaram Nazaré, Afula e Bete-Seã, Jenin, juntamente com Haifa na costa do Mediterrâneo e Daraa a leste do rio Jordão, no caminho de Hejaz. Samakh e Tiberíades, no Mar da Galileia, foram capturadas no caminho ao norte até Damasco. Enquanto isso, a Força de Chaytor do Australian Light Horse, a infantaria montada neozelandesa, forças da Índia britânica e a infantaria judaica capturaram os cruzamentos do rio Jordão, Salte, Amã e em Ziza, a maior parte do quarto exército (Império otomano). O Armistício de Mudros, assinado no final de outubro, encerrou as hostilidades com o Império Otomano quando os combates continuaram no norte de Alepo.

#### Entrada dos Estados Unidos

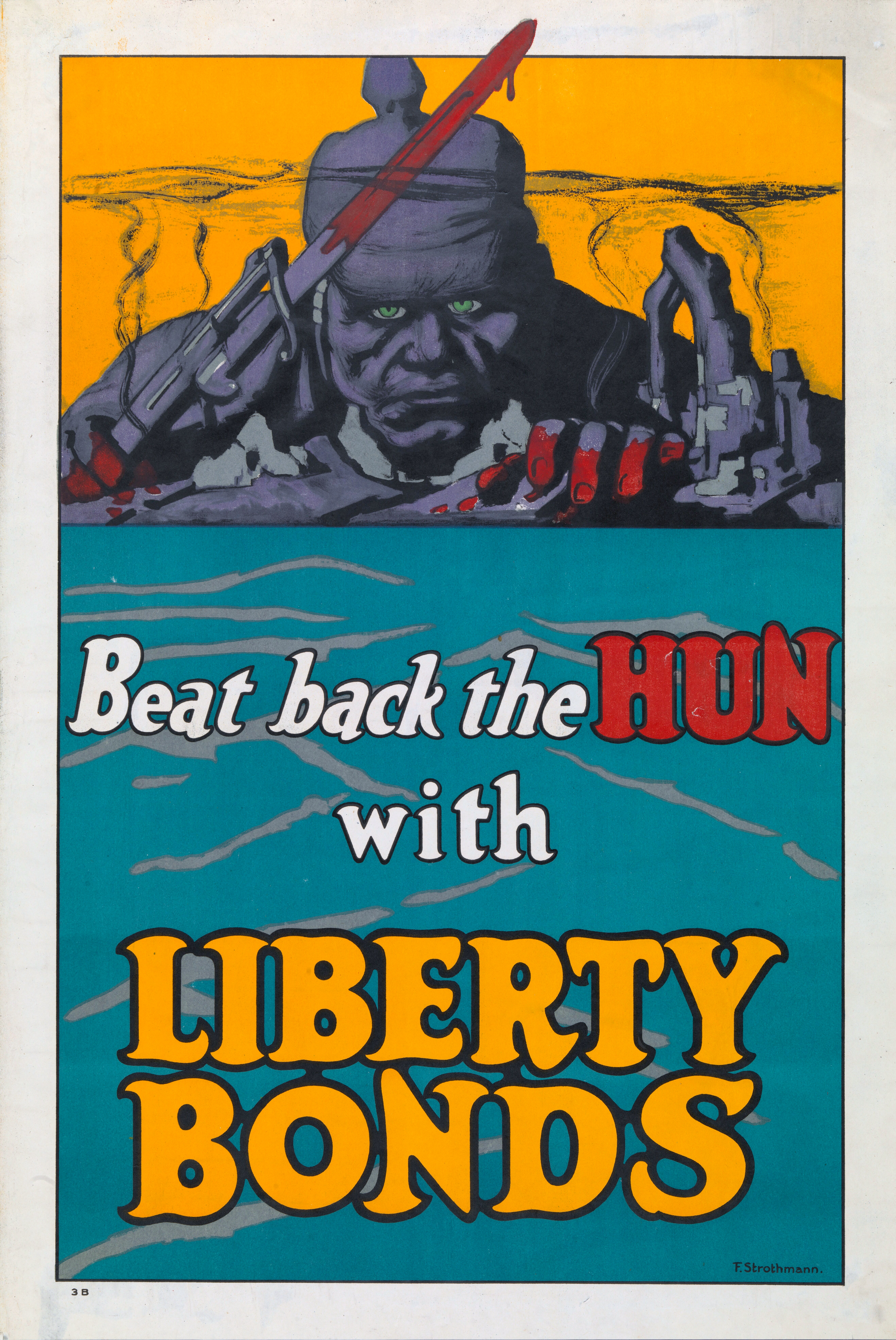
Cartaz demonizando a Alemanha depois que a guerra foi declarada

No início da guerra, os Estados Unidos prosseguiram uma política de não intervenção, evitando conflitos enquanto tentavam negociar uma paz. Quando o U-boot alemão U-20 afundou o navio britânico RMS Lusitania em 7 de maio de 1915 com 128 estadunidenses entre os mortos, o presidente Woodrow Wilson insistiu que "a América está muito orgulhosa por lutar", mas exigiu o fim dos ataques aos navios de passageiros. A Alemanha cumpriu. Wilson tentou então, sem sucesso, mediar um acordo. No entanto, ele também advertiu repetidamente que os Estados Unidos não tolerariam a guerra submarina irrestrita, em violação do direito internacional. O ex-presidente Theodore Roosevelt denunciou os atos alemães como "pirataria".
Em janeiro de 1917, a Alemanha retomou a guerra submarina sem restrições, percebendo que significaria a entrada estadunidense na guerra. O ministro das Relações Exteriores do Império Alemão, Arthur Zimmermann, convidou o México para se juntar à guerra como aliado da Alemanha contra os Estados Unidos no que ficou conhecido como "Telegrama Zimmermann". Em contrapartida, os alemães financiariam o esforço de guerra do México e o ajudariam a recuperar os territórios do Texas, do Novo México e do Arizona. O Reino Unido interceptou a mensagem e apresentou-a à embaixada dos Estados Unidos em Londres, o que abriu o caminho para o presidente Wilson divulgar o Telegrama Zimmermann ao público e os estadunidenses viram isso como casus belli. Wilson pedia elementos antiguerra para acabar com todas os conflitos, ao ganhar esta guerra e eliminar o militarismo do globo. Ele argumentou que a guerra era tão importante que os Estados Unidos tinham que ter uma voz na conferência de paz. Após o naufrágio de sete navios mercantes dos Estados Unidos por submarinos e a publicação do Telegrama Zimmermann, Wilson pediu por uma guerra contra a Alemanha, o que o Congresso dos Estados Unidos declarou em 6 de abril de 1917.

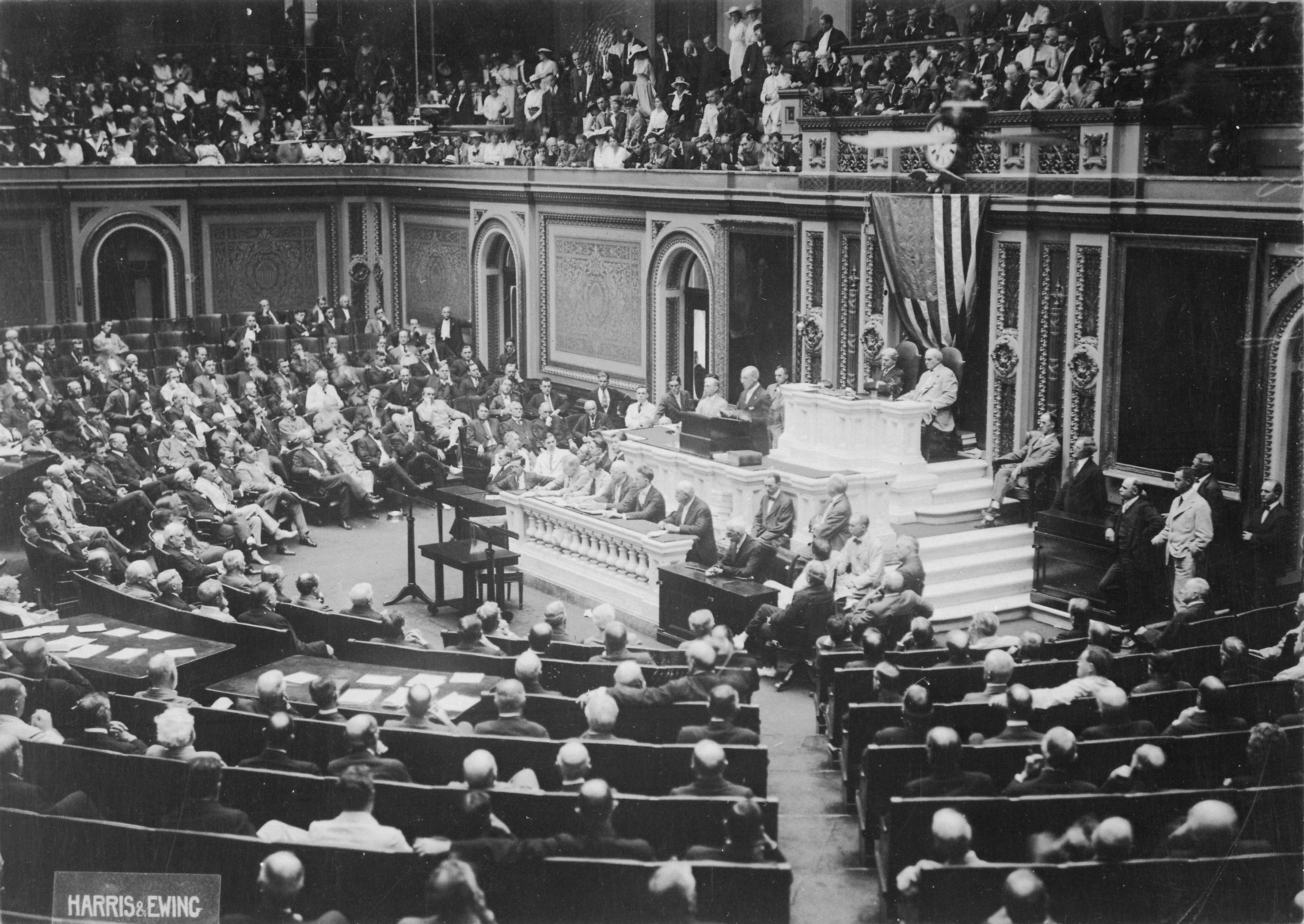
Presidente Woodrow Wilson anuncia no Congresso a interrupção nas relações com a Alemanha, 3 de fevereiro de 1917

Os Estados Unidos nunca foram formalmente um membro dos Aliados, mas se tornaram uma autodenominada "Potência Associada". Os Estados Unidos tinham um pequeno exército, mas, após a aprovação do Ato do Serviço Seletivo, reuniu 2,8 milhões de homens e, no verão de 1918, enviava 10 mil novos soldados para a França todos os dias. Em 1917, o Congresso dos Estados Unidos concedeu a cidadania aos porto-riquenhos para permitir que eles fossem convocados para participar da Primeira Guerra Mundial, como parte da Lei Jones-Shafroth. A Alemanha acreditava que levaria muitos meses antes que os soldados estadunidenses chegassem e que a chegada deles poderia ser interrompida pelos U-boots, o que foi um erro de cálculo estratégico.
A Marinha dos Estados Unidos enviou um grupo de navios de guerra para o Scapa Flow para se juntar à Grande Frota Britânica, destróieres de Queenstown, na Irlanda, e submarinos para ajudar na escolta dos navios. Vários regimentos de Marines também foram enviados para a França. Os britânicos e franceses queriam que as unidades estadunidenses reforçassem as suas tropas já nas linhas de batalha e não desperdiçassem o transporte escasso para trazer provisões. O general John J. Pershing, comandante das Forças Expedicionárias Americanas (AEF), recusou-se a separar as unidades estadunidenses para serem usadas como material de enchimento. Como uma exceção, ele permitiu que regimentos de combate afro-americanos fossem usados nas divisões francesas. Os Harlem Hellfighters lutaram como parte da 16.ª Divisão francesa e ganharam uma Cruz de Guerra por suas ações em Château-Thierry, Belleau Wood e Sechault. A doutrina do AEF pedia o uso de assaltos frontais, o que há muito tempo tinha sido descartado pelo Império Britânico e pelos comandantes franceses devido à grande perda de vidas que este método resultava.

#### Ofensiva alemã na primavera de 1918

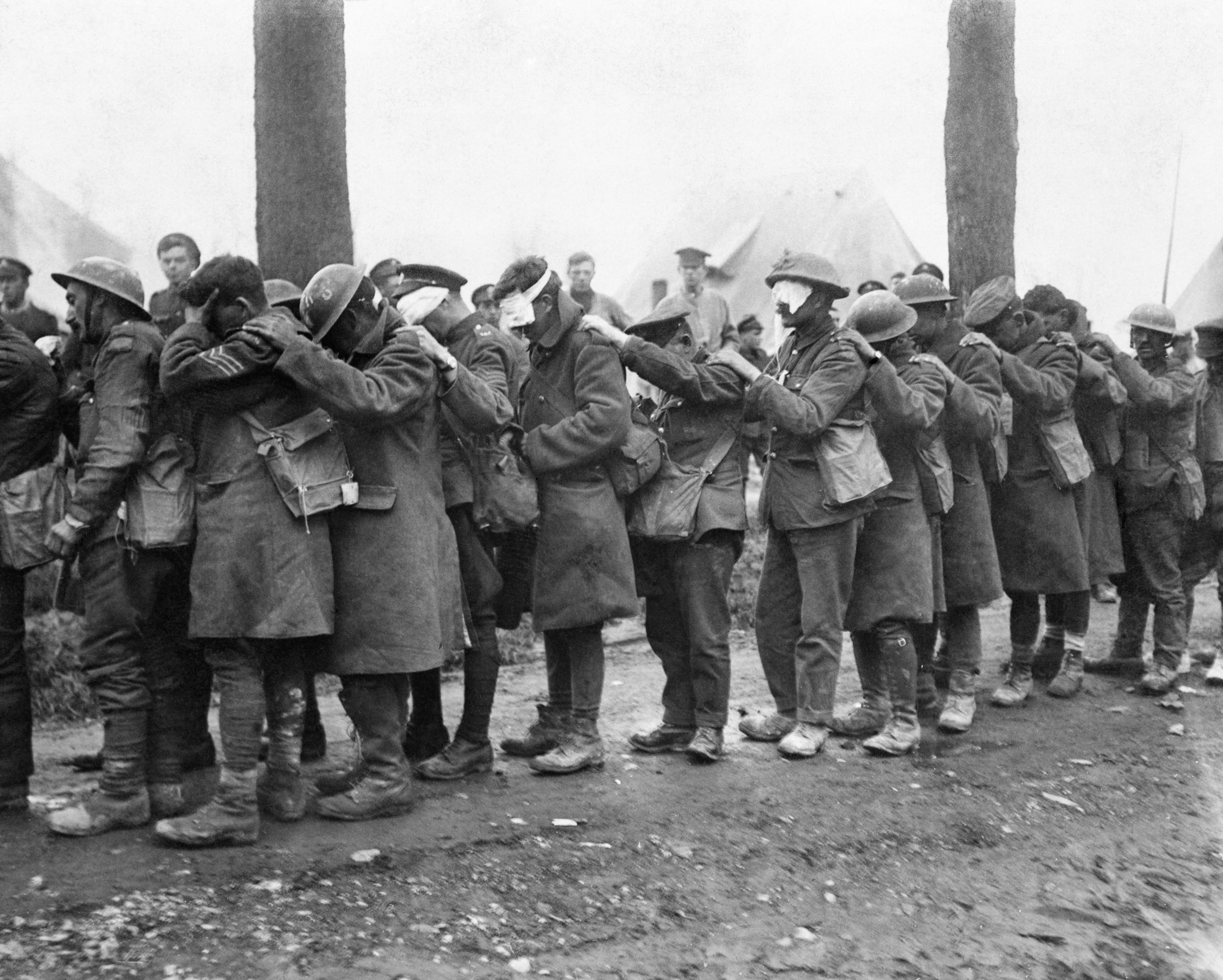
Soldados britânicos da 55.ª Divisão, cegos por gás lacrimogêneo durante a Batalha de Estaires, 10 de abril de 1918

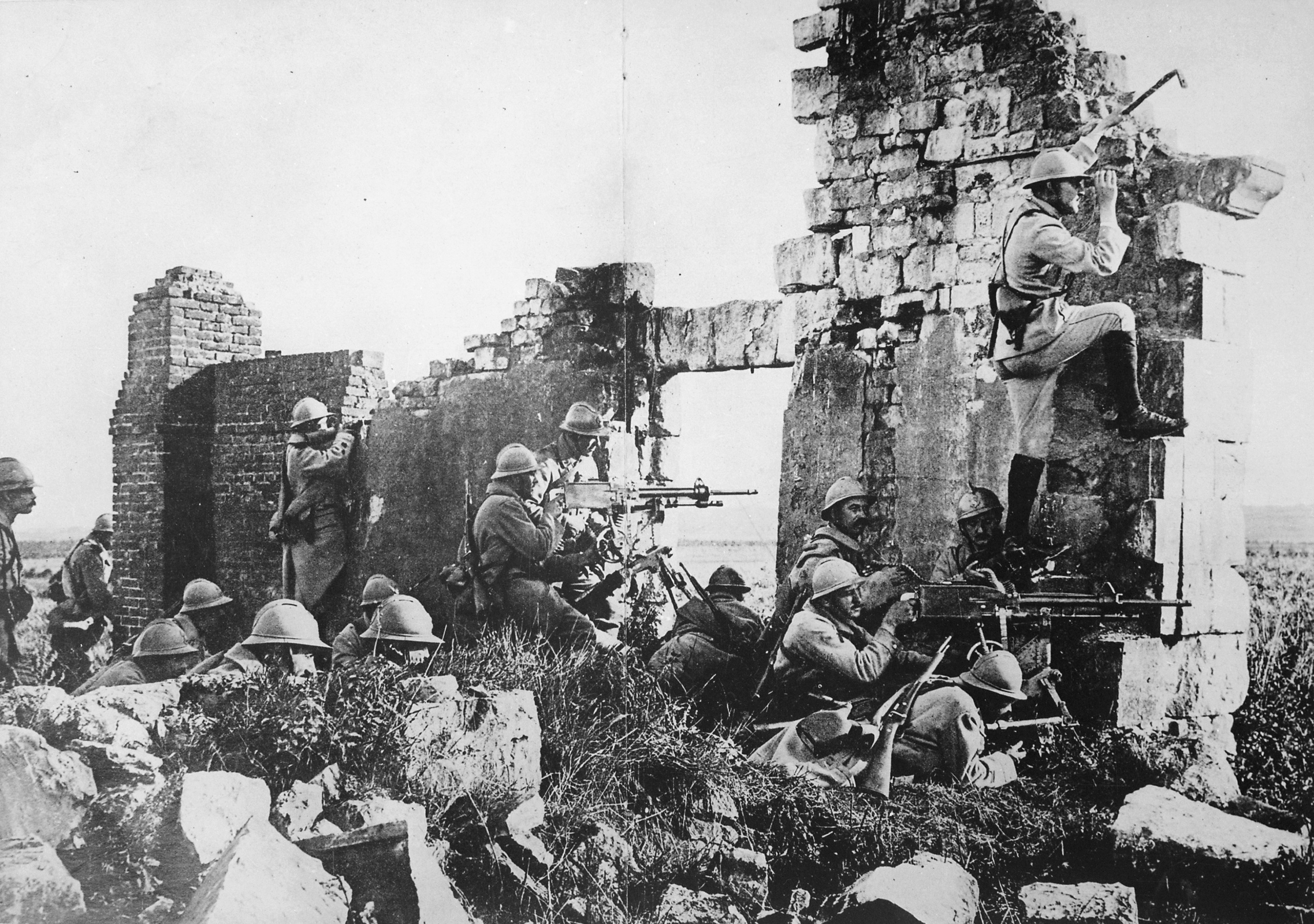
Soldados franceses sob o general Gouraud, com metralhadoras entre as ruínas de uma catedral perto da Marne, 1918

Ludendorff elaborou planos (sob o codinome Operação Michael) para a ofensiva de 1918 na Frente Ocidental. A Ofensiva da Primavera procurou dividir as forças britânicas e francesas com uma série de fendas e avanços. A liderança alemã esperava acabar com a guerra antes que grandes forças estadunidenses chegassem. A operação começou em 21 de março de 1918, com um ataque às forças britânicas perto de Saint-Quentin. As forças alemãs alcançaram um avanço sem precedentes de sessenta quilômetros.
As trincheiras britânicas e francesas foram penetradas usando novas táticas de infiltração, também chamadas de táticas Hutier, em homenagem ao general Oskar von Hutier, por unidades especialmente treinadas chamadas stosstruppen. Anteriormente, os ataques eram caracterizados por longos bombardeios de artilharia e assaltos em massa. No entanto, na Ofensiva da Primavera de 1918, Ludendorff usou a artilharia apenas brevemente e infiltrou pequenos grupos de infantaria em pontos fracos das linhas inimigas. Eles atacaram áreas de comando e logística e contornaram pontos de resistência séria. A infantaria armada, em seguida, destruiu essas posições isoladas. Este sucesso alemão baseou-se muito no elemento surpresa.
A frente moveu-se por 120 quilômetros rumo a Paris. Três grandes canhões ferroviários Krupp dispararam 183 bombas na capital francesa, fazendo com que muitos parisienses fugissem. A ofensiva inicial foi tão bem sucedida que o Kaiser Guilherme II declarou 24 de março um feriado nacional. Muitos alemães achavam que a vitória estava próxima. Após uma forte luta, no entanto, a ofensiva foi interrompida. Faltando tanques ou artilharia motorizada, os alemães não conseguiram consolidar seus ganhos. Os problemas de reabastecimento também foram exacerbados por distâncias crescentes que agora se espalhavam em terrenos rasgados de bombas e muitas vezes intransitáveis.
O general Ferdinand Foch pressionou para usar as tropas estadunidenses que chegavam como substituições individuais, enquanto John J. Pershing queria enquadrar as unidades dos EUA como uma força independente. Estas unidades foram atribuídas aos comandos do Reino Unido e do Império Britânico em 28 de março. Um Conselho da Guerra Suprema das Forças Aliadas foi criado na Conferência de Doullens em 5 de novembro de 1917. O general Foch foi nomeado Comandante Supremo das Forças Aliadas. Douglas Haig, Philippe Pétain e Pershing mantiveram o controle tático de seus respectivos exércitos; Foch assumiu um papel de coordenação e não de direção, e os comandos britânico, francês e estadunidense operavam, em grande medida, de forma independente.
Após a Operação Michael, a Alemanha lançou a Operação Georgette contra os portos do norte do Canal da Mancha. Os Aliados interromperam a campanha após ganhos territoriais limitados pela Alemanha. O exército alemão para o sul conduziu as Operações Blücher e Yorck, chegando próximo a Paris. A Alemanha lançou a Operação Marne (Segunda Batalha do Marne) em 15 de julho, na tentativa de cercar Reims. O contra-ataque resultante, que iniciou a Ofensiva dos Cem Dias, marcou a primeira ofensiva aliada bem-sucedida da guerra. Até 20 de julho, os alemães se retiraram em toda Marne até suas linhas iniciais, tendo conseguido pouco, e o Exército alemão nunca recuperou a iniciativa.

#### Novos estados em zona de guerra
No final da primavera de 1918, três novos Estados foram formados na Transcaucásia: a Primeira República da Armênia, a República Democrática do Azerbaijão e a República Democrática da Geórgia, que declarou sua independência do Império Russo. Foram estabelecidas duas outras entidades menores, a Ditadura do Cáspio Central e a Governo Interino Nacional do Sudoeste do Cáucaso (a primeira foi destruída pelo Azerbaijão no outono de 1918 e a última por uma força armada armênio-britânica no início de 1919). Com a retirada dos exércitos russos da frente do Cáucaso no inverno de 1917–18, as três principais repúblicas prepararam-se para um iminente avanço otomano, que começou nos primeiros meses de 1918. A solidariedade foi mantida brevemente quando a República Democrática Federativa Transcaucasiana foi criada na primavera de 1918, mas entrou em colapso em maio, quando os georgianos pediram e receberam proteção da Alemanha e os azerbaijanos concluíram um tratado com o Império Otomano, interpretado mais com uma aliança militar do que um tratado diplomático. A Armênia foi deixada para defender-se sozinha e lutou por cinco meses contra a ameaça de uma ocupação de pleno direito pelos otomanos antes de derrotá-los na Batalha de Sardarabad.

### Vitória dos aliados: verão de 1918 em diante

#### Ofensiva dos Cem Dias

Vista aérea das ruínas de Vaux-devant-Damloup, França, 1918

Canadenses avançando durante a Batalha do Canal du Nord, 1918

A contraofensiva aliada, conhecida como Ofensiva dos Cem Dias, começou em 8 de agosto de 1918, com a Batalha de Amiens, que envolveu mais de quatrocentos tanques e 120 mil tropas britânicas, dominicanas e francesas e, no final de seu primeiro dia, havia sido criado um espaço de 24 quilômetros de comprimento nas linhas alemãs. Os defensores mostraram um colapso marcado da moral, fazendo com que Ludendorff se referisse a este dia como o "Dia Negro do exército alemão". Em vez de continuar a Batalha de Amiens após o sucesso inicial, como já havia sido feito tantas vezes no passado, os Aliados deslocaram sua atenção para outro lugar. Os líderes aliados já tinham percebido que continuar um ataque depois que a resistência se endurecesse era um desperdício de vidas e era melhor mover as tropas do que tentar penetrar a linha inimiga. Eles começaram a realizar ataques em ordem rápida para aproveitar os avanços bem-sucedidos nos flancos e depois os quebravam quando cada ataque perdia seu ímpeto inicial.
As forças britânicas lançaram a próxima fase da campanha com a Batalha de Albert em 21 de agosto. O ataque foi ampliado pelos franceses e depois por outras forças britânicas nos dias seguintes. Durante a última semana de agosto, a pressão aliada ao longo de uma frente de 110 quilômetros contra o inimigo era pesada e implacável. Das contas alemãs, "cada dia foi gasto em lutas sangrentas contra um inimigo cada vez maior e as noites passavam sem dormir em retiradas para novas linhas". Diante desses avanços, em 2 de setembro, o Comando do Exército Supremo Alemão emitiu ordens para retirar-se para a linha Hindenburg no sul. Isso se deu sem uma luta. De acordo com Ludendorff: "Tivemos que admitir a necessidade ... retirar toda a frente do Scarpe para a Vesle.
Em setembro os Aliados avançaram para a linha Hindenburg no norte e no centro. Os alemães continuaram a lutar contra fortes ações de retaguarda e lançaram inúmeros contra-ataques em posições perdidas, mas apenas alguns tiveram sucesso temporário. As cidades, vilarejos e trincheiras nas posições de postos avançados da linha Hindenburg continuaram a cair para os Aliados, sendo que a Força Expedicionária Britânica sozinha levou 30 441 presos na última semana de setembro. Em 24 de setembro, um ataque britânico e francês chegou a 3 quilômetros de St. Quentin.
Em 8 de agosto, em quase quatro semanas de combates, mais de cem mil prisioneiros alemães foram levados. A partir daquele que foi considerado "O Dia Negro do Exército Alemão", o Alto Comando alemão percebeu que a guerra estava perdida e tentou atingir um final satisfatório. No dia seguinte a essa batalha, Ludendorff disse: "Não podemos mais vencer a guerra, mas também não devemos perder." Em 11 de agosto, ele ofereceu sua renúncia ao Kaiser, que recusou, respondendo: "Vejo que devemos equilibrar. Chegamos ao limite de nossos poderes de resistência. A guerra deve ser encerrada". Em 13 de agosto, em Spa, Hindenburg, Ludendorff, o chanceler e o ministro dos Negócios Estrangeiros, Johannes Hintz, concordaram que a guerra não poderia ser encerrada militarmente e, no dia seguinte, o Conselho da Coroa Alemã decidiu que a vitória no campo agora era improvável. A Áustria e a Hungria advertiram que só poderiam continuar a guerra até dezembro e Ludendorff recomendou negociações imediatas de paz. Ruperto, Príncipe Herdeiro da Baviera advertiu o Príncipe Max de Baden: "Nossa situação militar se deteriorou tão rapidamente que não acredito mais que podemos aguentar durante o inverno, e até mesmo que uma catástrofe venha mais cedo". Em 10 de setembro, Hindenburg pediu a paz para o imperador Carlos da Áustria e a Alemanha apelou para os Países Baixos fazer a mediação. Em 14 de setembro, a Áustria enviou uma nota a todos os beligerantes e neutros sugerindo uma reunião para conversas de paz em solo neutro e, em 15 de setembro, a Alemanha fez uma oferta de paz para a Bélgica. Ambas as ofertas de paz foram rejeitadas e, em 24 de setembro, o Supremo Comando do Exército informou os líderes em Berlim que as negociações de um armistício eram inevitáveis.

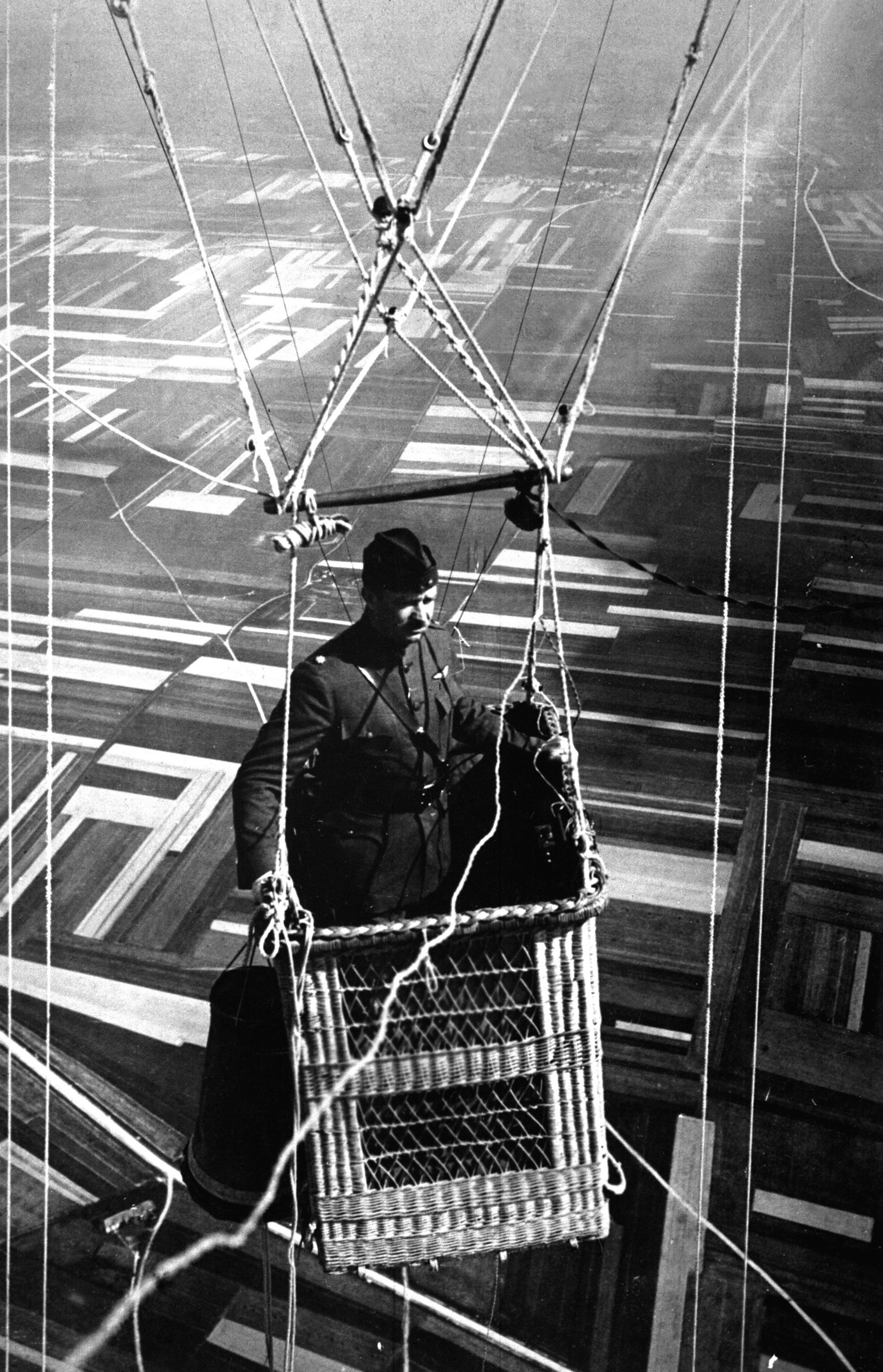
Um major estadunidense pilotando um balão de observação perto da frente de batalha, 1918

O ataque final à linha de Hindenburg começou com a Ofensiva Meuse-Argonne, lançada pelas tropas francesas e estadunidenses em 26 de setembro. Na semana seguinte, as unidades francesas e estadunidenses cooperaram em Champanhe na Batalha de Mont Blanc, forçando os alemães a dominar as montanhas próximo da fronteira belga. Em 8 de outubro, a linha foi novamente perfurada pelas tropas britânicas na Batalha de Cambrai. O exército alemão teve que encurtar sua frente e usar a fronteira neerlandesa como uma âncora para lutar contra as ações da retaguarda, já que caiu para a Alemanha. Quando a Bulgária assinou um armistício separado em 29 de setembro, Ludendorff, tendo estado sob grande estresse por meses, sofreu algo semelhante a um derrame. Era evidente que a Alemanha não poderia mais montar uma defesa de sucesso.
A notícia da iminente derrota militar do Império Alemão se espalhou por todas as forças armadas alemãs. A ameaça de motins era evidente. O Almirante Reinhard Scheer e Ludendorff decidiram lançar uma última tentativa de restaurar o "valor" da Marinha alemã. Sabendo que o governo do Príncipe Maximiliano de Baden iria vetar qualquer ação, Ludendorff decidiu não informá-lo. No entanto, a informação do ataque iminente chegou aos marinheiros em Kiel. Muitos, recusando-se a fazer parte de uma ofensiva naval, que eles acreditavam ser suicida, se rebelaram e foram presos. Ludendorff tomou a culpa e o Kaiser o demitiu no dia 26 de outubro. O colapso dos Balcãs significava que a Alemanha estava prestes a perder seus principais suprimentos de petróleo e alimentos. Suas reservas foram usadas, mesmo quando as tropas dos Estados Unidos continuavam chegando à taxa de dez mil soldados por dia. Os estadunidenses forneceram mais de 80% do petróleo aliado durante a guerra e não houve escassez.
Com os militares vacilantes e com ampla perda de confiança no Kaiser, a Alemanha se movia para se render. O príncipe Maximiliano de Baden assumiu o comando de um novo governo como Chanceler da Alemanha para negociar com os Aliados. As negociações com o presidente Woodrow Wilson começaram imediatamente, com a esperança de que ele oferecesse melhores condições do que os britânicos e franceses. Wilson exigiu uma monarquia constitucional e controle parlamentar sobre as forças armadas alemãs. Não houve resistência quando o social-democrata Philipp Scheidemann, em 9 de novembro, declarou a Alemanha como uma república. O Kaiser, os reis e outros governantes hereditários foram removidos do poder e Guilherme fugiu para o exílio nos Países Baixos. A Alemanha imperial estava morta; uma nova Alemanha nascia sob o nome de República de Weimar.

#### Armistícios e rendições

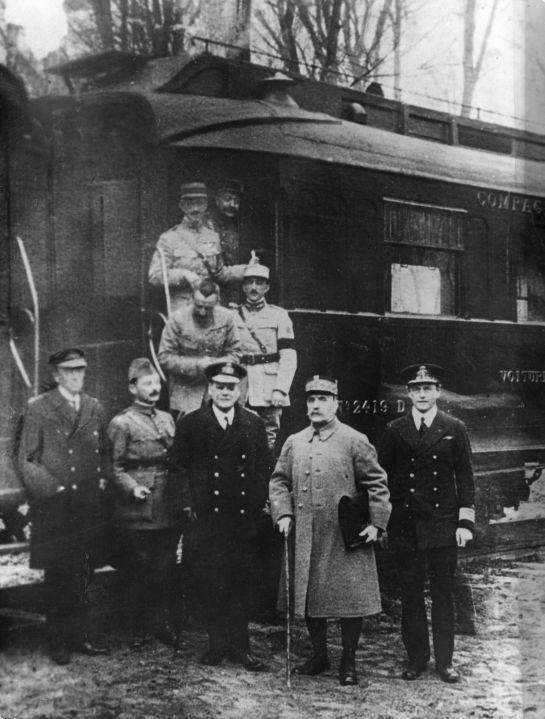
Ferdinand Foch, segundo da direita, fora do vagão em Compiègne depois de concordar com o armistício que pôs fim à guerra. O vagão foi mais tarde escolhido pela Alemanha Nazista como o cenário simbólico do Armistício de 22 de junho de 1940

O colapso dos Impérios Centrais veio rapidamente. A Bulgária foi a primeira a assinar um armistício, em 29 de setembro de 1918, em Saloniki. Em 30 de outubro, o Império Otomano rendeu-se, assinando o Armistício de Mudros.
Em 24 de outubro, os italianos começaram uma ofensiva que rapidamente recuperou território perdido após a Batalha de Caporetto. Isto culminou na Batalha de Vittorio Veneto, que marcou o fim do Exército Austro-Húngaro como uma força de combate efetiva. A ofensiva também desencadeou a desintegração do Império Austro-Húngaro. Durante a última semana de outubro, foram feitas declarações de independência em Budapeste, Praga e Zagrebe. Em 29 de outubro, as autoridades imperiais pediram um armistício à Itália, mas os italianos continuaram avançando, chegando a Trento, Udine e Trieste. Em 3 de novembro, a Áustria-Hungria enviou uma bandeira de trégua para solicitar um armistício (Armistício de Villa Giusti). Os termos, organizados por telégrafo com as autoridades Aliadas em Paris, foram comunicados ao comandante austríaco e aceitos. O armistício com a Áustria foi assinado na Villa Giusti, perto de Pádua, em 3 de novembro. A Áustria e a Hungria assinaram armistícios separados após o queda da Monarquia Habsburgo.
Em 11 de novembro, às 5h da manhã, um armistício com a Alemanha foi assinado em um vagão de trem em Compiègne. Às 11 horas do dia 11 de novembro de 1918 — "às 11 horas do 11.º dia do 11.º mês" — entrou em vigor um cessar-fogo. Durante as seis horas entre a assinatura do armistício e a sua entrada em vigor, os exércitos opostos na Frente Ocidental começaram a se retirar de suas posições, mas os combates continuaram em muitas áreas da frente, já que os comandantes queriam capturar o território antes que a guerra terminasse. A ocupação da Renânia ocorreu após o armistício. Os exércitos da ocupação Aliada da Renânia consistiam em forças estadunidenses, belgas, britânicas e francesas.
Em novembro de 1918, os Aliados tinham amplo suprimento de homens e materiais para invadir a Alemanha. No entanto, no momento do armistício, nenhuma força aliada havia atravessado a fronteira alemã; a Frente Ocidental ainda estava a cerca de 720 quilômetros de Berlim; e os exércitos do Kaiser se retiraram do campo de batalha em boa ordem. Esses fatores permitiram que Hindenburg e outros líderes alemães divulgassem a história de que seus exércitos não tinham sido realmente derrotados. Isso resultou na "lenda da punhalada pelas costas", que atribuía a derrota da Alemanha não à sua incapacidade de continuar a combater (mesmo que até um milhão de soldados sofressem com a pandemia de gripe de 1918 e estivessem incapazes de lutar), mas ao fracasso do público em responder ao "chamado patriótico" e à suposta sabotagem intencional do esforço de guerra, particularmente por judeus, socialistas e bolcheviques. Os Aliados tinham muito mais riquezas potenciais que poderiam gastar na guerra. Uma estimativa (em valores de 1913) é que os Aliados gastaram 58 bilhões de dólares na guerra e as Potências Centrais apenas 25 bilhões de dólares. Entre os Aliados, o Reino Unido gastou entre 21 e 17 bilhões de dólares; entre as potências centrais, a Alemanha gastou vinte bilhões de dólares.

## Participação de países lusófonos

### Brasil

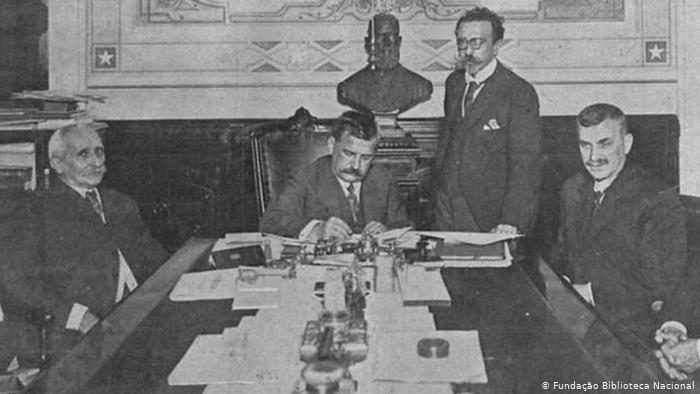
O Presidente do Brasil, Venceslau Brás, declarando guerra aos Poderes Centrais. Ao seu lado, o Ministro interino das Relações Exteriores Nilo Peçanha (em pé) e o presidente de Minas Gerais, Delfim Moreira (sentado)

No Brasil, o confronto foi conhecido popularmente, até a Segunda Guerra Mundial, como a "Guerra de 14", em alusão a 1914. No dia 5 de abril de 1917, o vapor brasileiro Paraná, que navegava de acordo com as exigências feitas a países neutros, foi torpedeado, supostamente por um submarino alemão. No dia 11 de abril o Brasil rompeu relações diplomáticas com os países do bloco liderado pela Alemanha. Em 20 de maio, o navio Tijuca foi torpedeado perto da costa francesa. Nos meses seguintes, o governo brasileiro confiscou 42 navios alemães, austro-húngaros e turco-otomanos que estavam em portos brasileiros, como uma indenização de guerra.
No dia 23 de outubro de 1917, o cargueiro nacional Macau, um dos navios arrestados, foi torpedeado por um submarino alemão, perto da costa da Espanha, e seu comandante feito prisioneiro. Com a pressão popular contra a Alemanha, no dia 26 de outubro de 1917, o país declarou guerra aos Poderes Centrais.
A partir deste momento, por um lado, sob a liderança de políticos como Ruy Barbosa, recrudesceram agitações de caráter nacionalista, com comícios exigindo a "imperiosa necessidade de se apoiar os Aliados com ações" para pôr fim ao conflito. Por outro lado, sindicalistas, anarquistas e intelectuais como Monteiro Lobato criticavam essa postura e a possibilidade de grande convocação militar, pois segundo estes, entre outros efeitos negativos isto desviava a atenção do país em relação a seus problemas internos.
Assim, devido a várias razões, de conflitos internos à falta de uma estrutura militar adequada, a participação militar do Brasil no conflito foi muito pequena, resumindo-se no envio ao front ocidental em 1918 de um grupo de aviadores (do Exército e da Marinha), que foram integrados à Força Aérea Real Britânica, e de um corpo médico militar composto por oficiais e sargentos do exército, que foram integrados ao exército francês, tendo seus membros tanto prestado serviços na retaguarda, como participado de combates no front. À Marinha coube a maior participação militar brasileira no conflito, com o envio de uma esquadra naval com a incumbência de patrulhar a costa noroeste da África a partir de Dakar, e o Mediterrâneo desde o estreito de Gibraltar, evitando a ação de submarinos inimigos.

### Portugal

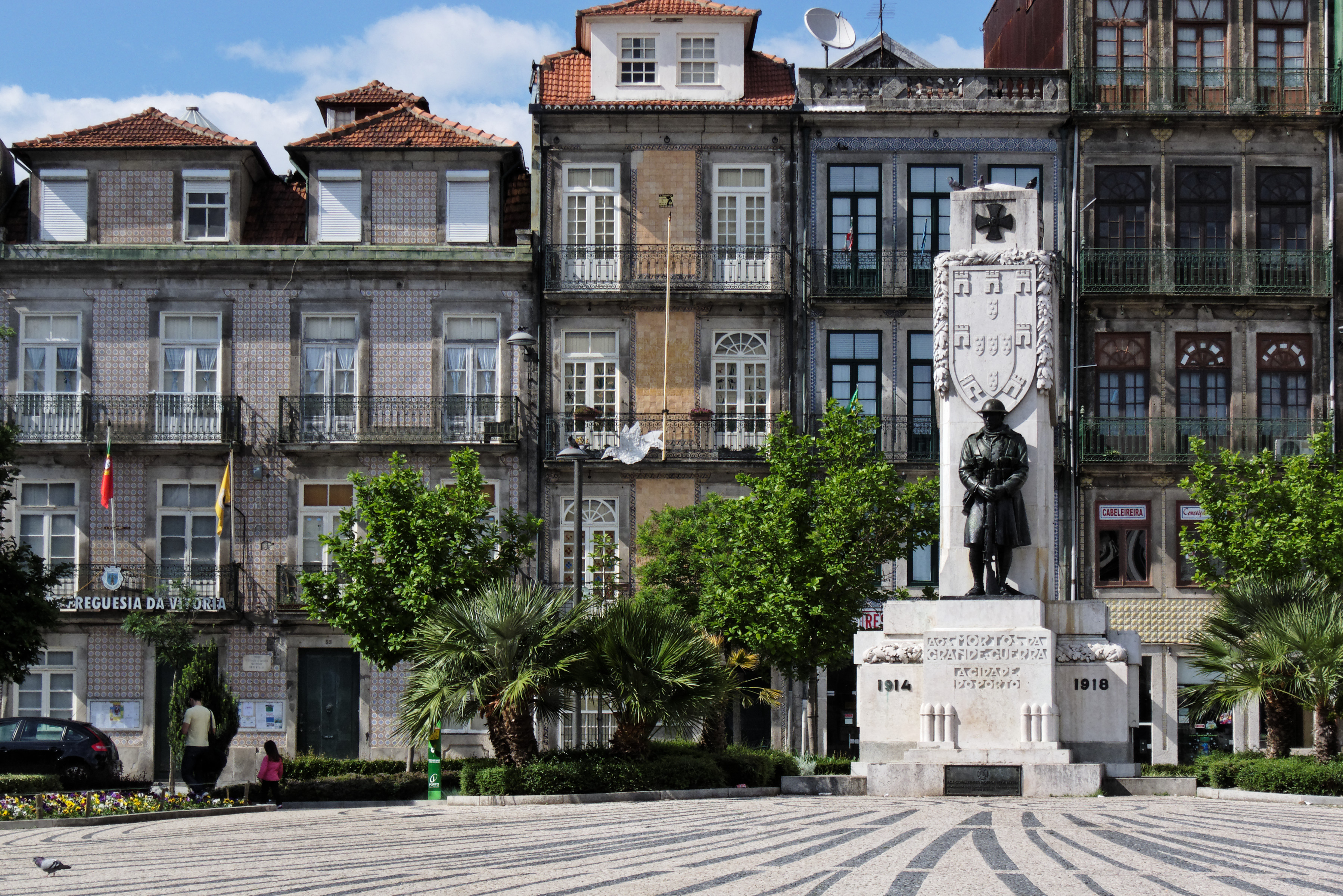
Monumento aos mortos da Primeira Guerra Mundial no Porto, Portugal

Portugal participou no primeiro conflito mundial ao lado dos Aliados, o que estava de acordo com as orientações da república ainda recentemente instaurada.
Na primeira etapa do conflito, Portugal participou, militarmente, na guerra com o envio de tropas para a defesa das colónias africanas ameaçadas pela Alemanha. Face a este perigo e sem declaração de guerra, o governo português enviou contingentes militares para Angola e Moçambique.
Inicialmente, a Inglaterra insistiu na neutralidade do país português, com a condição de eventualmente realizar pedidos ao estado português para auxiliá-la na guerra. Em março de 1916, a Inglaterra decidiu pedir ao estado português o apresamento de todos os navios alemães e austro-húngaros presentes na costa lusitana. Esta atitude justificou a declaração oficial de guerra a Portugal pela Alemanha, em 9 de março de 1916 (apesar dos combates em África desde 1914).
Em 1917, as primeiras tropas portuguesas, do Corpo Expedicionário Português, sob o comando de Tamagnini de Abreu, seguiram para a guerra na Europa, em direção a Flandres. Portugal envolveu-se, depois, em combates na França. A Inglaterra forneceu treinamento às tropas portuguesas.
Neste esforço de guerra, chegaram a estar mobilizados quase duzentos mil homens. As perdas atingiram quase dez mil mortos e milhares de feridos, além de custos económicos e sociais gravemente superiores à capacidade nacional. Os objetivos que levaram os responsáveis políticos portugueses a entrar na guerra saíram gorados na sua totalidade. A unidade nacional não seria conseguida por este meio e a instabilidade política acentuar-se-ia até à queda do regime democrático em 1926.

## Consequências

### Efeitos socioeconômicos

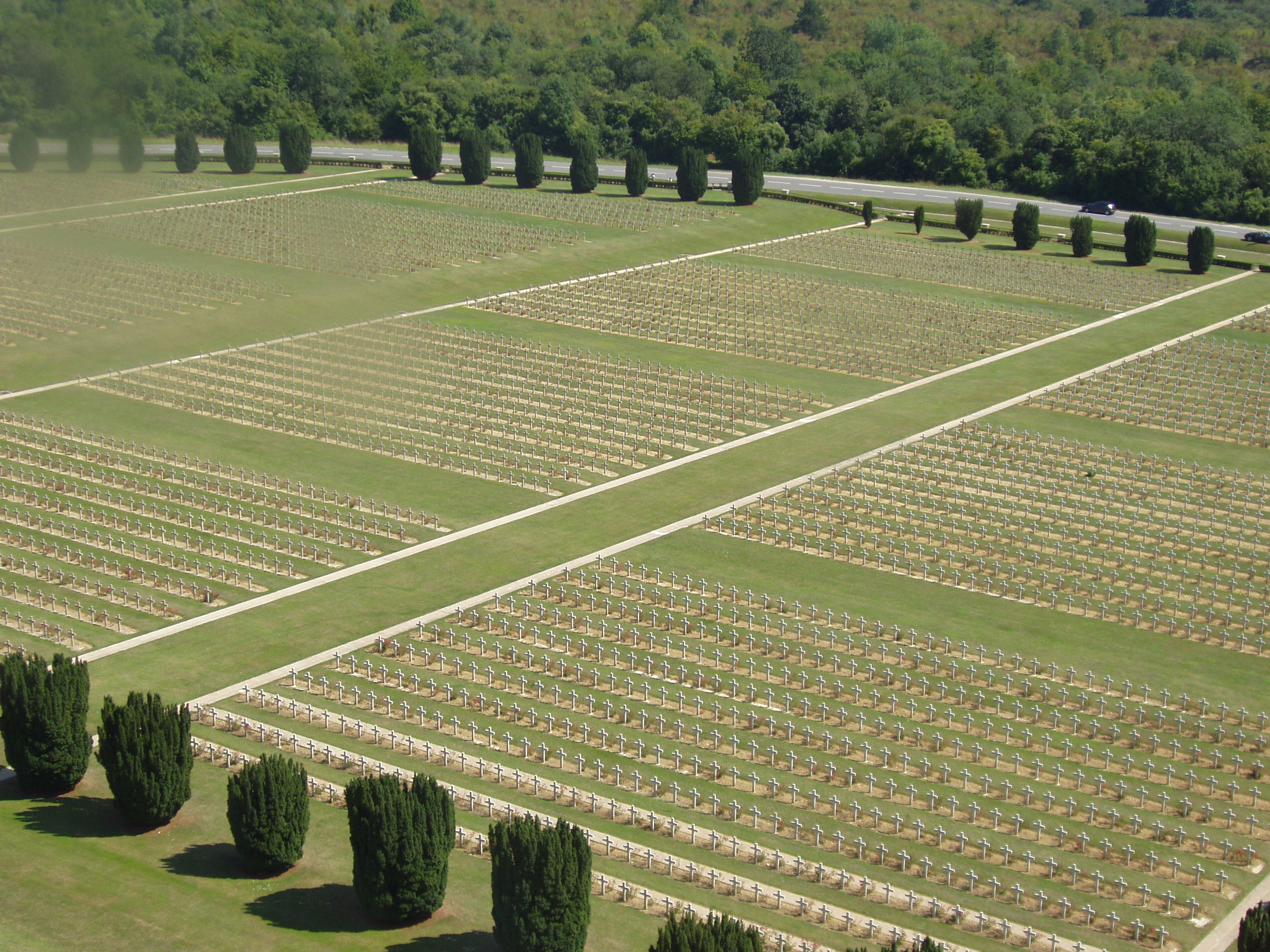
Cemitério e ossário de Douaumont, na França, onde estão os restos mortais de mais de 130 mil soldados desconhecidos

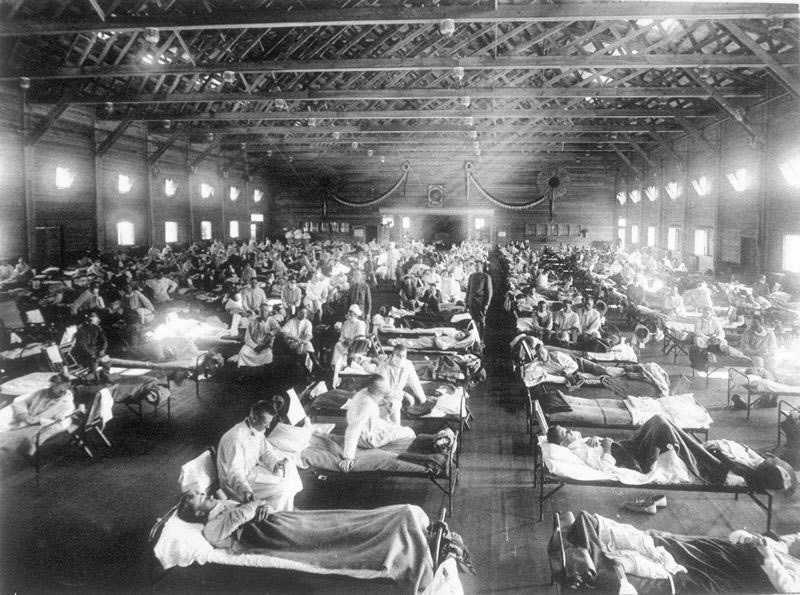
Hospital militar de emergência durante a pandemia de gripe espanhola, que matou cerca de 675 mil pessoas apenas nos Estados Unidos. (Acampamento Funston, Kansas, 1918)

Nenhuma outra guerra mudou o mapa da Europa de forma tão dramática. Quatro impérios desapareceram após o fim do conflito: o Alemão, o Austro-Húngaro, o Otomano e o Russo. Quatro dinastias, juntamente com as aristocracias que as apoiavam, caíram após a guerra: os Hohenzollern, os Habsburgos, os Romanov e os Otomanos. Países como a Bélgica e a Sérvia passaram por destruições severas, assim como a França, que perdeu 1,4 milhão de soldados, sem contar as vítimas civis. A Alemanha e Rússia foram igualmente afetadas.
A guerra teve consequências econômicas profundas. Dos sessenta milhões de soldados europeus que foram mobilizados entre os anos de 1914 e 1918, oito milhões foram mortos, sete milhões foram incapacitados de maneira permanente e quinze milhões ficaram gravemente feridos. Morreram 6 milhões de civis durante a guerra. A Alemanha perdeu 15,1% de sua população masculina ativa, a Áustria-Hungria perdeu 17,1% e a França perdeu 10,5%.
Na Alemanha, as mortes de civis foram 474 mil mais elevadas do que em tempo de paz, em grande parte devido à escassez de alimentos e desnutrição que enfraqueceu a resistência às doenças. As cláusulas da rendição do Império Alemão também impuseram um acréscimo na dívida do país como indenização de guerra. Até o final da guerra, a fome matou cerca de cem mil pessoas no Líbano. As estimativas mais confiáveis sobre o número de vítimas da fome russa de 1921, apontam a morte de entre 5 e 10 milhões de pessoas. Por volta de 1922, havia entre 4,5 milhões e 7 milhões de crianças de rua na Rússia, como resultado de quase uma década de devastações causadas pela Primeira Guerra Mundial, pela Guerra Civil Russa e pela crise de fome subsequente, entre 1920 e 1922. Muitos russos antissoviéticos fugiram do país após a Revolução Russa de 1917; na década de 1930, a cidade chinesa de Harbin, no norte do país, recebeu cem mil russos. Outros milhares emigraram para a França, Reino Unido e Estados Unidos. Os Estados Unidos enfrentaram um surto de inflação causado pelo aumento de gastos públicos que começaram com a entrada na guerra e se encerrou apenas em 1919.
Na Austrália, os efeitos da guerra sobre a economia não foram menos graves. O então primeiro-ministro australiano, Billy Hughes, escreveu ao primeiro-ministro britânico da época, Lloyd George, dizendo: "Você tem que nos assegurar que não pode obter melhores condições. Eu muito me arrependo e espero, mesmo agora, que alguma forma possa ser encontrada para garantir um acordo para exigir uma reparação compatível com os tremendos sacrifícios feitos pelo Império Britânico e por seus aliados". A Austrália recebeu 5 571 720 de libras esterlinas como forma de reparar os danos causados pela guerra, mas o custo direto da guerra para os australianos tinha sido de 376 993 052 libras esterlinas e, em meados da década de 1930, as pensões de repatriação, gratificações de guerra, juros e encargos de naufrágio eram de 831 280 947 libras. Dos cerca de 416 mil australianos que lutaram na guerra, cerca de sessenta mil foram mortos e outros 152 mil ficaram feridos.

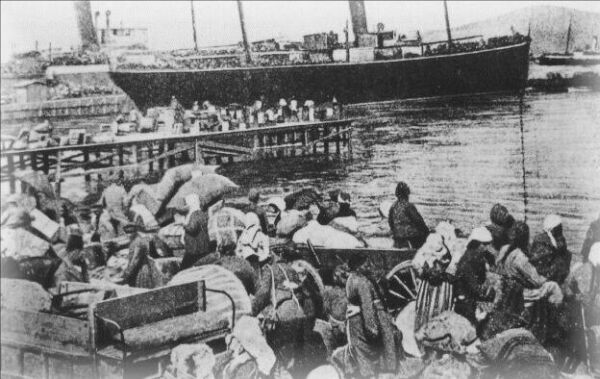
Refugiados gregos em Esmirna, no então Império Otomano (atual Turquia), em 1922

Doenças floresceram nas condições caóticas da guerra. Apenas em 1914, piolhos infectados pelo tifo epidêmico mataram duzentas mil pessoas na Sérvia. Entre 1918 e 1922, a Rússia tinha cerca de 25 milhões de infecções e três milhões de mortes por tifo. Considerando que antes da Primeira Guerra Mundial a Rússia registrava cerca de 3,5 milhões de casos de malária, após o conflito seu povo sofreu com mais de treze milhões de casos em 1923. Além disso, a grande epidemia de gripe em 1918 se espalhou pelo mundo. No geral, a pandemia de gripe espanhola matou ao menos cinquenta milhões de pessoas. O lobby feito por Chaim Weizmann e o medo de que os judeus estadunidenses incentivassem os Estados Unidos a apoiar a Alemanha culminaram na Declaração Balfour de 1917, feita pelo governo britânico e que endossava a criação de uma pátria judaica na Palestina. Um total de mais de 1 172 000 soldados judeus serviram nas forças Aliadas e nas forças dos Impérios Centrais na Primeira Guerra Mundial, incluindo 275 mil na Áustria-Hungria e 450 mil na Rússia czarista.
A desorganização social e a violência generalizada da Revolução Russa de 1917 e da Guerra Civil Russa que se seguiu provocaram mais de 2 000 pogroms no antigo Império Russo, principalmente na Ucrânia. Estima-se que entre sessenta mil e duzentos mil judeus civis foram mortos nas atrocidades.
No rescaldo da Primeira Guerra Mundial, a Grécia lutou contra nacionalistas turcos liderados por Mustafa Kemal, uma guerra que resultou em uma enorme troca populacional entre os dois países no âmbito do Tratado de Lausanne. De acordo com várias fontes, várias centenas de milhares de gregos pônticos morreram durante este período (ver genocídio grego).

### Tratados de paz e fronteiras nacionais

Mudanças territoriais na Europa após a Primeira Guerra

Após a guerra, a Conferência de Paz de Paris, em 1919, impôs uma série de tratados de paz às Potências Centrais, terminando oficialmente com a guerra. O Tratado de Versalhes de 1919 lidou com a Alemanha e, com base nos Quatorze Pontos do então presidente estadunidense, Woodrow Wilson, trouxe à existência a Liga das Nações em 28 de junho de 1919.
Ao assinar o tratado, a Alemanha reconheceu "toda a perda e danos a que os Aliados, os governos associados e seus nacionais foram submetidos como consequência da guerra imposta sobre eles pelas agressões da Alemanha e de seus aliados". Esta cláusula também foi inserida mutatis mutandis para os tratados assinados pelos outros membros das Potências Centrais. Esta cláusula mais tarde se tornou conhecida, para os alemães, como a cláusula de culpa da guerra. Os tratados da Conferência de Paz de Paris também impuseram às nações derrotadas que pagassem reparações aos vencedores. O Tratado de Versalhes causou um enorme sentimento de amargura no povo alemão, que os movimentos nacionalistas, especialmente os nazistas, exploraram com uma teoria de conspiração que chamaram de Dolchstoßlegende ("Lenda da punhalada pelas costas"). A inflação galopante na década de 1920 que foi causada pela frustração nos gastos militares contribuiu para o colapso econômico da República de Weimar e o pagamento de indenizações foi suspenso em 1931, após a Quebra do Mercado de Ações de 1929 e o início do período que posteriormente ficou conhecido como Grande Depressão em todo o mundo.

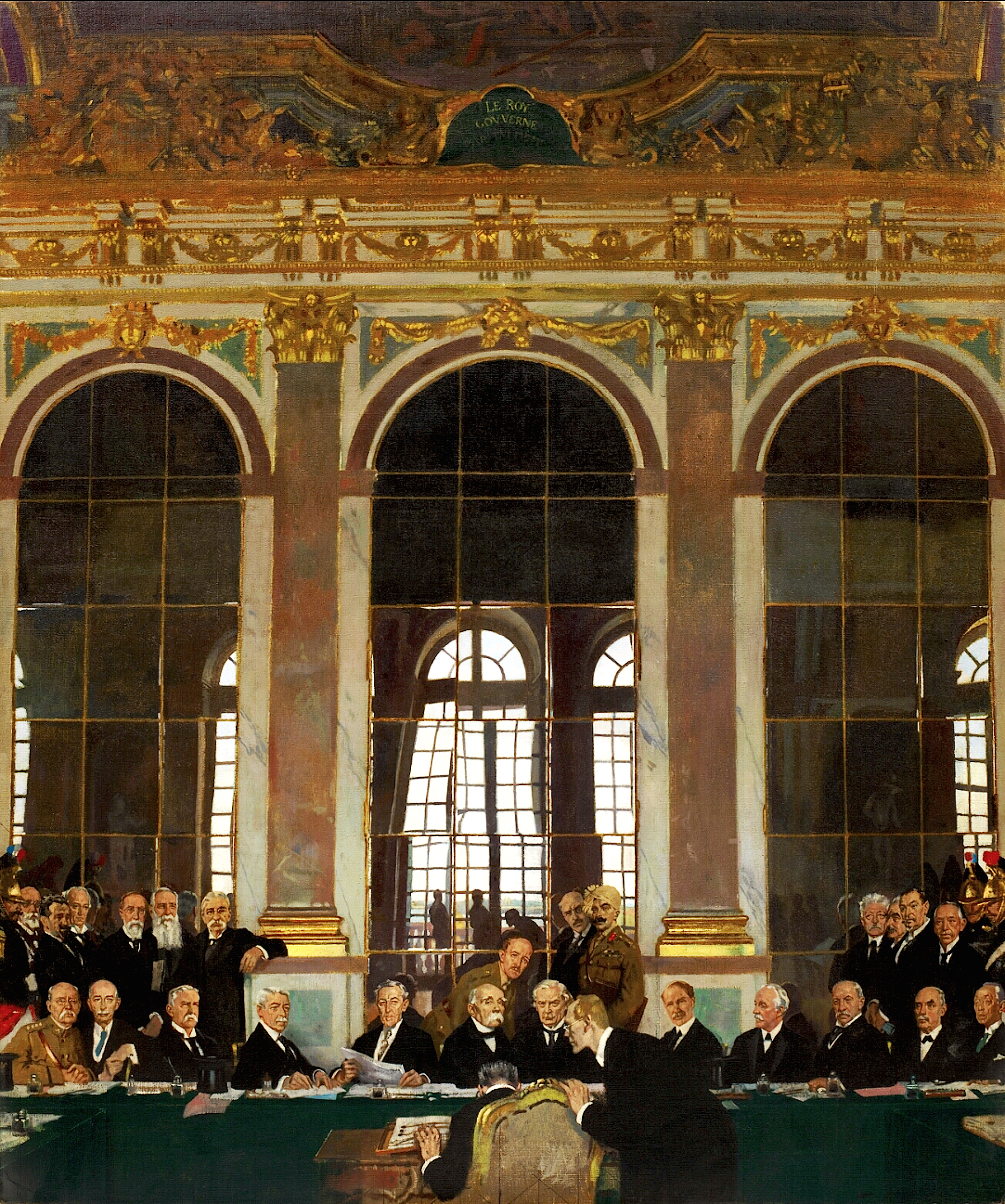
Assinatura do Tratado de Versalhes na Galeria dos Espelhos

A Áustria-Hungria foi dividida em vários Estados sucessores (como a Áustria, a Hungria, a Tchecoslováquia e a Iugoslávia), que foram em grande parte, mas não totalmente, definidos por grupos étnicos. A Transilvânia foi transferida da Hungria para a Romênia Maior. Os detalhes foram contidos no Tratado de Saint-Germain-en-Laye e no Tratado de Trianon. Como resultado do tratado, 3,3 milhões de húngaros ficaram sob domínio estrangeiro. Apesar de 54% da população do Reino da Hungria ter sido composta por húngaros no período pré-guerra, apenas 32% de seu território foi deixado para a Hungria. Entre 1920 e 1924, 354 mil húngaros fugiram de antigos territórios húngaros ligados à Romênia, Tchecoslováquia e Iugoslávia.
O Império Russo, que havia se retirado da guerra em 1917, após a Revolução de Outubro, perdeu grande parte de sua fronteira ocidental e as nações recém-independentes da Estônia, Finlândia, Letônia, Lituânia e Polônia foram esculpidas a partir dela. A Bessarábia foi reanexada à Romênia Maior, uma vez que tinha sido um território romeno por mais de mil anos.
O Império Otomano se desintegrou e muito do seu território fora da Anatólia foi tomado por várias potências aliadas como protetorados. O núcleo turco foi reorganizado como a República da Turquia. O Império Otomano deveria ter sido dividido pelo Tratado de Sèvres, em 1920, mas este tratado nunca foi ratificado pelo sultão e foi rejeitado pelo Movimento Nacional Turco, levando à guerra de independência turca e, finalmente, ao Tratado de Lausanne, em 1923.

### Trauma social

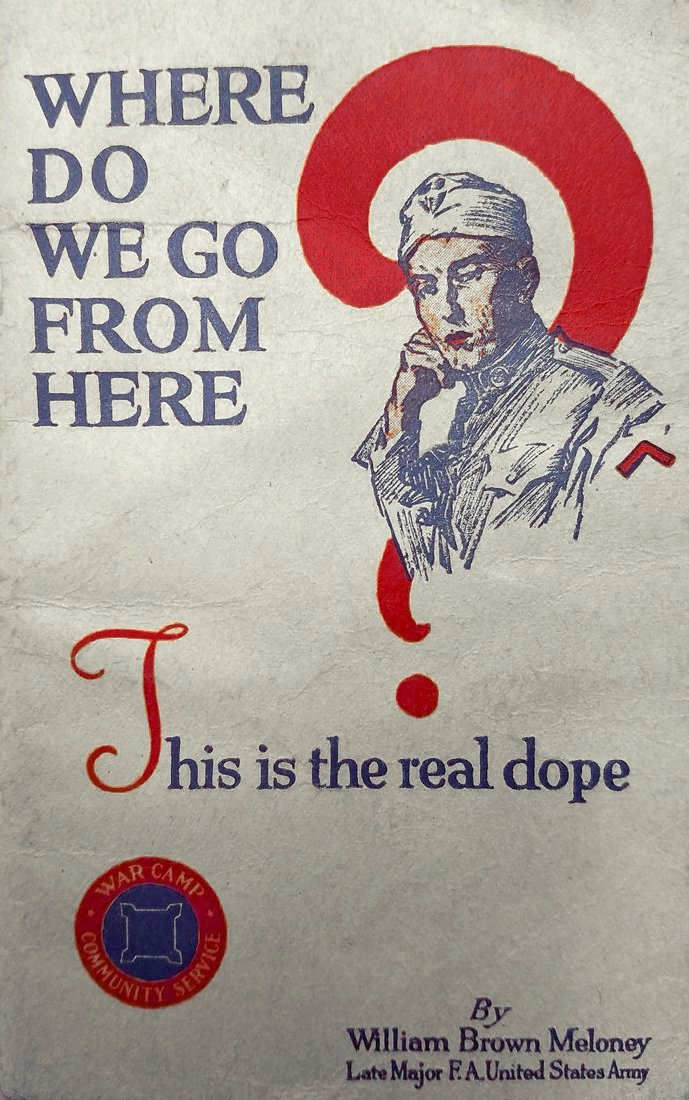
Um livro de 1919 do Departamento de Guerra dos Estados Unidos voltado para veteranos

O trauma social causado por taxas sem precedentes de vítimas manifestou-se de maneiras diferentes, que foram objeto de um debate histórico.
O otimismo da Belle Époque foi destruído e aqueles que lutaram na guerra foram referidos como a "Geração Perdida". Durante anos depois, as pessoas lamentavam os mortos, os desaparecidos e os muitos deficientes causados pelo conflito.
Muitos soldados voltaram com traumas graves, sofrendo de fadiga de combate (também chamado de neurastenia, uma condição relacionada ao transtorno de estresse pós-traumático). Muitos mais voltaram para casa com poucos pós-efeitos; no entanto, seu silêncio sobre a guerra contribuiu para o crescente estatuto mitológico do conflito. Embora muitos participantes não tenham compartilhado as mesmas experiências de combate, não tenham passado algum tempo significativo na frente de batalha ou tiveram memórias positivas de seu serviço militar, as imagens de sofrimento e trauma tornaram-se a percepção amplamente compartilhada. Historiadores como Dan Todman, Paul Fussell e Samuel Heyns têm todos publicados trabalhos desde a década de 1990 argumentando que essas percepções comuns da guerra são factualmente incorretas.

### Ascensão do totalitarismo
O nacionalismo italiano foi agitado pelo início da guerra e inicialmente foi fortemente apoiado por uma variedade de facções políticas. Um dos mais proeminentes e populares partidários nacionalistas italianos da guerra foi Gabriele d'Annunzio, que promovia o irredentismo italiano e ajudou a influenciar o público italiano para apoiar a intervenção na guerra. O Partido Liberal Italiano, sob a liderança de Paolo Boselli, promoveu a intervenção na guerra do lado dos Aliados e utilizou a Sociedade Dante Alighieri para promover ideias nacionalistas. Os socialistas italianos estavam divididos sobre se apoiar a guerra ou se opor a ela; alguns militantes apoiavam a guerra, como Benito Mussolini e Leonida Bissolati. No entanto, o Partido Socialista Italiano decidiu se opor ao conflito depois que os manifestantes antimilitaristas foram mortos, resultando em uma greve geral chamada Semana Vermelha. O Partido Socialista Italiano expurgou-se de membros nacionalistas pró-guerra, incluindo Mussolini. Mussolini, um sindicalista que apoiava a guerra por motivos de reivindicações irredentistas nas regiões da Áustria-Hungria, formada pelo pró-intervencionista Il Popolo d'Italia e Fasci Rivoluzionario d'Azione Internazionalista ("Fascismo revolucionário para a ação internacional") em outubro de 1914, o que mais tarde se tornou o Fasci di Combattimento em 1919, a origem do fascismo. O nacionalismo de Mussolini permitiu-lhe arrecadar fundos da Ansaldo (uma empresa de armamento) e outras empresas para criar Il Popolo d'Italia e para convencer socialistas e revolucionários a apoiar a guerra.

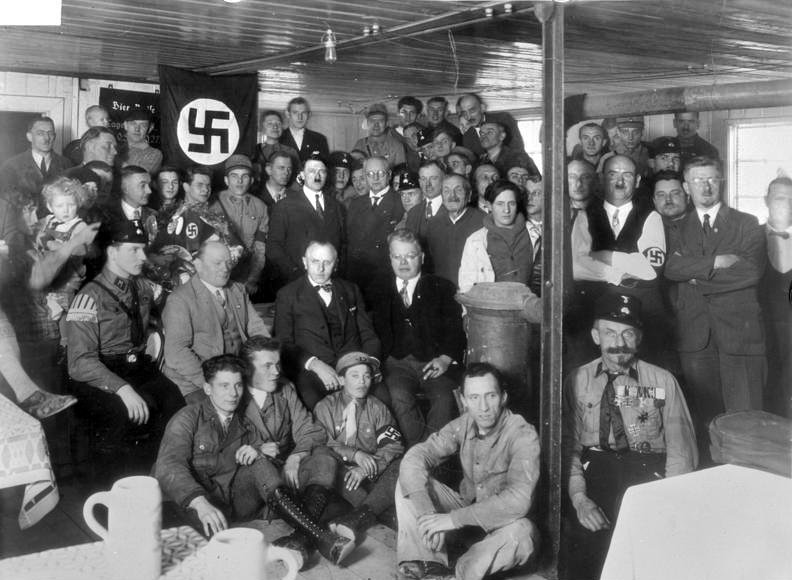
Adolf Hitler com membros do Partido Nazista em 1930

O surgimento do nazismo e do fascismo incluiu um renascimento do espírito nacionalista e uma rejeição de muitas mudanças pós-guerra. Da mesma forma, a popularidade da lenda da punhalada pelas costas (em alemão: Dolchstoßlegende) foi um testemunho do estado psicológico da Alemanha derrotada e foi uma rejeição da sua responsabilidade pelo conflito. Esta teoria conspiratória de traição tornou-se comum e a população alemã passou a se ver como vítima. A aceitação generalizada da teoria "facada pelas costas" deslegitimou o governo da República de Weimar e desestabilizou o sistema, abrindo-o para os extremos da direita e da esquerda.
Os movimentos comunistas e fascistas em toda a Europa atraíram força desta teoria e gozaram de um novo nível de popularidade. Esses sentimentos foram mais pronunciados em áreas diretamente ou severamente afetadas pela guerra. Adolf Hitler conseguiu ganhar popularidade utilizando o descontentamento alemão com o ainda controverso Tratado de Versalhes. A Segunda Guerra Mundial foi em parte uma continuação da luta de poder que não foi totalmente resolvida pela Primeira Guerra Mundial. Além disso, era comum aos alemães na década de 1930 justificar atos de agressão devido a injustiças percebidas impostas pelos vencedores da Primeira Guerra Mundial. O historiador estadunidense William Rubinstein diz:

"A "Era do Totalitarismo" incluiu quase todos os exemplos infames de genocídio na história moderna, liderados pelo Holocausto judeu, mas também compreendendo os assassinatos e expurgos em massa do mundo comunista, outros assassinatos em massa realizados pela Alemanha nazista e seus aliados e também o genocídio armênio de 1915. Todos esses massacres, conforme argumentado aqui, tinham uma origem comum, o colapso da estrutura de elite e os modos de governo normais de grande parte da Europa central, oriental e meridional como resultado da Primeira Guerra Mundial, sem o qual certamente nem o comunismo nem o fascismo existiriam exceto nas mentes de agitadores e excêntricos desconhecidos."
As Potências Centrais tiveram que reconhecer a responsabilidade de "todas as perdas e danos aos quais os Governos Aliados e Associados e seus nacionais foram submetidos como consequência da guerra que lhes foi imposta por "sua agressão". No Tratado de Versalhes, esta afirmação era o artigo 231. Este artigo ficou conhecido como a "cláusula da Culpa da Guerra", já que a maioria dos alemães se sentia humilhada e ressentida. Em geral, os alemães sentiram que haviam sido injustamente tratados pelo que eles chamavam de "diktat de Versalhes". Schulze disse que o Tratado deixou a Alemanha "sob sanções legais, privada de poder militar, arruinada economicamente e humilhada politicamente". O historiador belga Laurence Van Ypersele enfatiza o papel central desempenhado pela memória da guerra e do Tratado de Versalhes na política alemã nos anos 1920 e 1930:
A negação ativa da guerra na Alemanha e o ressentimento alemão em ambas as reparações e a contínua ocupação aliada da Renânia fizeram uma ampla revisão do significado e da memória da problemática do conflito. A lenda da "punhalada pelas costas", o desejo de rever o "diktat de Versalhes" e a crença em uma ameaça internacional visando a eliminação da nação alemã persistiram no coração da política alemã. Mesmo um homem de paz como Gustav Stresemann rejeitou publicamente a culpa alemã. Quanto aos nazistas, eles acenaram as bandeiras de traição doméstica e conspiração internacional na tentativa de galvanizar a nação alemã em um espírito de vingança. Como uma Itália fascista, a Alemanha nazista procurou reorientar a memória da guerra em benefício de suas próprias políticas.

### Tecnologia

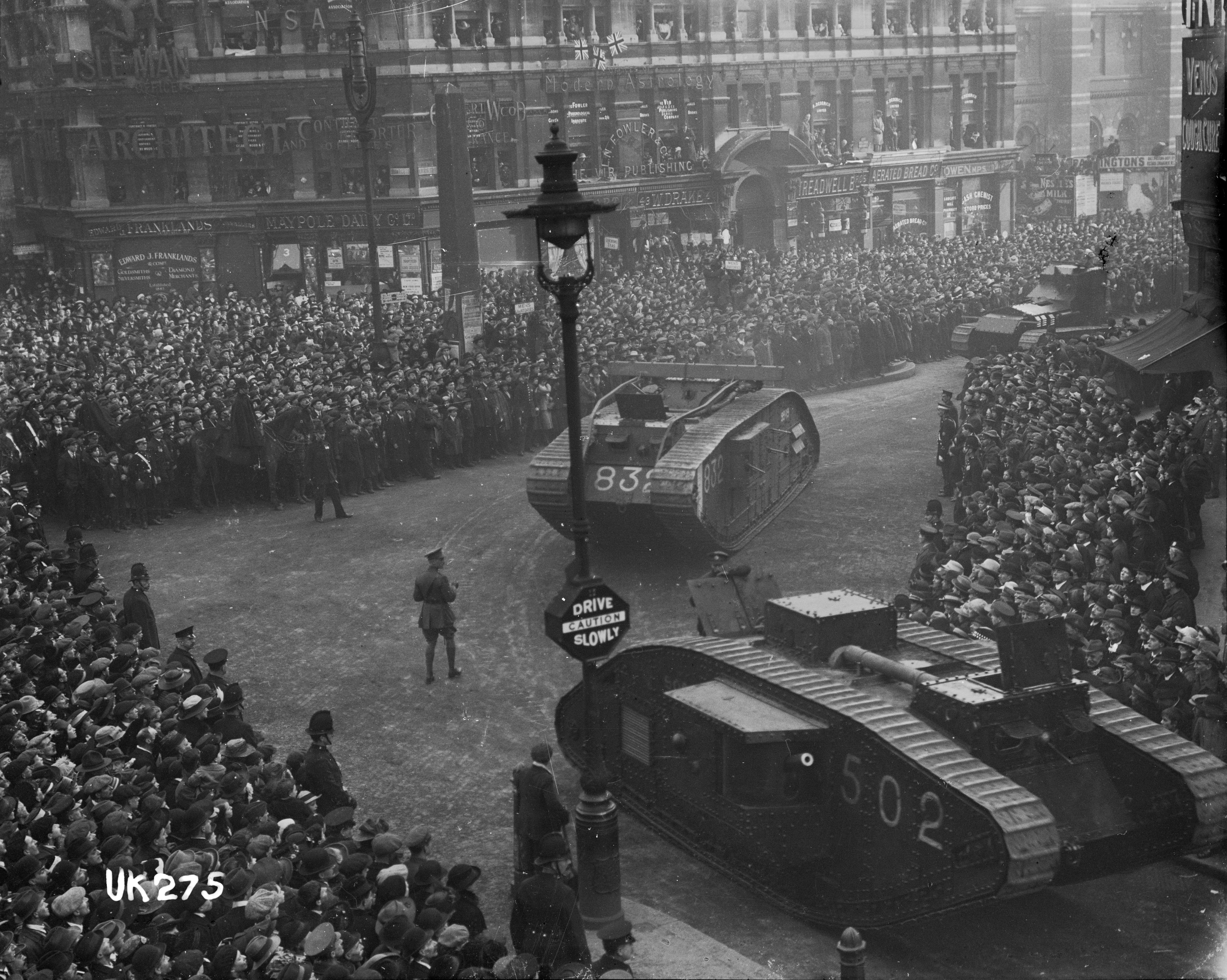
Tanques em desfile em Londres no final da Primeira Guerra Mundial

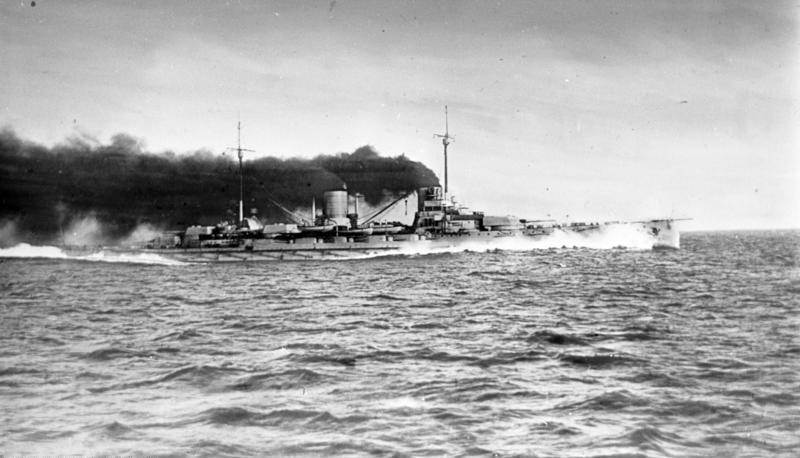
Yavuz Sultan Selim do Império Otomano

A Primeira Guerra Mundial começou como um choque entre a tecnologia do século XX e táticas do século XIX, com fatais e inevitáveis consequências. No final de 1917, no entanto, os principais exércitos, que agora contavam com milhões de homens, modernizaram-se e usavam telefones, comunicações sem fio, carros blindados, tanques e aeronaves.
A artilharia também sofreu uma revolução. Em 1914, canhões foram posicionados na linha da frente e disparados diretamente em seus alvos. Em 1917, o ataque indireto com armas (bem como morteiros e até metralhadoras) era comum, usando novas técnicas para detectar e variar, principalmente aeronaves e o telefone de campanha, muitas vezes esquecido.
O Império Alemão estava muito à frente dos Aliados na utilização de ataques indiretos pesados. O exército alemão empregou obuseiros de 150 mm (6 in) e 210 mm (8 in) em 1914, quando armas típicas francesas e britânicas eram apenas de 75 mm e 105 mm. Os britânicos tinham um obuseiro de 152 mm, mas era tão pesado que tinha que ser transportado ao campo de batalha em pedaços e então montado. Os alemães também colocaram armas austríacas de 305 mm e 420 mm e, mesmo no início da guerra, tinham inventários de várias calibres de Minenwerfer, que eram ideais para a guerra de trincheiras.
Grande parte dos combates envolveu a guerra de trincheiras, onde centenas morriam por cada metro conquistado no terreno inimigo. Muitas das batalhas mais mortíferas da história ocorreram durante a Primeira Guerra Mundial, como Ypres, Marne, Cambrai, Somme, Verdun e Galípoli. Os alemães empregaram a Síntese de Haber-Bosch de fixação de nitrogênio para fornecer suas forças com um suprimento constante de pólvora apesar do bloqueio naval britânico. A artilharia foi responsável pelo maior número de vítimas e consumiu grandes quantidades de explosivos.
O uso generalizado da guerra química era uma característica distintiva do conflito. Os gases utilizados incluíram cloro, gás mostarda e fosgênio. Poucos ferimentos de guerra foram causados pelos gases, uma vez que eram rapidamente criadas contramedidas efetivas aos ataques, como as máscaras de gás. O uso da guerra química e do bombardeio estratégico em pequena escala foram ambos proibidos pelas Convenções da Haia de 1899 e 1907 e ambos provaram ter eficácia limitada, embora tenham conquistado a imaginação pública.

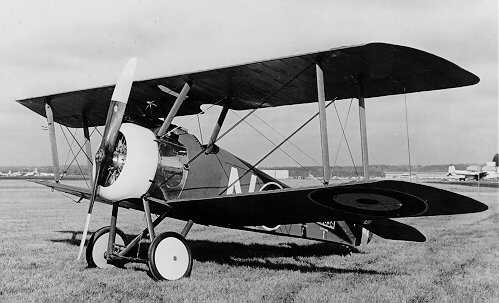
RAF Sopwith Camel. Em abril de 1917, a expectativa de vida média de um piloto britânico na Frente Ocidental era de 93 horas de voo

A Alemanha implantou U-boots (submarinos) depois que a guerra começou. Alternando entre guerra submarina restrita e irrestrita no Atlântico, a Kaiserliche Marine os empregou para privar as Ilhas Britânicas de suprimentos vitais. As mortes dos marinheiros mercantes britânicos e a aparente invulnerabilidade dos U-boots levaram ao desenvolvimento de cargas de profundidade (1916), hidrofones (sonar passivo, 1917), dirigíveis, submarinos caçadores (HMS R-1, 1917), armas antissubmarinas e hidrofones de imersão (os dois últimos abandonados em 1918). Para ampliar suas operações, os alemães propuseram submarinos de suprimentos (1916). A maioria destes inventos seria esquecida no período entreguerras até a Segunda Guerra Mundial reviver sua necessidade.
Os aviões de asa fixa foram utilizados pela primeira vez militarmente pelos italianos na Líbia em 23 de outubro de 1911 durante a Guerra Ítalo-Turca para reconhecimento, logo seguido pelo lançamento de granadas e fotografia aérea no próximo ano. Em 1914, sua utilidade militar era óbvia. Eles foram inicialmente usados para reconhecimento e ataques terrestres. Para derrubar aviões inimigos, armas antiaéreas e aviões de combate foram desenvolvidos. Os bombardeiros estratégicos foram criados, principalmente pelos alemães e britânicos, embora os primeiros usassem Zeppelins também. No final do conflito, os porta-aviões foram usados pela primeira vez, com HMS Furious lançando Sopwith Camels em uma invasão para destruir os hangares de Zeppelins em Tondern em 1918.

Gassed ("gaseados"), pintura a óleo de 1919 por John Singer Sargent. Descreve as consequências de um ataque com gás mostarda durante a Primeira Guerra Mundial, com uma fileira de soldados feridos caminhando em direção a um hospital de campanha

Os balões de observação tripulados, que flutuavam acima das trincheiras, eram usados como plataformas de reconhecimento estacionárias, relatando movimentos inimigos e dirigindo a artilharia. Os balões costumavam ter uma equipe de dois, equipados com para-quedas, de modo que, se houvesse um ataque aéreo inimigo, a tripulação poderia saltar em segurança. Na época, os paraquedas eram muito pesados para serem usados por pilotos de aeronaves e versões menores não foram desenvolvidas até o final da guerra; eles também tinham oposição na liderança britânica, que temia que eles pudessem promover a covardia entre os soldados.
Reconhecidos por seu valor como plataformas de observação, os balões eram alvos importantes para as aeronaves inimigas. Para defendê-los contra-ataques aéreos, eles eram fortemente protegidos por armas antiaéreas e patrulhados por aeronaves aliadas; para atacá-los, foram inventadas armas incomuns, tais como mísseis ar-ar. Assim, o valor de reconhecimento de dirigíveis e balões contribuiu para o desenvolvimento do combate aéreo entre todos os tipos de aeronaves e para o impasse das trincheiras, porque era impossível mover um grande número de tropas não detectadas. Os alemães realizaram ataques aéreos com dirigíveis na Inglaterra durante 1915 e 1916, na esperança de prejudicar a moral britânica e fazer com que as aeronaves fossem desviadas da linha de frente e, de fato, o pânico resultante disto levou à dispersão de vários esquadrões de caças da França.

### Crimes de guerra

#### Incidentes doBaralonge torpedeamento do HMHSLlandovery Castle

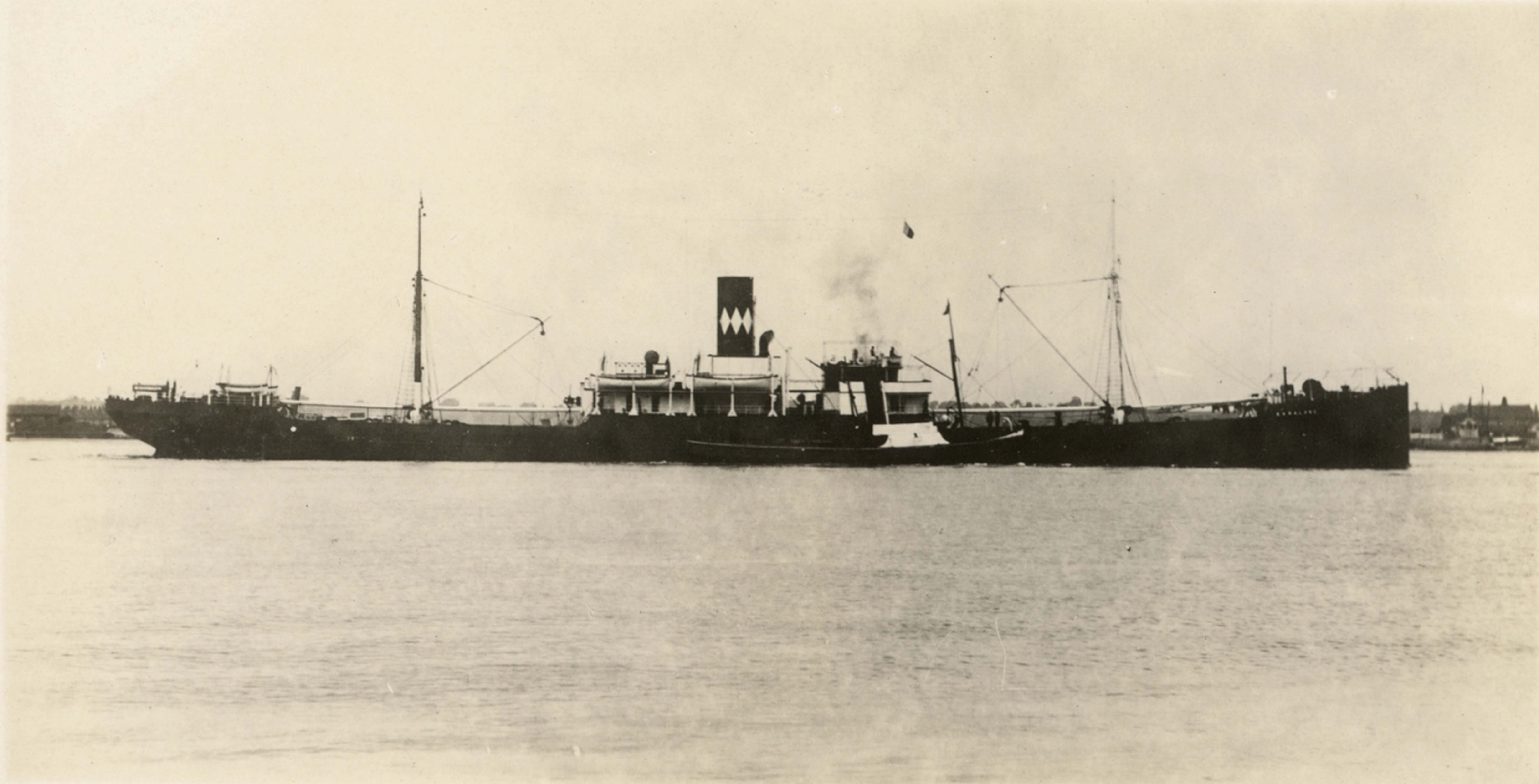
HMS Baralong

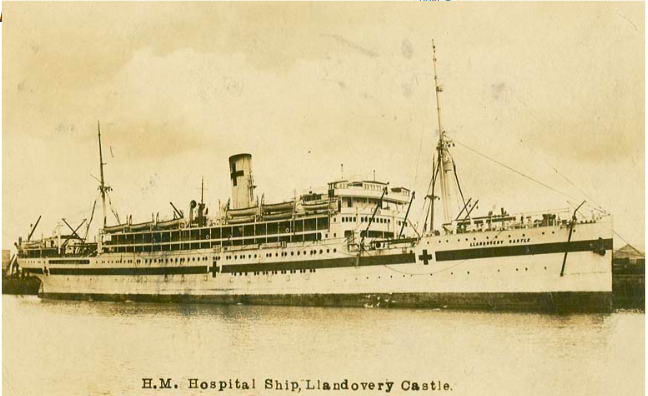
Navio hospitalar canadense HMHS Llandovery Castle

Em 19 de agosto de 1915, o submarino alemão U-27 foi afundado pelo navio britânico HMS Baralong. Todos os sobreviventes alemães foram executados sumariamente pela equipe do Baralong sob as ordens do tenente Godfrey Herbert, o capitão do navio. O fuzilamento foi divulgado aos meios de comunicação por cidadãos estadunidenses que estavam a bordo do Nicosia, um cargueiro britânico que levava suprimentos de guerra, que foi interrompido pelo U-27 poucos minutos antes do incidente. Em 24 de setembro, o Baralong destruiu o U-41, que estava no processo de afundar o navio de carga Urbino. De acordo com Karl Goetz, o comandante do submarino, o Baralong continuou a navegar com a bandeira dos Estados Unidos depois de disparar contra o U-41 e depois afundou o bote salva-vidas, que carregava os sobreviventes alemães.
O navio hospitalar canadense HMHS Llandovery Castle foi torpedeado pelo submarino alemão SM U-86 em 27 de junho de 1918 em violação do direito internacional. Apenas 24 dos 258 médicos e pacientes sobreviveram. Sobreviventes relataram que o U-boot surgiu e correu por baixo dos botes salva-vidas, metralhando os sobreviventes na água. O capitão do submarino alemão, Helmut Brümmer-Patzig, foi acusado de crimes de guerra na Alemanha após o fim do conflito, mas escapou da acusação indo para a Cidade Livre de Danzig, além da jurisdição dos tribunais alemães.

#### Armas químicas

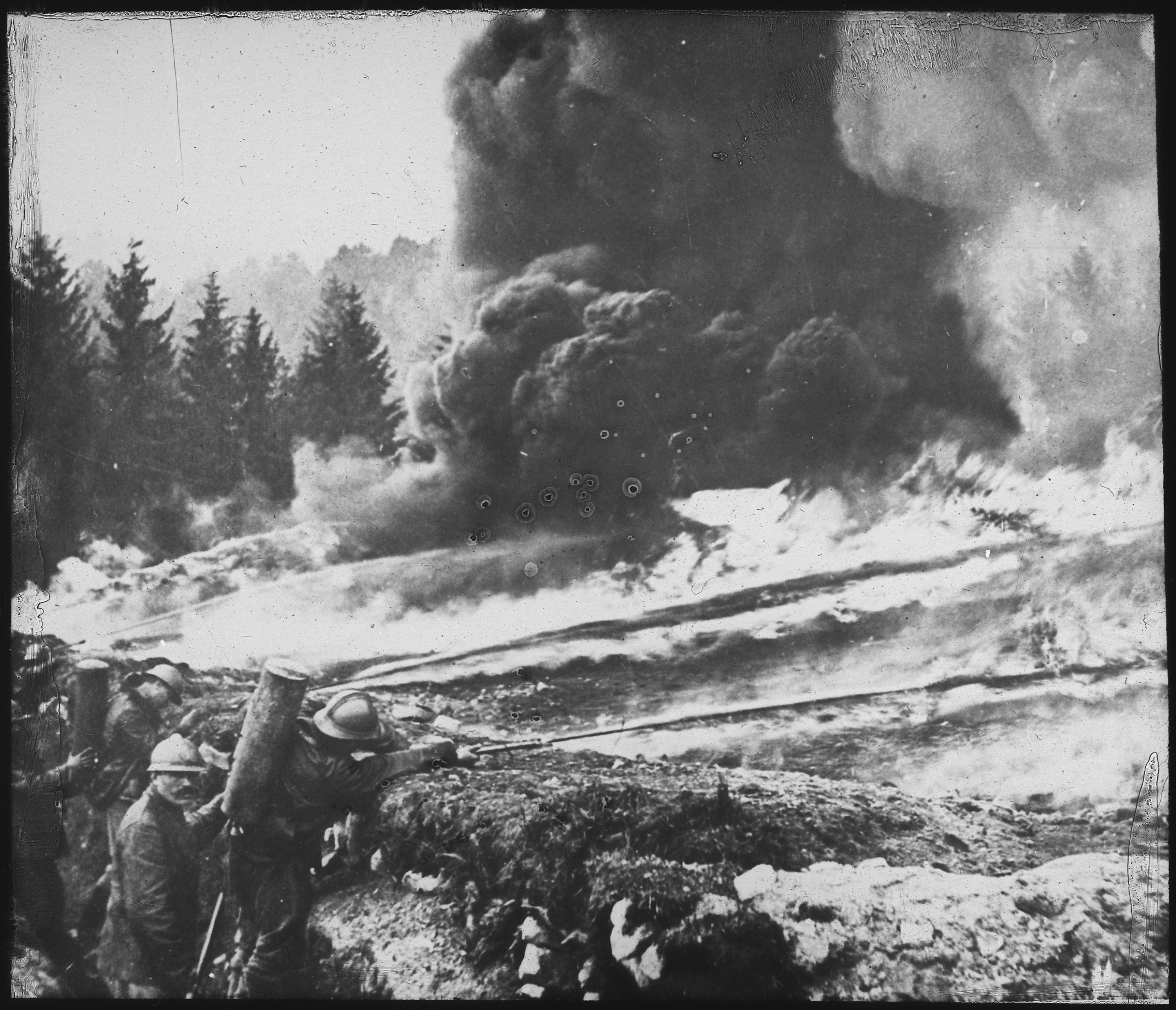
Soldados franceses fazem um ataque de gás e chamas nas trincheiras alemãs em Flandres

O primeiro uso bem-sucedido de gás venenoso como arma de guerra ocorreu durante a Segunda Batalha de Ypres (22 de abril a 25 de maio de 1915). O gás já foi usado por todos os principais beligerantes durante toda a guerra. Estima-se que o uso de armas químicas empregadas por ambos os lados ao longo da guerra provocou 1,3 milhão de mortes. Por exemplo, os britânicos tiveram mais de 180 mil vítimas de armas químicas durante a guerra e até um terço das baixas estadunidenses foram causadas por eles. O exército russo teria perdido cerca de quinhentos mil soldados para as armas químicas durante a Primeira Guerra Mundial. O uso de armas químicas na guerra violou diretamente a Declaração de Haia de 1899 e a Convenção de Haia de 1907, que proibiam seu uso.
O efeito do gás venenoso não se limitou aos combatentes. Os civis ficaram em risco por conta dos gases, já que os ventos sopravam os gases venenosos em suas cidades e raramente avisos ou alertas eram dados sobre o perigo potencial. Além dos sistemas de alerta ausentes, os civis muitas vezes não tinham acesso a máscaras de gás eficientes. Estima-se que 100 000-260 000 vítimas civis foram causadas por armas químicas durante o conflito e dezenas de milhares mais (juntamente com militares) morreram por cicatrizes nos pulmões, danos na pele e danos cerebrais nos anos após o término do conflito. Muitos comandantes de ambos os lados sabiam que tais armas causariam grandes danos aos civis, mas continuaram a usá-las. O marechal de campo britânico, Sir Douglas Haig, escreveu em seu diário: "Meus oficiais e eu estávamos conscientes de que tais armas causariam danos às mulheres e crianças que vivem nas cidades vizinhas, já que os ventos fortes eram comuns no campo de batalha. No entanto, visto que a arma deveria ser dirigida contra o inimigo, nenhum de nós estava excessivamente preocupado".

#### Genocídios e limpeza étnica

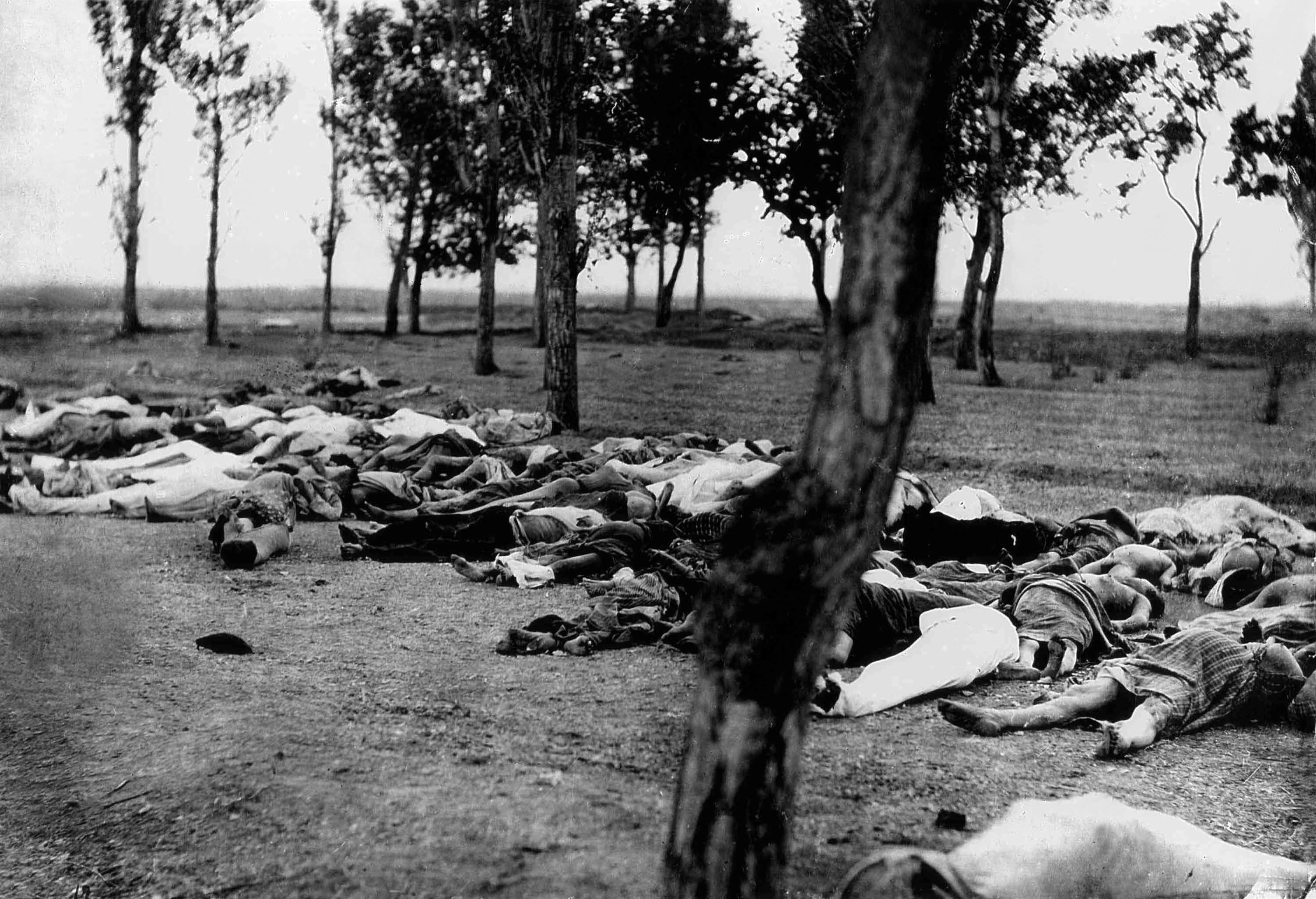
Armênios mortos durante o Genocídio Armênio. Imagem tirada da História do Embaixador Morgenthau, escrita por Henry Morgenthau Sr e publicada em 1918

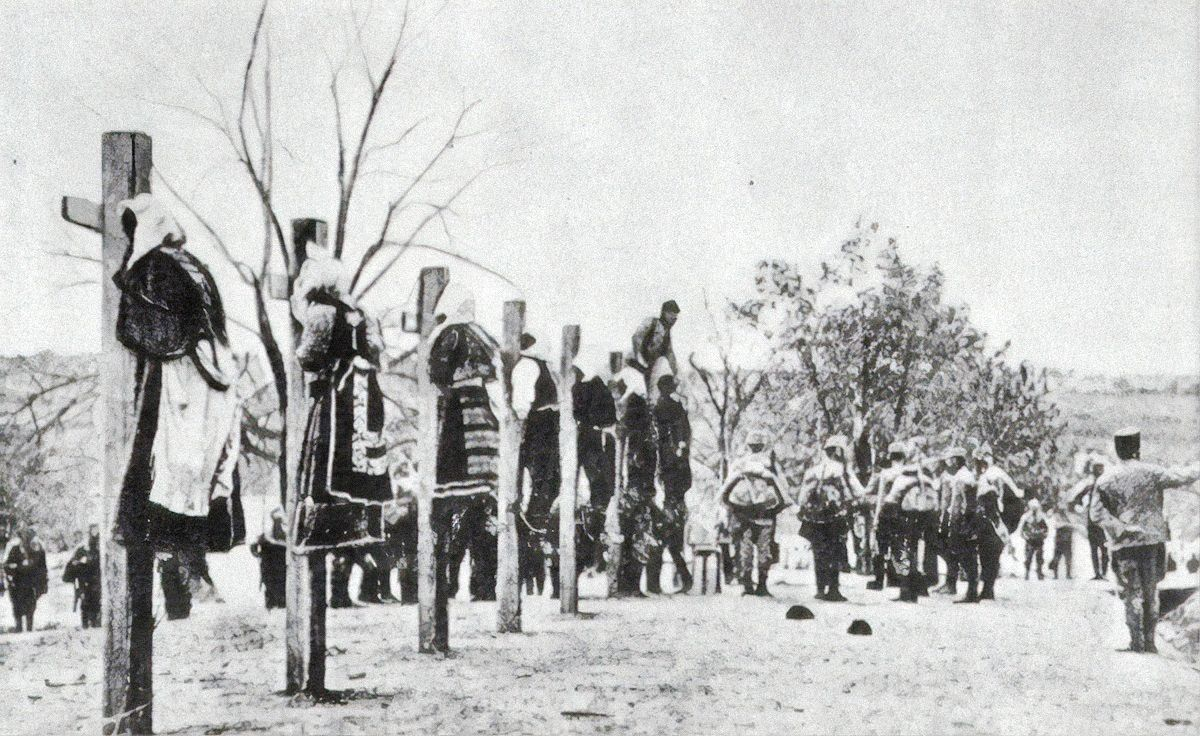
Soldados austro-húngaros executam homens e mulheres na Sérvia, 1916

A limpeza étnica da população armênia, incluindo deportações e execuções em massa, durante os últimos anos do Império Otomano é considerada um genocídio. Os otomanos levaram a cabo massacres organizados e sistemáticos da população armênia no início da guerra e retrataram atos deliberadamente provocados da resistência armênia como rebeliões para justificar o extermínio. No início de 1915, vários armênios se ofereceram para se juntar às forças russas e o governo otomano usou isto como pretexto para emitir a Lei Tehcir (Lei sobre a deportação), que autorizou a deportação de armênios das províncias orientais do Império para a Síria entre 1915 e 1918. Os armênios foram intencionalmente marchados para a morte e vários foram atacados por bandidos otomanos. Apesar de o número exato de mortes ser desconhecido, a Associação Internacional de Estudiosos de Genocídio estimou 1,5 milhões. O governo da Turquia negou consistentemente o genocídio, argumentando que aqueles que morreram foram vítimas de combates interétnicos, fomes ou doenças durante a Primeira Guerra Mundial; essas reivindicações são rejeitadas pela maioria dos historiadores. Outros grupos étnicos foram igualmente atacados pelo Império Otomano durante esse período, incluindo assírios e gregos, e alguns estudiosos consideram que esses eventos fazem parte da mesma política de extermínio.
No Império Russo, muitos pogroms acompanharam a Revolução Russa de 1917 e a Guerra Civil Russa que se seguiu. Entre sessenta e duzentos mil judeus civis foram mortos nas atrocidades ao longo do antigo Império Russo (principalmente na zona de assentamento judeu na Rússia na atual Ucrânia).

#### Estupro da Bélgica
Os invasores alemães trataram qualquer resistência — como sabotagem de linhas ferroviárias — como ilegais e imorais e atiravam contra os infratores e queimavam edifícios em retaliação. Além disso, eles tendiam a suspeitar que a maioria dos civis eram potenciais franco-atiradores (guerrilheiros) e, consequentemente, levavam e, às vezes, matavam reféns entre a população civil. O exército alemão executou mais de 6 500 civis franceses e belgas entre agosto e novembro de 1914, geralmente em fuzilamentos em grande escala de civis ordenados por oficiais alemães. O exército alemão destruiu entre quinze a vinte mil edifícios — sendo o mais famoso deles a biblioteca da universidade em Lovaina — e gerou uma onda de refugiados composta por mais de um milhão de pessoas. Mais de metade dos regimentos alemães na Bélgica estiveram envolvidos em grandes incidentes. Milhares de trabalhadores foram enviados para a Alemanha para trabalhar em fábricas. A propaganda britânica dramatizou o "Estupro da Bélgica" e atraiu muita atenção nos Estados Unidos, enquanto Berlim disse que isto era legal e necessário por causa da ameaça de franco-atiradores como os da França em 1870. Os britânicos e os franceses ampliaram os relatórios e os divulgaram em casa e nos Estados Unidos, onde desempenharam um papel importante na dissolução do apoio à Alemanha.